# Репертуар Императорского Малого театра
Для спектаклей, шедших на сцене Большого театра, см. Репертуар Большого театра
Здесь представлен список постановок московского Малого театра в его дореволюционный период. Репертуар с 1824 года до конца сезона 1854/1855 года составлен Т. М. Ельницкой, а с августа 1855 по октябрь 1917 года приводится по работам Н. Г. Зографа «Малый театр второй половины XIX века» (М., 1960) и «Малый театр в конце XIX — начале XX века» (М., 1966).
Малый театр открылся 14 октября 1824 года и поначалу его труппа составляла одно целое с труппой Большого театра (его здание на Театральной площади было открыто 6 января 1825 года), находясь под управлением общей дирекции Императорских театров Российской империи с головной конторой в Санкт-Петербурге. Музыкальные и драматические представления шли вместе, неразрывно, дополняя друг друга, на обеих сценах.
Первые годы спектакли предназначались для аристократической публики, и в один вечер обычно давали по два, три, а то и по четыре разных представлений. Репертуар менялся очень быстро, поскольку ограниченный круг зрителей предпочитали новые постановки, чем смотреть много раз одно и то же.

## 1820-е
| День       | Постановка                                                     | Автор                          | Жанр             | Акты         | Прочее                                                                               |
| 1824 год   | 1824 год                                                       | 1824 год                       | 1824 год         | 1824 год     | 1824 год                                                                             |
| ---------- | -------------------------------------------------------------- | ------------------------------ | ---------------- | ------------ | ------------------------------------------------------------------------------------ |
| 14 октября | «Зефир, или Ветреник, сделавшийся постоянным»                  |                                | балет            |              | музыка К. А. Кавоса, балетмейстер А. П. Глушковский по хореографии Л. Дюпора         |
| 31 октября | «Завещание, или Кто кого перехитрит»                           | П. Мариво                      | комедия          | 1 действие   | перевод с французского В. С. Миклашевичевой                                          |
| 4 ноября   | «Крылатые женщины, или Чудесная золотая клетка»                | А. Дартуа                      | водевиль         | 1 действие   | переделка с французского Р. М. Зотова                                                |
| 4 ноября   | «Наследница»                                                   | Ж. Делавинь Э. Скриб           | комедия          | 1 действие   | в стихах А. И. Писарева                                                              |
| 4 ноября   | «Хлопотун, или Дело мастера боится»                            |                                | водевиль         | 1 действие   | переделка с французского А. И. Писаревым, музыка А. А. Алябьева и А. Н. Верстовского |
| 10 ноября  | «Эсфирь»                                                       | Ж. Расин                       | трагедия         | 3 действия   | перевод с французского в стихах П. А. Катенина                                       |
| 10 ноября  | «Дядя-слуга, или Обман не обман»                               | А. Дюваль                      | комедия          | 1 действие   | перевод с французского А. В. Иванова                                                 |
| 10 ноября  | «Песня, или Конторское приключение»                            | Э. Скриб А.-Ф. Варнер Ж. Имбер | комедия-водевиль | 1 действие   | перевод с французского А. А. Шаховского                                              |
| 17 ноября  | «Валерия, или Слепая»                                          | Э. Скриб Мельвиль              | комедия          | 3 действия   | перевод с французского В. А. Жуковского                                              |
| 17 ноября  | «Спальня, или Полчаса из жизни герцога Ришельё»                | Э. Скриб                       | комедия          | 1 действие   | перевод с французского В. С. Миклашевичевой                                          |
| 1 декабря  | «Модный уборщик голов и цирюльник, или В чужие сани не садись» | Э. Скриб Э.-Ж. Мазер Сен-Лоран | водевиль         | 1 действие   | перевод с французского А. А. Тарновского                                             |
| 8 декабря  | «Волшебное стекло, или Белый голубь»                           | В. И. Воеводин                 | водевиль         | 1 действие   |                                                                                      |
| 15 декабря | «Приключение на станции, или Который-то час?»                  | Р. М. Зотов                    | водевиль         | 1 действие   |                                                                                      |
| 1825 год   |                                                                |                                |                  |              |                                                                                      |
| 27 ноября  | «Мария Стюарт»                                                 | П.-А. Лебрен                   | трагедия         | 5 действий   | перевод с французского в стихах Н. Ф. Павлова                                        |
| 1827 год   |                                                                |                                |                  |              |                                                                                      |
| 17 августа | «Обман в пользу любви»                                         | П. Мариво                      | комедия          | 3 действия   | перевод с французского П. А. Катенина                                                |
| 5 октября  | «Суеверов, или Понедельникам верить не должно»                 |                                | комедия          | 1 действие   | перевод с французского П. И. Хотяинцова                                              |
| 28 декабря | «Благородный театр»                                            | М. Н. Загоскин                 | комедия          | в 4 действия |                                                                                      |

## 1830-е и 1840-е
| День       | Постановка                                | Автор                 | Жанр             | Акты       | Прочее                                  |
| 1838 год   | 1838 год                                  | 1838 год              | 1838 год         | 1838 год   | 1838 год                                |
| ---------- | ----------------------------------------- | --------------------- | ---------------- | ---------- | --------------------------------------- |
| 15 июля    | «Дочь скупого»                            | Ж. Баяр П. Дюпор      | драма            | 2 действия | перевод с французского П. И. Вальберха  |
| 1840 год   |                                           |                       |                  |            |                                         |
| 6 сентября | «Матильда, или Ревность»                  | Ж. Байяр П. Э. Шапель | драма            | 3 действия | перевод с французского Н. П. Мундта     |
| 6 сентября | «Полюбовная сделка, или Русские в Бадене» | Леонс Бернар          | комедия-водевиль | 1 действие | перевод с французского П. И. Григорьева |

## 1850-е
| День        | Постановка                                                                | Автор                                     | Жанр                | Акты                   | Прочее                                                                             |
| 1853 год    | 1853 год                                                                  | 1853 год                                  | 1853 год            | 1853 год               | 1853 год                                                                           |
| ----------- | ------------------------------------------------------------------------- | ----------------------------------------- | ------------------- | ---------------------- | ---------------------------------------------------------------------------------- |
| 4 мая       | «Немая сиротка Лиза»                                                      | И. Анц                                    | драма               | 2 действия             |                                                                                    |
| 4 мая       | «Дипломатия жены, или Рецепт для исправления мужей»                       | К. Бертон                                 | комедия-водевиль    | 1 действие             | Перевод с французского Н. И. Куликова                                              |
| 4 мая       | «Жид за печатью»                                                          | Н. И. Ольховский                          | шутка               | 1 действие             |                                                                                    |
| 4 мая       | «Жених по ошибке, или За двумя зайцами погонишься, ни одного не поймаешь» | Шильдкнехт                                | водевиль            | 1 действие             | музыка К. Н. Лядова                                                                |
| 11 мая      | «Утро молодого человека»                                                  | А. Н. Островский                          | комедия             | 1 действие             |                                                                                    |
| 11 мая      | «Лекарь»                                                                  | В. А. Вонлярлярский                       | комедия             | 2 действия             |                                                                                    |
| 11 мая      | «Солдат-балагур, или Дружба дружбой, а служба службой»                    | П. И. Григорьев                           | интермедия-водевиль | 1 действие             |                                                                                    |
| 15 мая      | «Бенвенуто Челлини»                                                       | П. Мерис                                  | драма               | 5 действий             | перевод с французского В. П. Василько-Петрова                                      |
| 18 мая      | «Дядюшка Фёдор Иванович Русаков»                                          | Г. И. Карелин                             | комедия             | 1 действие             |                                                                                    |
| 18 мая      | «Разлука та же наука»                                                     | П. И. Григорьев                           | комедия             | 1 действие             |                                                                                    |
| 18 мая      | «Жилец и жилица в одной квартире»                                         | Э. Лабиш О. Лефран                        | водевиль            | 1 действие             | перевод с французского С. О. Бойкова                                               |
| 18 мая      | «Папиросы с сюрпризом, или Саратовский медведь»                           | П. Татаринов                              | водевиль            | 1 действие             |                                                                                    |
| 22 мая      | «Идиот, или Гейльбергское подземелье»                                     | Л.-М. Фонтан Д.-Ш. Дюпети                 | драма               | 5 действий             |                                                                                    |
| 29 мая      | «Пари»                                                                    | Г. В. Кугушев                             | драма               | 2 действия             |                                                                                    |
| 29 мая      | «Настроил, расстроил и устроил»                                           | Н. И. Ольховский                          | водевиль            | 1 действие             |                                                                                    |
| 1 июня      | «Людские толки»                                                           | Н. П. Ермолов                             | комедия             | 3 действия             |                                                                                    |
| 5 июня      | «Старая аристократка»                                                     | Ю. Коженевский                            | комедия             | 1 действие             | перевод с польского С. П. Соловьева                                                |
| 5 июня      | «Чему быть, того не миновать»                                             |                                           | комедия             | 1 действие             | перевод с польского С. П. Соловьева                                                |
| 5 июня      | «Медовый месяц, или Как проводят время молодые»                           |                                           | Комедия             | 1 действие             | перевод с французского С. О. Бойкова                                               |
| 5 июня      | «Репетиция бенефисному спектаклю»                                         | С. П. Соловьёв                            | дивертисмент        | 1 действие             |                                                                                    |
| 19 июня     | «Движущийся стол»                                                         | В. И. Родиславский                        | комедия             | 1 действие             |                                                                                    |
| 20 августа  | «Бедная невеста»                                                          | А. Н. Островский                          | комедия             | 5 действий             |                                                                                    |
| 26 августа  | «Упрямство и настойчивость»                                               | Л. Гозлан                                 | комедия             | 1 действие             |                                                                                    |
| 10 сентября | «Прежде скончались, потом повенчались»                                    | Г. М. Максимов                            | водевиль            | 2 действия             |                                                                                    |
| 15 сентября | «Приключение, почерпнутое из моря житейского»                             | П. Г. Григорьев                           | комедия             | 3 действия             |                                                                                    |
| 15 сентября | «Любовь и кошка»                                                          | Н. И. Ольховский                          | водевиль            | 1 действие             |                                                                                    |
| 15 сентября | «Ночь на Песках»                                                          | Э. Бризбарр                               | комедия-водевиль    | 1 действие             | перевод с французского В. И. Орлова                                                |
| 5 октября   | «Катерина, или Золотой крестик»                                           | Н. Бразье Мельвиль                        | комедия-водевиль    | 2 действия             | перевод с французского П. С. Федорова                                              |
| 5 октября   | «Одна на примете, другая в карете»                                        | А. Реймерс                                | комедия             | 1 действие             |                                                                                    |
| 5 октября   | «Дуэль на жаворонках, или Ужасный яд»                                     | Ж. Сентин Ш. Варен                        | водевиль            | 1 действие             | перевод с французского С. О. Бойкова                                               |
| 5 октября   | «Запрещенный плод, или Поцелуй и наследство»                              | Мельвиль П. Ф. Кармуш                     | водевиль            | 1 действие             | перевод с французского П. С. Федорова                                              |
| 15 октября  | «На чужой каравай рта не разевай»                                         | Ж. Баяр Ф.-О. Дювер                       | комедия             | 2 действия             | перевод с французского К. А. Тарновского и Ф. М. Руднева                           |
| 15 октября  | «Китайская роза»                                                          | Б. М. Маркевич В. П. Бегичев              | водевиль            | 1 действие             |                                                                                    |
| 15 октября  | «Колыбельная песенка»                                                     | Ю. Песковский                             | комедия             | 1 действие             |                                                                                    |
| 19 октября  | «Лев и крыса»                                                             | А. Лёвен П. Вермон                        | водевиль            | 1 действие             | перевод с французского В. И. Родиславского и Н. П. Доброклонского                  |
| 26 октября  | «Проклятый дом, или Злой дух»                                             |                                           | комедия             | 3 действия             | перевод с немецкого С. П. Соловьева                                                |
| 26 октября  | «Ворона в павлиньих перьях»                                               | Н. И. Куликов                             | водевиль            | 3 действия             |                                                                                    |
| 2 ноября    | «Жених из Ножевой линии»                                                  | А. М. Красовский                          | комедия             | 5 действий             |                                                                                    |
| 2 ноября    | «Живчик»                                                                  | О. Лефран Э. Лабиш Монжуа                 | водевиль            | 1 действие             | перевод с французского К. А. Тарновским и Ф. М. Рудневым                           |
| 16 ноября   | «Подвиг Марина при пожаре московского Большого театра»                    | П. Г. Григорьев                           | быль                | 3 действия             |                                                                                    |
| 16 ноября   | «Муж пляшет, любовник чулок вяжет»                                        | Э. Моро                                   | комедия-водевиль    | 1 действие             | перевод с французского Н. И. Куликова                                              |
| 19 ноября   | «Любовь и предрассудок»                                                   | Мельвиль                                  | комедия             | 3 действия             | перевод с французского П. С. Федорова                                              |
| 23 ноября   | «Мотя»                                                                    | Э. Лабиш М. Мишель                        | водевиль            | 1 действие             | перевод с французского К. А. Тарновского                                           |
| 30 ноября   | «Два мужа и две жены»                                                     |                                           | водевиль            | 1 действие             | перевод с французского П. Н. Баташева и Кознова                                    |
| 9 декабря   | «Не знал, что богат, не ждал, а женат»                                    | Н. Захаров                                | комедия             | 3 действия             |                                                                                    |
| 9 декабря   | «Людмила и Люба»                                                          | Е. П. Ростопчина                          | драма               | 2 действия             |                                                                                    |
| 9 декабря   | «Следствие первого брака»                                                 | М. Мишель Э. Лабиш                        | водевиль            | 1 действие             | перевод с французского А. Эттингера                                                |
| 14 декабря  | «Замужество Викторины»                                                    | Ж. Занд                                   | комедия             | 3 действия             | перевод с французского В. П. Василько-Петрова                                      |
| 14 декабря  | «Все для женщин, или Из огня да в полымя»                                 | М. Мишель Э. Лабиш                        | комедия             | 1 действие             | перевод с французского К. А. Тарновского                                           |
| 27 декабря  | «Ширмы, или Роман в провинции»                                            | М. И. Воскресенский                       | комедия             | 3 действия             |                                                                                    |
| 1854 год    |                                                                           |                                           |                     |                        |                                                                                    |
| 8 января    | «Моцарт и Сальери»                                                        | А. С. Пушкин                              | драма               |                        |                                                                                    |
| 8 января    | «Я знаю насквозь женщина»                                                 | Леон                                      | комедия             | 1 действие             | перевод с французского П. В. Востокова (Караколпакова)                             |
| 8 января    | «Как аукнется, так и откликнется»                                         |                                           | комедия             | 1 действие             | перевод с французского К. А. Тарновского                                           |
| 8 января    | «Госпожа-служанка»                                                        | М. Мишель Э. Лабиш                        | водевиль            | 1 действие             | перевод с французского Ф. А. Бурдина                                               |
| 18 января   | «Расставанье»                                                             | В. И. Родиславский                        | драма               | 2 действия             |                                                                                    |
| 25 января   | «Бедность не порок»                                                       | А. Н. Островский                          | комедия             | 3 действия             |                                                                                    |
| 18 февраля  | «Ночь после дебюта»                                                       | Л. Гозлан                                 | комедия             | 1 действие             | перевод с французского В. А. Черткова                                              |
| 19 апреля   | «Морской праздник в Севастополе»                                          | Н. В. Кукольник                           | драма               | 5 картин               |                                                                                    |
| 26 апреля   | «Семейная драма»                                                          | Карре Ж. Барбье                           | драма               | 5 действий             | перевод с французского Е. Серчевского                                              |
| 26 апреля   | «Зять с шпинатом и салатом»                                               |                                           |                     | 1 действие             | перевод с французского П. В. Востокова (Караколпакова)                             |
| 30 апреля   | «Станционный смотритель»                                                  | А. С. Пушкин                              | драма               | 3 действия             | вариант Н. И. Куликова                                                             |
| 30 апреля   | «Муж под башмаком, или Меня настроил, её расстроил и все устроил»         | П. С. Фёдоров                             | водевиль            | 2 действия             | перевод с французского Ф. А. Бурдина                                               |
| 30 апреля   | «Зонтик, или Приключение на станции железной дороги»                      | М. Мишель Лорансен                        | водевиль            | 1 действие             | перевод с французского А. А. Обера                                                 |
| 2 мая       | «Демон, или Потерянный договор»                                           | Л. Клервиль Э. Дамарен                    | комедия             | 4 действия             | перевод с французского П. Лятошинского                                             |
| 3 мая       | «Дамская война»                                                           | Э. Скриба Э.-В. Легуве                    | комедия             | 3 действия             | перевод с французского В. Попова                                                   |
| 3 мая       | «Средство выгонять волокит»                                               | Н. Крестовский                            | водевиль            | 2 действия             | вариант Н. И. Куликова                                                             |
| 14 мая      | «Сцены из обыкновенной жизни, или Как часто встретишь это!»               | Н. А. Толстой                             | драма               | 4 действия             |                                                                                    |
| 14 мая      | «Весть о победах, или Гость с Кавказа»                                    |                                           | драма               | 2 действия             |                                                                                    |
| 14 мая      | «Бумагомания, или Страсть к тяжбам»                                       | Н. Крестовский                            | водевиль            | 1 действие             | вариант Н. И. Куликова                                                             |
| 17 мая      | «Подвиг Ширванского полка в Турецкую кампанию»                            | И. Анц                                    | драма               | 3 картины              |                                                                                    |
| 17 мая      | «Тарас Антонович Живин, или Знай, сверчок, свой шесток»                   | М. П. Цветков                             | комедия             | 3 действия             |                                                                                    |
| 17 мая      | «Страница из старого романа»                                              | Ф. Дюмануар П. Сироден Э. Моро            | водевиль            | 1 действие             | перевод с французского П. С. Фёдорова                                              |
| 17 мая      | «Зачем иные люди женятся»                                                 | П. И. Григорьев                           | водевиль            | 1 действие             |                                                                                    |
| 23 августа  | «Шурин не дурен, да и муж хорош»                                          | Ж. Баяр Т. Соваж                          | водевиль            | 1 действие             | перевод с французского П. В. Востокова (Караколпакова)                             |
| 23 августа  | «Пустяки»                                                                 | Э. Бризбарр Куайяк                        | шутка               | 1 действие             | перевод с французского П. В. Востокова (Караколпакова)                             |
| 23 августа  | «Книга III. Глава 1-я»                                                    | Пьерон И. Оже                             | комедия             | 1 действие             | перевод с французского И. Д. Андреянова                                            |
| 6 сентября  | «Габриэль, или Адъютанты»                                                 | Ф. Ансело П. Дюпор                        | комедия-водевиль    | 2 действия             | перевод с французского П. С. Фёдорова                                              |
| 6 сентября  | «Спорь до слез, а об заклад не бейся»                                     | К. Карагель                               | пословица           | 1 действие             | перевод с французского Давыдова                                                    |
| 15 сентября | «Любовь не пожар, а загорится, не утушишь»                                |                                           | драма               | 4 действия             |                                                                                    |
| 15 сентября | «Дядюшка на трёх ногах, или Хотел солгать, а сказал правду»               | П. А. Каратыгин                           | комедия             | 1 действие             |                                                                                    |
| 15 сентября | «Небывалый брак, или Муж холостяк, а жена девица»                         | О. Лефран Э. Лабиш                        | водевиль            | 1 действие             | перевод с французского П. А. Каратыгина                                            |
| 20 сентября | «За веру, царя и отечество»                                               | П. И. Григорьев                           | драма               | 3 картины              |                                                                                    |
| 20 сентября | «Интересный вдовец, или Ночное свидание с иллюминацией»                   | Н. И. Куликов                             | водевиль            | 1 действие             |                                                                                    |
| 20 сентября | «Коломенский Диоген, или Добрая ложь лучше худой правды»                  | П.-А. Любиз Э. Лабиш П. Сироден           | водевиль            | 1 действие             | перевод с французского П. А. Каратыгина                                            |
| 27 сентября | «Две сестры»                                                              | Ф. М. Руднева                             | сцены               | 2 действия             |                                                                                    |
| 27 сентября | «Причудница, или Жена и нянька»                                           | Н. И. Куликов И. Анц                      | комедия             | 1 действие             |                                                                                    |
| 4 октября   | «В семье не без урода»                                                    | М. П. Цветков                             | комедия             | 3 действия             |                                                                                    |
| 4 октября   | «Слуга старых времен»                                                     | Д.-Ш. Дюпети Э. Гранже                    | комедия             | 1 действие             | перевод с французского В. А. Черткова                                              |
| 4 октября   | «Фальшивая тревога, или Не шути огнём — обожжешься»                       | Кокатрикс                                 | комедия             | 1 действие             | перевод с французского П. А. Каратыгина                                            |
| 4 октября   | «Старый математик, или Ожидание кометы в уездном городе»                  | А. Н. Андреев П. Г. Григорьева            | фарс-водевиль       | 1 действие             | заимствованный вариант А.-В. Иффланда                                              |
| 18 октября  | «Моя жена чужая»                                                          | Ксавье (Ж. Сентин) М. Массон              | водевиль-оперетта   | 2 действия             | перевод с французского П. В. Востокова (Караколпакова)                             |
| 22 октября  | «Русский мужичок и французские мародеры»                                  | Н. И. Куликов(текст) А. Ф. Львова(музыка) | комическая опера    | 3 действия             |                                                                                    |
| 27 октября  | «Подвиг донского казака Расстригина 5 февраля 1854 года»                  | С. П. Соловьёв                            | представление       | 2 действия             |                                                                                    |
| 27 октября  | «Красный, жёлтый и зелёный»                                               | Ш. Денуайе Реймон                         | водевиль            | 3 действия             | перевод с французского С. П. Соловьёва                                             |
| 3 ноября    | «Учёные чудаки и ребёнок»                                                 | А. Дюма                                   | комедия             | 1 действие             | перевод с французского Д. Т. Ленского                                              |
| 3 ноября    | «Сотрудники, или Чужим добром не наживешься»                              | В. А. Соллогуб                            | комедия             | 2 действия             |                                                                                    |
| 3 ноября    | «Ветеран и новобранец»                                                    | А. Ф. Писемского                          | драма               | 1 действие             |                                                                                    |
| 3 ноября    | «Сосед и соседка»                                                         | Бренсвик А. Боплан                        | водевиль            | 1 действие             | перевод с французского П. Н. Баташёва                                              |
| 8 ноября    | «Мастерская русского живописца»                                           | В. А. Соллогуб                            | водевиль            | 1 действие             |                                                                                    |
| 12 ноября   | «Много шума из пустяков»                                                  | Ж.-Ф.-Локруа Морван                       | шутка-водевиль      | 1 действие             | перевод с французского А. А. Яблочкина                                             |
| 16 ноября   | «Образованность»                                                          | М. Н. Владыкин                            | комедия             | 4 действия             |                                                                                    |
| 16 ноября   | «Поздний урок»                                                            | М. Н. Владыкин                            | шутка               | 2 действия             |                                                                                    |
| 26 ноября   | «Окопировался»                                                            | И. И. Лажечников                          | комедия             | 3 действия             |                                                                                    |
| 26 ноября   | «Две капли воды»                                                          | Ф. М. Руднева                             | водевиль            | 1 действие             | сюжет заимствован из французского водевиля О. Анисе-Буржуа и Э. Лабиша             |
| 26 ноября   | «Смесь языков французского с чухонским»                                   |                                           | водевиль            | 1 действие             | перевод с французского Н. И. Куликова                                              |
| 29 ноября   | «Суд людской — не божий»                                                  | А. А. Потехин                             | драма               | 4 действия             |                                                                                    |
| 3 декабря   | «Не так живи, как хочется»                                                | А. Н. Островский                          | драма               | 3 действия и 4 картины |                                                                                    |
| 10 декабря  | «Мать и сын»                                                              | Ш. Бирх-Пфейфер                           | драма               | 5 актов                | перевод с немецкого С. П. Акимовой                                                 |
| 10 декабря  | «Беда быть таким»                                                         | М. Мишель Э. Лабиш                        | водевиль            | 1 действие             | перевод с французского П. Н. Баташева и В. И. Родиславского                        |
| 20 декабря  | «Дочерняя любовь»                                                         | А.-Ф. Деннери Клеман                      | комедия-водевиль    |                        | перевод с французского В. Д. Ленского                                              |
| 20 декабря  | «Любовь по приказу, или Первые опыты кокетства»                           |                                           | комедия             | 1 действие             | перевод с французского А. А. Тальцевой (Зубовой)                                   |
| 20 декабря  | «Чудо нашего столетия, или Дело мастера боится»                           | М. С. Владимиров                          | водевиль            | 1 действие             |                                                                                    |
| 1855 год    |                                                                           |                                           |                     |                        |                                                                                    |
| 10 января   | «Битва жизни»                                                             | Мельвиль Гойя                             | комедия             | 3 действия             | перевод с французского К. А. Тарновского, сюжет заимствован из повести Ч. Диккенса |
| 10 января   | «Странствующий кларнет»                                                   | М. Мишель Э. Лабиш                        | водевиль            | 1 действие             | перевод с французского К. П. Барсова                                               |
| 17 января   | «Карьера»                                                                 | Е. Е. Королёв                             | комедия             | 4 действия             |                                                                                    |
| 17 января   | «Запутанное дело, или С больной головы на здоровую»                       | Э. Моро А. Делакур                        | водевиль            | 1 действие             | перевод с французского П. А. Каратыгина                                            |
| 17 января   | «Весною»                                                                  |                                           | фантазия            | 1 действие             | перевод с французского Н. И. Куликова                                              |

#### 1855/1556
- 31 августа 1855 — Бенефис А. Т. Сабуровой: «Минутное заблуждение» (Gabrielle). Ком. в 4 д. Э. Ожье. Перевод Н. И. Куликова.
- 1 сентября 1855 — «Двадцать один и тридцать девять». Ком. в 4 д. М. И. Воскресенского.
- 19 сентября 1855 — Бенефис Ф. Н. Усачева: «Тайна женщины, или От рома много грома». Вод. в 1 д. Пер. с фр. П. Н. Баташева.
- 23 сентября 1855 — Бенефис М. П. Соколова: «Проезжий жених». Ком. в 1 д. Н. С. Рогаченко; «Жених в мешке, а невеста в корзине». Вод. в 1 д. Пер. П. С. Федорова; «Семейная тайна». Драма в 5 д. Е. П. Ростопчиной. Заимств. с фр.
- 26 сентября 1855 — Бенефис Е. В. Бороздиной: «Простушка и воспитанная». Вод. в 1 д. Д. Т. Ленского; «Несчастье особого рода». Ком. в 1 д. Пер. В. С. Пенькова; «Картинка с натуры». Ком. в 1 д. С. И. Турбина; «Слабая струна». Вод. в 1 д. Пер. с фр. П. Н. Баташева.
- 3 октября 1855 — Бенефис Н. М. Никифорова: «Бумажник». Драма в 3 д. Пер. С. П. Ушакова; «Заколдованный жених, или Семьдесят пятая попытка». Ком. в 1 д. Пер. с фр. В. А. Черткова; «Незнакомые знакомцы». Шутка в 1 д. Оникса (Н. И. Ольховского).
- 7 октября 1855 — Бенефис И. М. Немчинова: «Два с полтиной и больше ничего!!!». Вод. в 1 д. Н. Я. Яковлевского и А. Н. Попова (сюжет заимств. из «Домика в Коломне» А. С. Пушкина); «Жилец с тромбоном». Вод. в 1 д. Пер. С. О. Бойкова; «Царские милости». Драма в 1 д.
- 14 октября 1855 — Бенефис Н. В. Рыкаловой: «Нищая» (La mendiante). Драма в 5 д. О. Анисе-Буржуа и М. Массона. Пер. И. А. Салова и В. И. Родиславского; «Купец и чиновник». Вод. в 1 д. Пер. С. П. Соловьева.
- 20 октября 1855 — «Любовь, долг и совесть». Драма в 3 д. Я. И. Дементьева.
- 24 октября 1855 — Бенефис В. А. Дмитревского: «Спрос не беда, а вышла беда». Вод. в 1 д. Пер. с фр. Н. К-ва.
- 1 ноября 1855 — «Ошибка». Ком.-вод. в 2 д. Пер. К. А. Тарновского и М. Н. Лонгинова.
- 4 ноября 1855 — Бенефис В. И. Живокини: «Зять любит взять, а тесть любит честь» (Le gendre de M. Poirier). Ком. в 4 д. Э. Ожье и Ж. Сандо. Перед. Н. Сазиковым; «Актриса и студент». Вод. в 1 д. В. И. Родиславского; «Мокрая курица». Вод. в 1 д. Перед. с фр. П. Н. Баташевым.
- 11 ноября 1855 — Бенефис Е. Н. Васильевой: «Женитьба по приказу». Ком. с куплетами в 1 д. Пер. с фр. К. А. Тарновского; «Дело в шляпе». Ком. в 1 д. Перед. с фр. И. Н. Лашкевичем; «Соль супружества». Шутка в 1 д. Перед. с нем. В. С. Пеньковым; «Женихи, или Седина в бороду, а бес в ребро». Ком. в 1 д. Н. Е. Вильде; «Так, да не так». Ком.-вод. в 1 д. Н. А. Коровкина.
- 18 ноября 1855 — Бенефис К. Н. Полтавцева: «Два букета». Ком. в 2 д. С. П. Ушакова.
- 28 ноября 1855 — Бенефис С. В. Шумского: «Свадьба Кречинского». Ком. в 3 д. А. В. Сухово-Кобылина; «Тесть и зять в западне, или В первый и последний раз» (Les marquises de la Fourchette). Вод. в 1 д. Пер. с фр. П. Н. Баташева; «Капризница». Ком. в 1 д. П. А. Фролова.
- 15 декабря 1855 — Бенефис Л. П. Никулиной-Косицкой: «Ночное». Летняя сцена из русского быта в 1 д. М. А. Стаховича; «Кто виноват?». Комедия в 2 действиях С. П. Ушакова и Д. В. Друцкого; «Съехались, перепутались и разъехались». Водевиль-фарс в 1 действии И. М. Никулина.
- 18 декабря 1855 — «Через ширмы» (Un coup de vent). Шутка в 1 д. Пер. с фр. В. А. Черткова.
- 9 января 1856 — Бенефис П. М. Садовского: «Человек предполагает, а бог располагает». Драматическая быль в 3 д.; «Женихи-милашки, или Любовь своё возьмёт». Вод. в 1 д. Д. Дудкина (Д. И. Озерова); «В чужом пиру похмелье». Ком. в 2 д. А. Н. Островского.
- 16 января 1856 — Бенефис М. С. Щепкина. «Подставной жених». Шутка-водевиль в 1 д. Перед. с фр. С. О. Бойкова; «Молдавская кукона Нуштескул и русский купец Ростовец, или Нечаянная встреча». Комич. опера-водевиль в 1 д.
- 18 января 1856 — «Испанский дворянин» (Don Gezar de Bazan). Ком. в 5 д. с куплетами, хорами и танцами Ф. Дюмануара и А. Деннери. Перед. К. А. Тарновским и М. Н. Лонгиновым.
- 30 января 1856 — Бенефис М. Д. Львовой-Синецкой: «Три сердца». Драма в 5 д. Пер. с фр. Сюжет заимств. из повести О. Бальзака «Лилия в долине»; «Похождения Павла Ивановича Чичикова». Сцены в 3 к. по Н. В. Гоголю, составл. из 2-го тома «Мертвых душ» П. И. Григорьевым.
- 16 февраля 1856 — «Бабушкина внучка» (La joie de la maison). Ком. в 3 д. О. Анисе-Буржуа и Ш.-А. Декурселя. Пер. с фр. П. А. Каратыгина.
- 17 февраля 1856 — «Война в малом виде, но в большом свете». Вод. в 1 д. Пер. С. П. Соловьева.
- 27 апреля 1856 — Бенефис П. Г. Степанова: «Приёмный день». Ком. в 1 д. Аллара. Пер. А. Н. Андреева; «Это моя дочь». Вод. в 1 д. Ф. М. Руднева. Заимств. с фр.
- 18 мая 1856 — Бенефис Ф. Н. Усачева: «Сальватор Роза». Драма в 4 д., 7 к. Пер. с фр. Н. Н. Круглополева.
- 8 июня 1856 — «Вот так полковник!». Вод. в 1 д. Пер. К. А. Тарновского и Ф. М. Руднева.
- 25 июня 1856 — «Жених, каких мало». Ком. в 1 д. Пер. С. П. Соловьева.
- 9 июля 1856 — «Невеста». Вод. в 3 д. Н. Толстого.
- 18 июля 1856 — Бенефис Г. С. Ольгина: «Иоганн Пальма, живописец». Мелодрама в 5 д. О. Фейе. Пер. Л. А. Нессельроде; «Волшебная флейта». Вод. в 1 д. Н. А. Ермолова (отец актрисы М. Н. Ермоловой).

#### 1856/1857
- 22 августа 1856 — «Чиновник». Ком. в 1 д. В. А. Соллогуба.
- 10 сентября 1856 — Бенефис Н. В. Рыкаловой: «Горбун, или Выбор невесты». Вод. в 1 д. В. А. Соллогуба и Е. А. Вердеревского; «Муж в отлучке». Ком. в 1 д. Перед. с фр. Ф. А. Кони.
- 8 октября 1856 — Бенефис Е. В. Бороздиной: «Уж только попадись!». Вод. в 3 д. Пер. Ф. М. Руднева; «17-е сентября». Вод. в 1 д. И. М. Никулина; «Беззаботная». Вод. в 1 д. Перед. А. А. Зубовой фр. пьесы Ф. Дефоржа и Ж. Сентина.
- 15 октября 1856 — Бенефис Н. М. Медведевой: «Русские святки». Картина старинного быта в 2 отд. с хорами, песнями и плясками П. А. Каратыгина; «Вечный жид в новом роде, или Свадебный бал с препятствиями». Шутка-вод. в 1 д. с танцами. Перед. П. А. Каратыгиным фр. вод. Л. Клервиля и Ш. Брота; «Я обедаю у маменьки». Ком. в 1 д. Пер. с фр. К. А. Тарновского.
- 25 октября 1856 — «Провинциальная невеста и петербургские женихи». Вод. в 1 д. Пер. с фр. П. И. Зуброва.
- 29 октября 1856 — Бенефис Н. М. Никифорова: «Система супружеского счастья». Ком. в 1 д. Перед. с фр. С. О. Бойкова; «Свадьба на скорую руку». Ком.-вод. в 1 д. Н. И. Куликова.
- 13 ноября 1856 — Бенефис В. И. Живокини: «Она преступница» (Les cheveux de ma femme). Вод. в 1 д. Ф. М. Руднева. Заимств. с фр.; «Парижская суета, или Вот до чего доводят ложные друзья». Драма в 5 д., 8 к. Пер. с фр. К. С. Дьяконова; «13-е ноября, или Кто во что горазд». Бенефисная интермедия-шутка в 1 д. с пением и танцами.
- 26 ноября 1856 — Бенефис А. И. Колосовой: «Горе и радость». Ком. в 1 д. Перед. с фр. В. И. Родиславского; «Голь на выдумки хитра». Вод. в 1 д. Пер. с фр. П. Н. Баташева; «Стакан шампанского». Вод. в 1 д. Перед. с фр. С. О. Бойкова; «Глухой всему виной». Вод. в 1 д. П. И. Зуброва; «Беспокойный муж». Вод. в 1 д. С. О. Бойкова. Заимств. с фр.
- 30 ноября 1856 — Бенефис Е. Н. Васильевой: «Что скажет свет?». Ком. в 5 д. Пер. с фр. А. Баталина.
- 10 декабря 1856 — Бенефис П. М. Садовского: «Наездники». Ком. в 3 д. М. А. Стаховича; «По усам текло, а в рот не попало». Ком. в 1 д. с куплетами В. Иванова; «Святки». Зимняя сцена из русского быта М. А. Стаховича.
- 14 декабря 1856 — Бенефис С. В. Васильева: «Бездна удовольствий, или Путешествие в Лондон по суше, по воде и по воздуху». Шуточн. Соврем. вод. в 4 д., 9 к. Л. Клервиля и Ж. Кордьера. Перед. Н. И. Куликова.
- 7 января 1857 — Бенефис С. В. Шумского: «Скользкий путь». Драма в 3 д., 4 к. Е. Е. Королева; «Невеста неподходящая». Ком.- вод. в 1 д. П. И. Григорьева.
- 11 января 1867 — Бенефис М. С. Щепкина. «Приключение накануне обручения». Вод. в 1 д. Г. М. Максимова.
- 18 января 1857 — Бенефис М. Д. Львовой-Синецкой: «Старина». Ком. в 1 д. М. Ф. Каменской; «Фея». Ком. в 1 д. Ф. А. Кони; «Не бывать бы счастью, да несчастье помогло!». Оперетта в 1 д. Либретто К. А. Тарновского и М. Н. Лонгинова. Музыка набрана и аранжирована М. М. Эрлангсром.
- 22 января 1857 — Бенефис И. В. Самарина: «Детский доктор». Драма в 5 д. О. Анисе-Буржуа и А. Деннери. Пер. П. В. Востокова (Караколпакова); «Муж с весом» (Un mari qui prend du ventre). Вод. в 1 д. Перед. П. И. Зубровым пьесы Э. Лабиша и М. Мишеля (Marc Antoine Amédée Michel, dit Marc-Michel); «Простуда у камина». Вод. в 1 д. Пер. с фр. С. О. Бойкова.
- 5 февраля 1857 — «Материнская любовь». Драма в 5 д., 6 к. Пер. с нем. А. А. Майкова и В. И. Родиславского.
- 22 апреля 1857 — Бенефис Барановой: «Еще три сердца». Вод. в 1 д. А. Н. Баженова; «Сумасшедшая актриса, или Жених и хлороформ». Вод. в 1 д. Крестовского (Н. И. Куликова).
- 26 апреля 1857 — Бенефис П. Г. Степанова: «Купленный выстрел». Вод. в 1 д. С. О. Бойкова. Подраж. фр.; «Честность». Драма в 4 д. А. Б. Белавенскон (Львовой)?.
- 29 апреля 1857 — «Любовью не шутят». Картины деревенской жизни в 3 д. В. И. Родиславского.
- 3 мая 1857 — Бенефис Н. М. Никифорова: «Непосед». Ком. в 1 д. А. М. Комарова; «Игра случая, или Где не чается, там и случается». Вод. в 1 д. А. Н. Баженова; «Нет денег — перед деньгами». Вод. в 1 д. Н. А. Ермолова; «Хозяйка и постоялец». Сцены из военно-походной жизни в 2 д. С. И. Турбина.
- 10 мая 1857 — Бенефис Ф. Н. Усачева: «Редкий случай». Вод. в 1 д. А. Анненской; «Честное слово». Драма в 2 д. Пер. П. И. Зуброва.
- 24 мая 1857 — Бенефис режиссёра А. М. Пономарева: «Мнимый Герман, или Фокус в новом роде». Пародия-вод. в 1 д. Перед. с фр.; «Вот так птицы!». Ком. в 1 д. Э. Скриба. Пер. с фр.
- 14 июня 1857 — «Крестьянка и швея». Вод. в 1 д. Е. П. Урусова.
- 15 июля 1857 — «Куда ведёт сострадание?». Ком. в 2 д. В. С. Пенькова.

#### 1857/1858
- 20 августа 1857 — Бенефис С. П. Акимовой: «Матримониомания, или Помешательство на замужестве». Ком. в 2 д. А. Анненской; «Таня-цыганка». Вод. в 1 д. Оникса (Н. И. Ольховского).
- 16 сентября 1857 — Бенефис Н. М. Медведевой: «Замок Кавальканти». Драма в 5 д. Перед. с фр. К. А. Тарновского; «Еще Марта, или Многое для воспоминания» Фарс в 2 д. П. В. Востокова (Караколпакова).
- 20 сентября 1857 — Бенефис Е. Н. Васильевой: «Петербургские дачи». Вод. в 1 д. П. А. Каратыгина; «Жена-модница». Вод. в 2 д. С. П. Ушакова. Сюжет заимств.; «Холостой и женатый». Ком. с куплетами в 1 д. Ф. М. Руднева. Заимств. с фр.
- 27 сентября 1857 — Бенефис Е. В. Бороздиной: «Обманутое ожидание». Ком. в 2 д. Колесова; «На сцене, в ложе, в оркестре и в партере». Шутка-вод. в 1 д. Перед. с фр. С. П. Ушаковым; «Женская дружба, или Молодые вдовушки» (L’amitie des femmes). Ком. в 3 д. Э. Мазера. Пер. с фр. П. А. Каратыгина.
- 7 октября 1857 — Бенефис А. И. Колосовой: «Долг платежом красен» (L’hospitalite). Вод. в 1 д. Ф. М. Руднева. Заимств. с фр.; «Кто нынче не франт». Ком. в 1 д. Г. М. Максимова; «Пятачок». Шутка-вод. в 1 д. Н. И. Куликова. Подраж. фр. «Histoire d’un sou».
- 25 октября 1857 — «Ипохондрик». Ком. в 4 д. А. Ф. Писемского.
- 30 октября 1857 — Бенефис К. Н. Полтавцева: «Парижские нищие» (Les pauvres de Paris). Драма в 5 д. с прологом и эпилогом Э. Бризбарра и Э. Ню. Пер. В. П. Петрова; «Полюбовные сделки в чересполосных владениях, или Новый Хлестаков». Водевиль. в 1 д.
- 11 ноября 1857 — Бенефис В. И. Живокини: «Бродяги» (L’auberge des Adrets). Мелодрама в 2 д. Б. Антье, Ж. Сент-Амана и Полианта (Polyanthe; наст. имя Alexandre Chapponier). Пер. с фр. П. В. Востокова (Караколпакова); «Рассказ госпожи Музовкиной». Сцена Н. К. по М. Е. Салтыкову-Щедрину; «Бойкая барыня». Полковые сцены в 2 д. С. И. Турбина; «Что такое любовь?». Оперетта в 1 д. Л. Клервиля, Ламбера и А. Делакура. Пер. Н. И. Куликова.
- 22 ноября 1857 — Бенефис С. В. Васильева: «Волонтер». Ком. в 3 д. с куплетами. Перед. с фр. М. Н. Лонгинова и К. А. Тарновского; «Амишка». Вод. в 1 д. Перед. с фр. П. С. Федорова; «Бедовая бабушка». Вод. в 1 д. А. Н. Баженова; «Милые бранятся, только тешатся». Пословица с куплетами в 1 д. К. А. Тарновского. Сюжет заимств.
- 2 декабря 1857 — Бенефис П. М. Садовского: «Праздничный сон — до обеда». Картины московской жизни в 3 д. А. Н. Островского; «Снявши голову, по волосам не плачут». Ком. в 3 д. В. П. Салькова; «Картина семейного счастья». Сцены в 1 д. А. Н. Островского.
- 9 декабря 1857 — Бенефис С. В. Шумского: «Опека». Ком. в 4 д. М. П. Цветкова; «Если женщина захочет!». Ком. в 1 д. П. Н. Баташева. Сюжет заимств.; «Всех цветочков боле розу я любил». Старая погудка на новый лад в 1 д. с куплетами и танцами. Заимств. с фр. К. А. Тарновским и М. Н. Лонгиновым.
- 16 декабря 1857 — Бенефис И. М. Немчинова: «Каменный дом». Ком. из купеческого быта в 3 д., 4 к. И. М. Шигина; «Провинциальные оригиналы». Драматич. сцены из «Губернских очерков» М. Е. Салтыкова-Щедрина в 2 к. П. И. Григорьева.
- 29 декабря 1857 — «Чужое добро впрок не идет». Драма в 4 д., 5 к. А. А. Потехина.
- 7 января 1858 — Бенефис М. Д. Львовой-Синецкой: «Далила». Драма в 3 д., 6 к. О. Фейе. Пер. с фр. Н. А. Долгорукова и Н. Н. Худекова; «Оба под замком». Вод. в 1 д. Пер. с фр. Ф. М. Руднева.
- 13 января 1858 — Бенефис М. С. Щепкина. «Жакар, или Жакардов станок». Ком. в куплетами в 2 д. М. Фурнье. Пер. Н. П. Чернышева и В. И. Родиславского; «И рад бы поверить». Ком. в 2 д. Перед. с фр. Барсовым; «Прежде маменька». Ком. в 1 д. И. Корженевского. Пер. с польск. Р. И. Подгорецкого.
- 20 января 1858 — Бенефис И. В. Самарина: «Нарцис». Тр. в 5 д., 7 к. А. Брахфогеля. Пер. с нем. Я. А. Ростовцева; «На хлеб и на воду». Шутка-водевиль в 1 д. В. И. Родиславского. Подражание фр.; «Роковой колокольчик». Ком. в 1 д. Перед. с фр. П. А. Каратыгина.
- 24 января 1858 — «Демон» (Le diable). Драма в 5 д. А. Делакура и Л. Тибу. Пер. И. А. Нордстрема.
- 11 апреля 1858 — Бенефис А. А. Вороновой: «25 рублей серебром награждения». Вод. в 1 д. Ф. М. Руднева. Заимств. с фр.; «Зелёная шаль» (La cachemire verte). Ком. в 1 д. А. Дюма-отца и Э. Ню. Пер. Н. Сабурова (Н. И. Куликова); «Не рой другому яму». Ком. в 1 д. Реаля. Пер. с фр. Л. А. Нессельроде; «Утро в полумодном доме». Шутка в 1 д. Г. В. Кугушева.
- 14 апреля 1858 — Бенефис П. В. Востокова: «Тихий вечер». Шутка в 1 д. Н. А. Ермолова.
- 15 апреля 1858 — «Честь и деньги». Ком. в 5 д. в стихах Ф. Понсара. Вольный пер. Ф. М. Руднева.
- 18 апреля 1858 — Бенефис К. П. Колосова: «Талисман». Ком.-вод. в 1 д. Пер. с фр. Капканчикова.
- 21 апреля 1858 — Бенефис Н. И. Черкасова: «Взгляд за кулисы, или Не все так делается, как кажется». Вод. в 5 д. С. П. Соловьева; «Ненависть жены». Ком. в 1 д. Э. Жирарден. Пер. с фр. Н. И. Куликова; «Волшебный остров статуй, или Предвещание оракула». Представление в 1 д. с пением и танцами. Перед. с фр. С. П. Соловьева.
- 25 апреля 1858 — Бенефис режиссёра А. М. Пономарева: «Граф Нулин». Ком. в 1 д. в стихах А. Реймерса. Перед. поэмы А. С. Пушкина.
- 2 мая 1858 — Бенефис М. В. Литвиной: «Анжело». Драма в 3 д., 4 к. В. Гюго. Перед. с фр. Р.; «Грациелла». Оперетта в 1 д. с хорами и танцами. Перед. М. Ф. Павловым произведения А. Ламартина.
- 5 мая 1858 — Бенефис А. А. Степановой: «Затруднительное положение». Вод. в 1 д. Е. П. Урусова. Сюжет заимств. с фр.; «Старый знакомый». Ком. в 1 д. А. М. Комарова.

#### 1858/1859
- 2 сентября 1858 — Бенефис Ф. Н. Усачева: «Приглашение на вальс». Ком. в 1 д. А. Дюма-отца. Пер. с фр.; «Выгодная партия». Вод. в 1 д. А. П. (А. Н. Похвиснева).
- 5 сентября 1858 — Бенефис Н. М. Никифорова: «Мнимый певец». Вод. в 1 д. Перед. с фр. Е. П. Урусовым; «Ростовщик, или Нашла коса на камень». Ком. в 1 д. С. Брянцева. Сюжет заимств. из соч. Е. П. Гребенки.
- 19 сентября 1858 — Бенефис А. И. Колосовой: «Мать и дочь». Драма в 3 д. Л. Н. Обера. Сюжет заимств. из фр. пьесы «La famille Lambert».
- 29 сентября 1858 — Бенефис В. А. Дмитревского: «Ведь вот, подумаешь, как кстати вдруг подвернулись тут печати». Вод. в 1 д. Перед. с фр. П. Г. Акиловым.
- 3 октября — Бенефис Н. М. Медведевой: «Андре Жерар». Драма в 5 д. В. Сежура. Пер. с фр. Ф. М. Руднева.
- 17 октября 1858 — Бенефис К. Н. Полтавцева: «Герцогиня де Шеврез». Драма в 5 д. Перед. с фр. К. А. Тарновским и М. Н. Лонгиновым; «Хорошо местечко». Драматический анекдот в 1 д. М. И. П-ва.
- 23 октября 1858 — Бенефис С. В. Васильева: «Не сошлись характерами!». Картины московской жизни в 4 д. А. Н. Островского; «Осенний вечер в деревне». Вод. в 1 д. Н. И. Куликова.
- 31 октября 1858 — Бенефис С. П. Акимовой: «Фантастический вечер». Ком.-вод. в 3 д. Мельвиля. Перед. с фр. П. К.-ным; «Прерванный ужин, или Лишняя дверь в квартире холостяка». Шутка-вод. в 1 д. Н. Я. Яковлевского; «Лоскутница с Толкучего». Вод. в 1 д. Оникса (Н. И. Ольховского).
- 11 ноября 1858 — Бенефис Л. П. Никулиной-Косицкой: «Напраслина, или Коварство и любовь». Драма в 5 д., 6 к. А. Деннери. Перед. с фр. И. М. Никулиным.
- 17 ноября 1858 — Бенефис Е. Н. Васильевой: «Жермен». Драма в 5 д., 8 к. А. Деннери и Э. Кремьё; «Кумушки». Сц. из простонародного быта в 1 д. М. Л. Михайлова.
- 2 декабря 1858 — Бенефис Н. В. Рыкаловой: «Польза заграничного лечения». Ком.-вод. в 1 д. Н. И. Куликова. Сюжет заимств.; «Праздник жатвы». Ком. в 2 д. с пением и танцами И. Корженевского. Пер. Н. И. Куликова.
- 12 декабря 1858 — Бенефис В. И. Живокини: «Сумасшедший от любви» (Le fou par amour). Драма в 5 д., 7 к. О. Анисе-Буржуа и А. Деннери. Перед. с фр. И. М. Никулиным; «Миленькая дачка». Вод. в 2 д. Ф. М. Руднева. Заимств. с фр.
- 20 января 1859 — Бенефис П. М. Садовского: «Горе от денег». Ком. в 3 д. С. Н. Вечеслова; «Охота пуще неволи, или Хочу быть актёром». Шутка в 1 д. И. Е. Чернышева; «Утро вечера мудренее». Вод. в 1 д. А. П. (А. Н. Похвиснева).
- 26 января 1859 — Бенефис С. В. Шумского: «Адриенна Лекуврер». Драма в 5 д. Э. Скриба и Э.-В. Легуве. Пер. с фр. К. А. Тарновского; «Предубеждение». Ком. в 2 д. Н. М. Львова.
- 30 января 1859 — Бенефис И. В. Самарина: «Слепой». Драма в 5 д. О. Анисе-Буржуа и А. Деннери. Пер. с фр. И. А. Салова и В. И. Родиславского; «66». Комич. оперетта в 1 д. И. В. Менгдена и В. П. Бегичева. Заимств. с фр. Музыка Ю. Г. Гербера; «Фофочка». Вод. в 1 д. К. А. Тарновского и В. П. Бегичева. Подражание «Un gendre en surveillance».
- 6 февраля 1859 — Бенефис М. С. Щепкина. «Львица» (Les lionnes pauvres). Драма в 5 д. Э. Ожье и Э. Фуссье. Пер. с фр. П. А. Каншина.
- 27 апреля 1859 — Бенефис Е. В. Бороздиной: «Женщины-гвардейцы». Шутка-вод. в 1 д. Э. Кормона, Э. П. Гранже и А. Делакура. Пер. с фр. В. И. Родиславского; «Русские песни в лицах». Оперетта в 1 д. Н. И. Куликова; «Не в деньгах счастье». Ком. в 4 д. с прологом. И. Е. Чернышева.
- 30 апреля 1859 — Бенефис актрисы Александринского театра Ю. Н. Линской: «Жених из долгового отделения». Ком. в 1 д. И. Е. Чернышева; «13-й жених, или Мечты до свадьбы». Вод. в 1 д. П. Е. Новикова; «Странный заклад». Ком. в 1 д. в стихах Н. И. Куликова. Сюжет заимств.
- 5 мая 1859 — Бенефис М. В. Литвиной: «На ловца и зверь бежит». Шутка-вод. в 1 д. А. Н. Похвиснева; «Знатность и нищета» (Le roman d’un jeune homme pauvre). Ком. в 5 д., 7 к. О. Фейе. Пер. с фр.
- 12 мая 1859 — Бенефис А. А. Степановой: «Бабушкины грешки» (Les petits peches de la grand’maman). Ком. в 1 д. Ш. Гоноре. Пер. с фр.

#### 1859/1860
- 21 сентября 1859 — Бенефис Н. М. Никифорова: «Честь удовлетворена». Ком. в 1 д. А. Дюма-отца. Пер. с фр. В. А. Голохвастова.
- 25 сентября 1859 — «Актриса» (La vie d’une comedienne). Драма в 5 д., 7 к. О. Анисе-Буржуа и Т. Баррьера. Пер. с фр. А. А. Майковаа и В. И. Родиславского.
- 28 сентября 1859 — Бенефис И. М. Немчинова: «Манихим Бен-Израиль». Драма в 5 д. Сюжет взят из романа К. Шпиндлера «Еврей»; «Лавочник-акционер, или Как пришло, так и ушло». Оперетта в 3 д. и 6 отд. Либретто перед. Н. И. Куликовым из пьесы А. Лангера. Музыку составила А. Конради; «Встреча Ивана Ивановича с Шамилем в кавказских горах». Шутка в 1 д. с танцами.
- 12 октября 1859 — Бенефис Е. В. Бороздиной: «Колечко с бирюзой». Вод. в 1 д. С. П. Соловьева. Сюжет заимств. с фр.; «И место и невеста». Вод. в 1 д. Перед. с фр. Ф. М. Руднева; «Средство исправлять вспыльчивых жен». Ком. в 1 д. с куплетами Н. И. Куликова. Сюжет заимств.; «Лев и львица». Ком. в 1 д. Н. Я. Яковлевского.
- 19 октября 1859 — Бенефис Е. Н. Васильевой: «Парижская торговка» (Les princesses de la rampe). Ком. в 2 д. с куплетами Ф. М. Руднева. С фр.; «Уберите вашу дочь!». Вод. в 2 д. Ф. М. Руднева. С фр.(Otez votre fille, s’il vous plait Марк-Мишеля и Э. Лабиша)
- 26 октября 1859 — Бенефис Н. М. Медведевой: «Розовый павильон» (God’s Verdicts). Мелодрама в 4 д., 5 к. Перед. с англ. К. А. Тарновским (по произведению Э.-Д. Бульвер-Литтона); «С хорошенькой женщиной судьба заодно». Сц. из светской жизни С. Сарачинского.
- 6 ноября 1859 — Бенефис А. И. Колосовой: «Сандрильона». Ком. в 5 д. Т. Баррьера. Пер. с фр. П. Н. Баташева и В. И. Родиславского.
- 9 ноября 1859 — Бенефис С. П. Акимовой: «Любовный напиток». Вод. в 1 д. А. Н. Баженова.
- 17 ноября 1859 — Бенефис С. В. Васильева: «Гроза». Драма в 5 д. А. Н. Островского, самая первая постановка
- 23 ноября 1859 — Бенефис С. В. Шумского: «Не всякому слуху верь». Ком. в 1 д. А. В. Дружинина; «Приёмыш». Ком. в 3-д. Г. В. Кугушева.
- 2 декабря 1859 — Бенефис Н. В. Рыкаловой: «Король Лир». Драма в 5 д. В. Шекспира. Пер. А. В. Дружинина.
- 14 декабря 1859 — Бенефис И. В. Самарина: «Актёр Яковлев». Драма в 4 д., 6 к. с прологом Н. И. Куликова; «Невидимка». Ком.-вод. в 1 д. Г. В. Кугушева.
- 8 января 1860 — Бенефис М. С. Щепкина. «Золотая свадьба» (Les cinquante ans). Комедия с куплетами в 1 действии. Пер. с фр. С. П. Соловьева; «Кто отец?» (Boquillon à la recherche d’un père). Ком. в 3 д. Ж. Баяра и Ф. Дюмануара. Пер. с фр. Барсова.
- 18 января — Бенефис Н. П. Чернышёва. «Отелло». Трагедия в 5 действиях У. Шекспира. Пер. П. И. Вейнберга.
- 29 апреля 1860 — Бенефис актёра Александринского театра А. Е. Мартынова. «Отец семейства». Драма в 4 действиях И. Е. Чернышёва.

## 1860-е

#### 1860/1861
- 3 октября — Бенефис А. И. Шуберт. «Беспокойная ночь, или Суматоха в женском сердце». Ком. в 1 д. Перед. А. Н. Андреевым пьесы Мельвиля (А.-О.-Ж. Дюверье); «Женщины-арестанты». Шутка-вод. в 1 д. Пер. с фр. Н. И. Куликова.
- 14 октября — Бенефис Е. В. Бороздиной. «Старый друг лучше новых двух». Картины из московской жизни в 3 д. А. Н. Островского; «Урок мужьям». Ком.- вод. в 1 д. Н. Крестовского (Н. И. Куликова); «Нервная женщина». Вод. в 1 д. А. Н. Похвиснева.
- 7 декабря — Бенефис Е. Н. Васильевой. «Извозчик» (Jean le cocher). Ком. в 2 отд., 7 к. Перевод с фр. К. А. Тарновского и В. П. Бегичева.
- 12 декабря — Бенефис С. П. Акимовой: «Смех и слёзы» (Jeanne qui pleure et Jeanne qui rit). Ком. в 4 д. Пер. с фр. Ф. М. Руднева.
- 16 декабря — Бенефис А. И. Колосовой. «Наташа». Вод. в 1 д. П. Н. Баташева. Сюжет заимств. с фр.
- 13 января — Бенефис Н. М. Медведевой. «Кошка и мышка». Драма в 3 д. В. П. Бегичева и П. А. Каншина. Сюжет заимств. с фр.; «Авось попривыкнет». Вод. в 1 д. Ф. М. Руднева. С фр.; «Бабушкин праздник». Ком.-вод. в 1 д. А. Яковлева.
- 18 января — Бенефис В. И. Живокини. «Медведь и племянница». Ком. с куплетами в 3 д. Пер. с фр. К. А. Тарновского и Ф. М. Руднева; «Вдовушка». Вод. в 1 д. Перед. с фр. А. Н. Похвисневым.
- 27 января — Бенефис С. В. Васильева. «Примадонна» (La Fiammina). Ком. в 4 д. М. Юшар. Пер. с фр. К. А. Тарновского и В. П. Бегичева; «Комедия из-за драмы, или Провинциальные сцены из театрального быта». Ориг. ком.- анекдот в 1 д. И. Е. Чернышева.
- 31 января — Бенефис П. М. Садовского. «Свои люди — сочтёмся». Ком. в 4 д. А. Н. Островского.

#### 1861/1862
- 15 сентября — Бенефис К. П. Колосова. «Осёл и ручей». Ком. в 1 д. А. де Мюссе. Пер. с фр. А. А. Майкова и В. И. Родиславского; «Разочарованье» (L’avocat du diable). Ком. в 1 д. Пер. с фр. В. П. Бегичева.
- 3 октября — «Школьный учитель». Ком. в 5 д. П. Мериса. Пер. К. А. Тарновского и В. П. Бегичева.
- 27 октября — Бенефис С. П. Акимовой. «Новейший оракул». Ком. в 5 д. А. А. Потехина; «Свои собаки грызутся, чужая не приставай!». Картины московской жизни А. Н. Островского.
- 3 ноября — Бенефис А. И. Колосовой. «Омут». Ком. в 3 д. М. Н. Владыкина; «Батюшка!». Сп. в 1 д. Ф. М. Руднева. С фр.
- 10 ноября — Бенефис Н. М. Медведевой. «Золотые ручки» (Les mains de fée). Ком. в 5 д. Э. Скриба и Э.-В. Легуве. Пер. с фр. Ф. М. Руднева; «Тётушка и добродетель». Вод. в 1 д. Перед. В. Р. Зотовым фр. пьесы La tante mal gardée.
- 17 ноября — Бенефис В. И. Живокини. «Цыганская жизнь» (La vie de Bohème). Драма в 5 д. Т. Баррьера и А. Мюрже. Пер. с фр. Ф. А. Бурдина и Волкова.
- 24 ноября — Бенефис Е. Н. Васильевой. «Мраморные красавицы» (Les filles de marbre). Драма в 4 д. с прологом Т. Баррьера и Л. Тибу. Пер. К. А. Тарновского и Ф. М. Руднева.
- 1 декабря — Бенефис П. М. Садовского. «Однодворец». Ком. в 5 д. П. Д. Боборыкина.
- 8 декабря — Бенефис К. Н. Полтавцева. «Та, да не та, или Ошибка справочного места». Вод. в 1 д. Пер. с фр.
- 15 декабря — Бенефис Л. П. Никулиной-Косицкой. «Супружеское счастье с фейерверком». Вод. в 1 д. Перед. с фр. П. И. Вейнберга: «Партия в пикет». Ком. в 1 д. Н. Фурнье и Мейера. Пер. с фр. Я. Утина; «Быль молодцу не укор». Ком. в 4 д. Н. А. Потехина.
- 8 января — Бенефис И. В. Самарина. «Ребёнок». Драма в 5 д. П. Д. Боборыкина; «Маленькие ласки». Сцены из вседневной жизни. Надежды Вол… (Н. Волковой).
- 15 января — Бенефис С. В. Шумского. «Жертва за жертву». Драма в 3 д. В. А. Дьяченко.
- 22 января — Бенефис В. В. Бороздиной. «Два отца и два сына». Вод. в 1 д. Ф. М. Руднева. С фр.; «Испорченная жизнь». Ком. в 5 д. И. Е. Чернышева.
- 27 апреля — Бенефис Е. Д. Немчиновой. «Чему быть, того не миновать, или Не по носу табак». Оригинальное народное представление в 5 д., 8 к. с песнями и плясками А. Ф. Погосского.
- 18 мая — Бенефис актёра Александринского театра В. В. Самойлова. «Дядя Мартын носильщик» (Les crochets du père Martin). Драма в 3 д. Пер. с фр. Н. А. Потехина.

#### 1862/1863
- 12 сентября — «Дедушка и внучек». Драма-вод. в 2 д. Перед. с фр. Н. А. Коровкина.
- 13 сентября — Гастроли Айры Олдриджа: «Отелло, венецианский мавр». Драма в 5 д. В. Шекспира. Пер. В. М. Лазаревского.
- 24 сентября — Бенефис Г. С. Ольгина и К. П. Колосова. «Маскарад». Драма в 4 д. в стихах М. Ю. Лермонтова; «Таинственный гость». Вод. в 1 д. Перед. с фр. П. С. Федорова.
- 8 октября — Бенефис С. П. Акимовой. «Лёгкая надбавка». Драма в 3 д. с прологом и эпилогом А. Ф. Погосского.
- 15 октября — Бенефис А. И. Колосовой. «Бедный дворянин». Ком. в 2 д. Ф. Дюмануара и Лафарга. Пер. с фр. П. Н. Баташева и В. И. Родиславского (перед. романа А. Консианса); «Крестница». Сцены из вседневной жизни в 1 д. А. Н. Плещеева; «Каменный гость». 4 сц. в стихах А. С. Пушкина.
- 29 октября — Бенефис Н. М. Медведевой. «Институтка». Ком. в 4 д. В. А. Дьяченко; «Свекровь и тёща». Сц. в 2 д. С. И. Турбина.
- 5 ноября — Бенефис В. И. Живокини. «Парижский ветошник». Драма в 5 д., 12 к. Ф. Пиа. Пер. с фр. М. П. Федорова и Ф. А. Бурдина; «Две гончие по одному следу». Шутка-вод. в 1 д. Перед. с фр. П. М. Шенком.
- 12 ноября — Бенефис Е. Н. Васильевой. «Мишура». Ком. в 4 д. А. А. Потехина; «Пасынок». Драма в 5 д. Горского (Ф. М. Толстого); «Записная книжка». Ком. в 1 д. Пер. с фр. П. И. Зуброва.
- 3 декабря — Бенефис Л. П. Никулиной-Косицкой. «Забитый». Драма в 4 д. Н. Иванова; «А ведь я не уехал». Вод. в 1 д. Перед. с фр. С. О. Бойкова.
- 7 января — Бенефис К. Н. Полтавцева. «Не первый и не последний». Ком. в 5 д. В. А. Дьяченко.
- 14 января — Бенефис С. В. Шумского. «Слово и дело». Ком. в 5 д. Ф. Н. Устрялова; «За чем пойдёшь, то и найдёшь» («Женитьба Бальзаминова»). Картины московской жизни в 3 к. А. Н. Островского.
- 21 января — Бенефис режиссёра А. Ф. Богданова. «Грех да беда на кого не живет». Драма в 4 д. А. Н. Островского; «Билет на лотерею Шиманов и Сероки». Ориг. шутка-вод. в 1 д. А. Н. Похвиснева.
- 28 января — Бенефис И. В. Самарина «Зачастую». Ком. в 5 д. И. Е. Чернышёва; «За двумя зайцами погонишься, ни одного не поймаешь». Ком. в 3 д. С. Н. Вечеслова; «Лакейская». Сц. Н. В. Гоголя.
- 30 июля**[* 1] — «Бедная племянница». Ком. в 2 д. И. Л. Гринберг (Ласкос).

#### 1863/1864
- 23 августа — «Липочка». Ком. в 3 д. В. П. Острогорского.
- 3 сентября — Бенефис А. П. Савиной. «Не хуже других». Драма в 3 д., 6 к. с прологом и эпилогом В. Михайлова; «Братья». Драма сцены в 3 д. А. Н. Плещеева.
- 18 сентября — Бенефис В. В. Бороздиной. «Кто виноват?». Драма в 5 д., 7 к. С. П. Соловьева.
- 27 сентября — Бенефис Н. Е. Вильде. «Друзья-приятели». Ком. в 4 д. Г. В. Кугушева. Перед. Nos intimes В. Сарду.
- 2 октября — Бенефис А. А. Рассказова. «Тяжёлые дни». Сцены из московской жизни в 3 д. А. Н. Островского; «Розан». Драматическая игрушка в 1 д.; «8 и 8». Шутка в 1 д., 2 к. Н. А. Ермолова.
- 8 октября — Бенефис А. И. Колосовой. «Чужая тайна». Ком. в 3 д., 4 к. А. Н. Плещеева.
- 14 октября — Бенефис Е. Н. Васильевой. «Доходное место». Ком. в 5 д. А. Н. Островского.
- 21 октября — Бенефис Л. А. Карской. «Воспитанница». Ком. в 4 д. А. Н. Островского.
- 28 октября — Бенефис В. И. Живокини. «Провинциальный Дон-Жуан». Ком. в 4 д. с эпилогом Г. В. Кугушева. Сюжет заимств. из романа «Корнет Отлетаев»; «Утро делового человека». Сц. Н. В. Гоголя; «Женские слезы». Ком.-вод. в 1 д. М. П. Федорова и П. Ховена. Подражание фр.
- 4 ноября — Бенефис С. П. Акимовой. «Лиза Фомина». Драма в 4 д. М. Ф. Каменской.
- 18 ноября — Бенефис С. В. Шумского. «Горькая судьбина». Драма в 4 д. А. Ф. Писемского; «Безденежье». Сцены из петербургской жизни. И. С. Тургенева.
- 11 декабря — Бенефис И. В. Самарина. «Было, да прошло». Ком. в 4 д., 5 к. О. О. Новицкого и В. И. Родиславского. Заимств. из пьесы В. Вольфсона Nur eine Seelе; «Что часто бывает». Сц. в 2 к. А. Н. Плещеева.
- 20 декабря — «Неровня». Ком. в 5 д. В. А. Дьяченко.
- 2 января — Бенефис Н. М. Медведевой. «Таня». Драма в 5 д. с прологом С. П. Соловьева.
- 13 января — Бенефис К. Н. Полтавцева. «Знать, уж доля такая». Драма в 5 д. Н. Иванова; «Тесть любит честь». Ком. в 1 д. Ф. И. Рюмина. Переделка Le gendre de M.Poirier Э. Ожье и Ж. Сандо.
- 24 января — «Соперница». Драма в 4 д. А. П. Белавенской (Львовой).
- 10 февраля — Бенефис режиссёра А. Ф. Богданова. «Чужая вина». Драма в 5 д. Ф. Н. Устрялова; «Без вины виноват». Вод. в 1 д. С. П. Соловьева.
- 21 февраля — «Рабство женщин, или Труд и предрассудок». Драма в 5 д. Е. де Ладвез.
- 29 апреля — Бенефис С. А. Черневского и Тимофеева. «Благодетель». Ком. в 5 д. А. И. Пальма.
- 22 мая — Бенефис актёра Александринского театра В. В. Самойлова. «Гамлет». Тр. в 5 д. Шекспира. Пер. М. А. Загуляева.

#### 1864/1865
- 15 сентября — Бенефис К. П. Колосова. «Прощанье с молодостью». Ком. в 4 д. М. Юшар. Пер. с фр. О. О. Новицкого.
- 28 сентября — Бенефис Л. П. Никулиной-Косицкой. «Ворожея» (La tireuse de cartes). Драма в 5 д. с прологом В. Сежура. Пер. с фр. В. И. Родиславского; «Благородные люди». Ком. в 2 д. П. Н. Меньшикова.
- 5 октября — Бенефис Г. Н. Федотовой. «Ромео и Юлия». Трагедия Шекспира. Пер. И. В. Росковшенко (сцены 2 и 3 д.).
- 12 октября — Бенефис А. А. Рассказова. «Шутники». Ком. в 4 д. А. Н. Островского.
- 9 ноября — Бенефис Н. Е. Вильде. «Помешанный». Сц. в 3 д. С. Н. Федорова; «У кого жена, у того и война». Ком. в 1 д. Пер. с фр. Н. Е. Вильде; «Рукобитье». Картина из купеческого быта в 1 д. Н. А. Лейкина.
- 16 ноября — Бенефис К. Н. Полтавцева. «Сват Фадеич». Предание в лицах в 3 д., 4 к. Н. А. Чаева.
- 23 ноября — Бенефис В. В. Бороздиной. «Семейные расчёты». Драма в 4 д. Н. Н. и Н. И. Куликовых
- 30 ноября — Бенефис С. П. Акимовой. «Два поколения». Ком. в 4 д. А. А. Соколова; «Бурное утро». Ком. в 1 д. Перед. с фр. М. В. Шиловской[* 2].
- 7 декабря — Бенефис С. В. Шумского. «Назвался груздем — полезай в кузов». Пословица с куплетами в 1 д. К. А. Тарновского. Сюжет заимств.
- 14 декабря — Бенефис И. В. Самарина. «Утро вечера мудренее». Ком. в 2 д. И. В. Самарина; «История». Драма в 3 д. Булкина (С. О. Ладыженского); «Свадьба по географии, или Последний день месяца». Ком. в 1 д. П. Г. Григорьева.
- 21 декабря — Бенефис Н. А. Никулиной. «Охотник». Драма в 5 д., 6 к. Ф. Герштеккера. Пер. с нем. А. Н. Плещеева и А. Иванова (А. И. Урусова).
- 4 января — «Гувернёр». Ком. в 5 д. В. А. Дьяченко.
- 8 января — Бенефис Е. Н. Васильевой. «Большие хоромы». Драма в 5 д. П. Д. Боборыкина; «В гостях хорошо, а дома лучше». Ком. в 2 д. О. Фейе. Пер. К. А. Тарновского.
- 22 января — Бенефис Н. М. Медведевой. «Надолго ли?». Ком. в 3 д. Р. И. Подгорецкого. Сюжет заимств.; «Псковитянка». Драма в стихах Л. А. Мея. (1-е д.).
- 29 января — Бенефис А. И. Колосовой. «Укрощение строптивой». Ком. в 5 д. В. Шекспира. Пер. Н. X. Кетчера.
- 5 февраля — Бенефис В. И. Живокини. «Чёрное пятно». Ком. в 4 д. Перед. с фр. П. А. Каратыгиным ком. Les médecins Э. Бризбарра и Э. Ню; «Десять невест и ни одного жениха» (Zehn Mädchen und kein Mann). Комич. оперетта в 1 д. Ф. Зуппе. Пер. либретто Г. [Н. И. Куликова ?].
- 5 мая 1865 — Бенефис С. А. Черневского и Тимофеева. «Свет и его тени». Ком. в 4 д. Я. П. Полонского.
- 14 мая** — «Вдовушки-девицы, мужья-холостяки». Шутка в 1 д. с куплетами и танцами. Пер. с фр. П. Кутайсова.

#### 1865/1866
- 27 августа 1865 — Бенефис Н. А. Никулиной: «Один из многих». Сц. из жизни в 4 д. С. П. Соловьева.
- 9 сентября 1865 — Премьера. «Воевода» А. Н. Островского.
- 10 сентября 1865 — «Против течения». Драма в 4 д. В. Александрова (В. А. Крылова).
- 15 сентября 1865 — Бенефис Л. П. Никулиной-Косицкой: «Семён Фадеевич Рубчиков, или Всяк, молодец на свой образец». Ориг. ком. в 1 д. А. М. Полунина; «Испытание». Сцена из деревенской жизни П. Е. Новикова.
- 23 сентября 1865 — Бенефис Н. Е. Вильде: «Пробный, камень». Ком. в 1 д. Н. М. Волконского. Заимств. из романа; «Молодёжь». Ком. в 3 д. Бенефис Н. Е. Вильде.
- 29 сентября 1865 — Бенефис А. А. Рассказова: «На бойком месте». Ком. в 3 д. А. Н. Островского; «Танцор в хлопотах, или Несчастье от белых перчаток». Вод. в 1 д. П. С. Федорова. Заимств. с фр.
- 8 октября 1865 — Бенефис режиссёра А. Ф. Богданова: «Отрезанный ломоть». Ком. в 4 д. А. А. Потехина.
- 15 октября 1865 — Бенефис Г. Н. Федотовой: «Много шума из ничего». Ком. в 5 д. В. Шекспира. Пер. А. И. Кронеберга.
- 29 октября 1865 — Бенефис А. И. Колосовой: «Из огня дя в полымя». Драма в 4 д. С. Н. Вечеслова.
- 5 ноября 1865 — Бенефис С. П. Акимовой: «Шуба овечья, да душа человечья». Ком. в 4 д. А. А. Потехина.
- 12 ноября 1865 — Бенефис К. Н. Полтавцева: «Все хорошо, что хорошо кончается». Ком. в 5 д. В. Шекспира. Пер. Н. X. Кетчера.
- 19 ноября 1865 — Бенефис Е. Н. Васильевой: «Пытка женщины» (Le supplice d’une femme). Драма в 3 д. Э. Жирарден. Пер. с фр. Н. П. Грекова; «Домино-лото». Вод. в 2 д. Н. И. Куликова.
- 3 декабря 1865 — Бенефис С. В. Шумского: «Зараза». Ком. в 4 д. Булкина (С. О. Ладыженского); «Замужество — лучший доктор» (L’amour médecin). Ком. в 3 д. Ж.-Б. Мольера. Пер. И. А. Мещерского; «Не влюбляйся без памяти, не женись без расчета». Анекдотическая шутка-вод. в 1 д. Ф. А. Кони. Подраж. фр. пьесе.
- 10 декабря 1865 — Бенефис И. В. Самарина: «Перемелется — мука будет». Ком. в 5 д. И. В. Самарина; «Байкал». Ориг. фарс в 1 д. С. П. Яковлева.
- 17 декабря 1865 — Бенефис В. В. Бороздиной: «Паутина». Ком. в 5 д. И. А. Манна.
- 4 января 1866 — «Прогрессист-самозванец». Ком. в 5 д. в стихах Маркова.
- 14 января 1866 — Бенефис П. М. Садовского: «Тесть в беде, а зять в накладе». Ком. в 3 д. М. Н. Владыкина; «Кохинхинка». Ком. в 2 д. Н. И. Беляева (Г. В. Кугушева). Перед. с фр. пьесы «La poule et ses poussins».
- 21 января 1866 — Бенефис А. П. Савиной: «Самоуправцы». Тр. в 5 д. А. Ф. Писемского; «Бывает». Сцены из вседневной жизни в 1 д. М. П. Федорова.
- 8 апреля 1866 — Бенефис С. А. Черневского и Тимофеева: «Пучина». Сцены из московской жизни в 4 к. А. Н. Островского.
- 15 апреля 1865 — Бенефис суфлеров Н. А. Ермолова и Н. П. Витнебена: «Виндзорские проказницы». Ком. в 5 д. В. Шекспира. Пер. Н. X. Кетчера.
- 26 апреля 1866 — Бенефис дирижёра оркестра драматического театра М. М. Эрлангера: «Шалуны» (Flotte Boursche); комич. оперетта в 1 д. Ф. Зуппе. Либретто пер. с нем. Н. И. Куликовым.
- 1 июня 1866 — Бенефис актёра Александринского театр В. В. Самойлова: «Ришельё». Драма в 5 д., 9 к. Э.-Д. Бульвер-Литтона. Пер. с англ. М. С. Степанова.

Сезон 1866/1867 г.
- 18 августа 1866 — "«Жорж Данден, или Муж же и виноват». Ком. в 3 д. Ж.-Б. Мольера. Пер. Егорова (И. А. Мещерского).
- 21 августа 1866 — «Боль врача ищет». Ком. в 1 д. Р. И. Подгорецкого. Заимств. с польск.
- 31 августа 1866 — «Мнимый больной». Ком. в 3 д. Ж.-Б. Мольера. Пер. Егорова (И. А. Мещерского).
- 6 сентября 1866 — Бенефис Л. А. Карской: «Суд над Галилеем» (Der Fluch des Galilei). Тр. в 5 д. А. Мюллера. Пер. с нем. М. С. Гончарова и П. Г. Акилова.
- 19 сентября 1866 — «Проделки Скапена, или Суженую конём не объедешь». Ком. в 3 д. Ж.-Б. Мольера. Пер. И. А. Мещерского.
- 6 октября 1866 — Бенефис Л. П. Никулиной-Косицкой: «Иоанна Грей». Драма в 4 д. Пер. с фр. М. В. Шиловской; «Полюбовный размен». Ком. в 1 д. Перед. с фр. М. Ивановым.
- 13 октября 1866 — Бенефис К. П. Колосова: «Трутни». Ком. в 5 д. Перед. А. А. Аттилем (Литта) пьесы В. Сарду «Les vieux garçons».
- 20 октября 1866 — Бенефис Н. Е. Вильде: «Комедия». Ком. в 4 д. Н. Е. Вильде.
- 28 октября 1866 — Бенефис режиссёра А. Ф. Богданова: «Сам у себя под стражей». Ком. в 3 д. П. Кальдерона. Пер. и приспособл. к сцене С. А. Юрьева; «Глухой». Комич. опера в 3 д. А. Адана. Пер. либретто с фр. Н. И. Куликова.
- 4 ноября 1866 — Бенефис Г. Н. Федотовой: «Ересь в Англии». Драма в 3 д. в стихах П. Кальдерона. Пер. Н. П. Грекова; «Честная компания». Картины петербургской жизни в 1 д. А. Трофимова (А. Т. Иванова); «Буря прошла». Ком. в 1 д. В. Мартынова. Заимств. с фр.
- 11 ноября 1866 — Бенефис Н. А. Никулиной: «Сверчок домашнего очага». Ком. в 3 д. В. А. Крылова. Заимств. из повести Ч. Диккенса; «Школа мужей». Ком. в 3 д. в стихах Ж.-Б. Мольера. Перед. с фр. А. А. Григорьева; «Помолвка в Галерной гавани». Картины петербургской жизни в 1 д. В. Щигрова (В. Р. Щиглева).
- 18 ноября 1866 — Бенефис С. П. Акимовой: «В глуши». Ком. в 3 д. Н. Е. Вильде; «Боги Олимпа в Москве». Небылица в лицах в 2 к. с куплетами М. П. Шрамченкова. Сюжет заимств.
- 25 ноября 1866 — Бенефис А. И. Колосовой: «Светские ширмы». Драма в 5 д. В. А. Дьяченко; «Хоть умри, а найди дочке мужа». Вод. в 1 д. Перед. с фр. С. О. Бойкова.
- 16 декабря 1866 — Бенефис И. В. Самарина: «Саламейский алькальд». Драма в 3 д. П. Кальдерона. Пер. с исп. в стихах и приспособл. к сцене С. В. Костарева; «Горемыки». Картины петербургской жизни в 2 отд. А. Трофимова (А. Т. Иванова); «Побыл бы кто на моем месте». Сц. в 1 д. Н. А. Ермолова.
- 13 января 1867 — Бенефис С. В. Шумского: «Гражданский брак». Ком. и 5 д. Н. И. Чернявского; «Дамский вагон». Шутка в 1 д. Перед. с фр. С. О. Бойкова.
- 30 января 1867 — Бенефис Е. Н. Васильевой: «Дмитрий Самозванец и Василий Шуйский». Драма хроника в 5 д. А. Н. Островского.
- 20 февраля 1867, утро — «Свекровь». Былина-драма в 3 д. с эпилогом в стихах Н. А. Чаева.
- 5 мая 1867 — Бенефис С. А. Черневского и Тимофеева: «Быть или не быть». Будничные сцены в 3 д. П. А. Фролова; «Пурсоньяк». Ком. в 3 д. Ж.-Б. Мольера; Пер. М. Д. де Вальден; «Братья Давенпорт и спиритизм». Шутка а рrороs в 1 д. П. М. Шенка.
- 19 мая 1867 — Бенефис артистки Александринского театра Ю. Н. Линской: «Нынешняя любовь». Сцены из вседневной жизни в 4 д. В. А. Дьяченко; «Смотрины». Картины петербургской жизни в 1 д. А. Трофимова (А. Т. Иванова); «Лучше никогда, чем поздно». Ком.-вод. в 1 д. Перед. с фр. С. П. Соловьева.

Сезон 1867/1868 г.
- 6 сентября 1867 — Бенефис Л. А. Карской: «Двенадцатая ночь, или Что угодно?». Ком. в 5 д. В. Шекспира. Пер. А. И. Кронеберга.
- 19 сентября 1867 — «Нюрнбергская кукла». Комич. опера в 1 д. А. Адана. Либретто Левена и А. Боплана. Пер. Н. И. Куликова.
- 29 сентября 1867 — Бенефис К. П. Колосова: «Гласная касса ссуд». Сцены обыденной жизни в 1 д. А. А. Соколова; «Первый чин». Картины петербургской жизни в 1 д. А. Трофимова (А. Т. Иванова).
- 6 октября 1867 — Бенефис режиссёра А. Ф. Богданова: «Опричник». Тр. в 5 д., 11 к. И. И. Лажечникова.
- 13 октября 1867 — Бенефис Н. Е. Вильде: «Гамлет». Тр. в 5 д. В. Шекспира. Пер. А. И. Кронеберга.
- 20 октября 1867 — Бенефис С. П. Акимовой: «Неземные создания». Ком. в 4 д. В. А. Крылова.
- 3 ноября 1867 — Бенефис Г. Н. Федотовой: «Великий банкир, или Уплата миллиона по предъявлению». Ком. в 2 частях Итало Франки. Пер. А. Н. Островского; «Криспен, соперник своего господина». Ком. в 1 д. А.-Р. Лесажа. Пер. И. А. Мещерского.

10 ноября 1867 — Бенефис Е. Н. Васильевой: «Виноватая». Ком. в 5 д. А. А. Потехина.
- 23 ноября 1867 — Бенефис В. И. Живокини: «Тушино». Драма хроника в стихах в 5 д. А. Н. Островского; «Семейные тайны». Ком. в 3 д. И. И. Ознобишина. Сюжет заимств. с нем.
- 1 декабря 1867 — Бенефис Н. А. Никулиной: «Семейные пороги». Ком. в 4 д. В. А. Дьяченко; «Что посеешь, то и пожнешь». Сцена из вседневной жизни в 1 д. М. П. Федорова; «Ряженые». Картина петербургской жизни в 2 отд. Н. А. Лейкина.
- 8 декабря 1867 — Бенефис И. В. Самарина: «Самозванец Луба»

Историч. драма в 4 действ. с прологом И. В. Самарина; «Званый вечер с итальянцами» (Les italiens pour rire). Оперетта в 1 д. Ж. Оффенбаха. Либретто перед, с нем. Н. Е. Вильде.
- 15 декабря 1867 — Бенефис Л. П. Никулиной-Косицкой: «Воробушки». Ком. в 3 д. К. А. Нарского (К. А. Тарновского). Сюжет займете, из «Les petits oiseaux» Э. Лабиша; «В Москве и в Нижнем». Сцены московской и ярмарочной жизни в 3 д. А. С. Ушакова; «Обоз». Картины из народной жизни в 1 д. Н. В. Успенского.
- 3 января 1868 — Бенефис П. М. Садовского: «Василиса Мелентьева». Драма в 5 д. в стихах А. Н. Островского и С. А. Гедеонова; «В деревне». Шуточные сцены в 2 д. М. Н. Владыкина.
- 22 января 1868 — Бенефис С. В. Шумского: «Смерть Иоанна Грозного». Траг. в 5 д., 10 к. А. К. Толстого.
- 12 апреля 1868 — Бенефис А. Ф. Федотова: «Башмачники». Шутка-ком. в 1 д. Н. Н. Енгалычева; «Геркулес». Шутка в 1 д. Пер. с нем. П. Е. Новикова.
- 17 апреля 1868 — Бенефис машиниста Тимофеева: «Говоруны». Ком. в 4 д. И. А. Манна.
- 24 апреля 1868 — Бенефис С. А. Черневского: «Подруга жизни». Простая история в 4 д. П-ва (П. А. Фролова); «Жених в затруднительном положении». Ком. в 1 д. Н. Н. Енгалычева; «Утро у Хрептюгина». Драма очерк в 1 д. М. Е. Салтыкова-Щедрина.
- 6 мая 1868 — Бенефис суфлёров Н. А. Ермолова и Н. П. Витнебена: «Московские коршуны». Ком. в 5 д. В. А. Дьяченко.

Сезон 1868/1869 г.
- ? сентября 1868 — Бенефис Л. А. Карской: «Графиня Эскарбанья». Ком. в 1 д. Ж.-Б. Мольера. Пер. А. Я. фон Ашеберга; «Мера за меру». Драма в 5 д. В. Шекспира. Пер. В. И. Родиславского.
- 27 сентября 1868 — «Демократический подвиг». Ком. в 3 д. Т. Себиновой (Новосильцевой) (литературный псевдоним — Т. Себинова).
- 4 октября 1868 — Бенефис режиссёра А. Ф. Богданова: «Федичка и Лизочка». Оперетта в 1 д. Ж. Оффенбаха. Либретто перед. с фр. Н. Е. Вильде.
- 18 октября 1868 — Бенефис Н. А. Никулиной: «Один из друзей». Ком. в 1 д. Н. Н. Енгалычева; «Мгла». Драма в 5 д. В. П. Острогорского; «Мнимая Арто». Фарс в 2 д. Н. Е. Вильде.
- 25 октября 1868 — «Адвокат Пателен». Ком. в 3 д. Пер. с фр. И. А. Мещерского.
- 6 ноября 1868 — Бенефис Н. Е. Вильде: «На всякого мудреца довольно простоты». Ком. в 5 д. А. Н. Островского; «Три косточки». Ком. в 1 д. А. С. Бехтеева.
- 15 ноября 1868 — Бенефис Г. Н. Федотовой: «Годуновы». Тр. в 5 д. А. Ф. Федотова.
- 22 ноября 1868 — Бенефис Е. Н. Васильевой: «Брак по страсти». Сц. в 2 к. А. А. Потехина; «Матери-соперницы». Трагедия в 5 действиях И. И. Лажечникова.
- 29 ноября 1868 — Бенефис С. П. Акимовой: «Пожившие мужья». Ком. в 3 д. Пер. с фр. М. Н. Владыкина; «Самодур». Картины купеческой жизни в 3 д. И. Ф. Горбунова.
- 20 декабря 1868 — Бенефис Е. Е. Чумаковой: «Расточитель». Драма в 5 д. М. Стебницкого (Н. С. Лескова).
- 7 января 1869 — Бенефис С. В. Шумского: «Пробный камень». Ком. в 5 д. В. А. Дьяченко; «На узелки, или Прыжок из четвёртого этажа». Фарс-вод. в 1 д. А. Полозова (А. Н. Похвиснева).
- 15 января 1869 — Бенефис П. М. Садовского: «Горячее сердце». Ком. в 5 д. А. Н. Островского; «Она была в Аскольдовой могиле». Вод. в 1 д. Пер. с фр. А. Б.
- 31 января 1869 — Бенефис Н. М. Медведевой: «Неожиданное возвращение» (Le retour imprevu). Ком. в 1 д. Ж. Ф. Реньяра; «Сельская школа». Ком. в 4 д. Р. Кастельвеккио. Пер. с итальянск. Н. С. Курочкина; «Два волка в овчарне». Оперетта в 2 отд. Ф. Зуппе. Пер. либретто с нем.
- 13 февраля 1869 — Бенефис И. В. Самарина: «Мещанская семья». Ком. в 5 д. М. В. Авдеева; «Страшная ночь» (Les rendez-vous bourgeois). Оперетта в 1 д. Николо (Н. Изуара). Пер. либретто Н. Е. Вильде.
- 24 февраля 1869, утро — «Заблудшие овцы». Ком. в 4 д. А. Н. Островского. Сюжет заимств. из ком. Т. Чикони «Le pecorelle smarrite».
- 6 мая 1869 — Бенефис машиниста Тимофеева: «Современная барышня». Ком. в 4 д. В. А. Дьяченко.
- 23 мая 1869 — Бенефис С. А. Черневского: «Князь Серебряный». Картина русских нравов XVI столетия в 5 отд. С. Доброва (С. Е. Попова). Перед. для сцены повести А. К. Толстого.

Сезон 1869/1870 г.
- 12 сентября 1869 — Бенефис режиссёра А. Ф. Богданова: «Защитницы Капитолия». (Les femmes fortes). Ком. в 3 д. В. Сарду. Пер. с фр. И. А. Мещерского; «Дорого обошлось!». Ком. в 1 д. Перед. «Les amendes de Timothée». «Новая куколка» (Les pantins de Violette). Оперетта в 1 д. А. Адана. Пер. либретто с фр.
- 3 октября 1869 — Бенефис А. Ф. Федотова: «Соломенная шляпка» (Un chapeau de paille d’Italie). Ком.-вод. в 5 д. Э. Лабиша и Марк-Мишеля. Пер. с фр. П. С. Федорова; «Одно слово министру». Ком. в 1 д. А. Лангера. Пер. с нем.
- 10 октября 1869 — Бенефис В. И. Живокини: «Комедия о российском дворянине Фроле Скабееве и стольничьей Нардын-Нащокина дочери Аннушке» в 5 д. Д. В. Аверкиева
- 17 октября 1869 — Бенефис К. П. Колосова: «Чудеса медицины». Оперетта в 1 д. Э. Готье. Либретто Э. Кормона и А. Трианона.
- 24 октября 1869 — Бенефис Н. А. Никулиной: «Тайна» (Нoloise Paranquet). Драма в 4 д. А. Дюрантена. Пер. с фр. А. Н. Плещеева; «Любовная ссора» (Le dépit amoureux). Ком. в 5 д. Ж.-Б. Мольера. Пер. Н. Н. Енгалычева.
- 31 октября 1869 — Бенефис Н. И. Музиля: «Отцы и дети». Ком. в 4 д., 5 к. Б. Ф. Захарова: «Брантмейстер». Драматический эпизод в 1 д. Е. Е. Прохорова.
- 19 ноября 1869 — Бенефис Г. Н. Федотовой: «Пари» (Mademoiselle de Belle-Isle). Ком. в 5 д. А. Дюма-отца. Пер. К. А. Тарновского; «Мольер-дитя». Ком. в 1 д. в стихах. Перед. с фр. А. Н. Баженова.
- 28 ноября 1869 — Бенефис С. П. Акимовой: «Прямая душа». Драматический очерк в 4 д. В. А. Дьяченко; «Средство избавиться от тещи». Шутка в 1 д. Перед. с фр. К. Ш. «Голубой муж». Ориг. шутка-вод. в 1 д. П. И. Степанова.
- 15 декабря 1869 — Бенефис Е. Н. Васильевой: «Новый Тартюф, или Мать-преступница». Драма в 5 д. Бомарше. Пер. О. О. Новицкого.
- 22 декабря 1869 — Бенефис Л. А. Карской: «Общее благо». Ком. в 4 д., 5 к. И. А. Манна.

## 1870-е
- 14 января 1870 — Бенефис П. М. Садовского: «Бабушкин внучек». Вод. в 1 д. Перед. с фр. П. С. Федорова.
- 23 января 1870 — Бенефис Н. Е. Вильде: «С мировому!». Ком. в 3 д. В. Александрова (В. А. Крылова); «Аптекарь и парикмахер». Оперетта в 1 д. Ж. Оффенбаха. Пер. либретто с фр.
- 30 января 1870 — Бенефис Н. М. Медведевой: «Эмилия Галотти». Тр. в 5 д. Г.-Э. Лессинга. Пер. А. Н. Яхонтова; «Торговый дом Шнапс, Клаке и К°». Ком.-шутка в 3 д. Заимств. с фр. Ф. А. Бурдиным.
- 6 февраля 1870 — Бенефис И. В. Самарина: «Хижина дяди Тома». Драма в 7 к. Пер. М. П. Федорова. Перед. романа Г. Бичер-Стоу.
- 5 мая 1870 — Бенефис дирижёра М. М. Эрлангера: «Рабство мужей». Ком. в 3 д. А. Н. Островского. Заимств. из пьесы А. Лери «Les maris sont esclaves»; «Перед свадьбой». Оперетта в 1 д. Э. Жонаса. Пер. либретто с фр.; «Закат солнца». Вод. в 1 д.
- 13 мая 1870 — Бенефис Е. Ф. Левиной: «Решительная ночь». Ком. в 2 д. Перед. с фр. М. Н. Владыкиным; «На Песках». Картины петербургской жизни в 2 отд. А. Трофимова (А. Т. Иванова); «Свиданье». Вод. в 1 д. В. И. Родиславского.
- 24 мая 1870 — Бенефис С. А. Черневского: «Закулисные тайны». Сцены в 2 д. А. А. Потехина; «Дальше в лес — больше дров». Ком. в 3 д. В. А. Крылова. Сюжет заимств.

Сезон 1870/1871 г.
- 4 сентября 1870 — Бенефис Л. А. Карской: Ханжа (Seraphine). Ком. в 5 д. В. Сарду. Пер. с фр. А. О. Липецкого.
- 22 сентября 1870 — Бенефис Д. В. Живокини: «Новое время и старые нравы». Ком. в 4 д. В. А. Дьяченко; «Вспышка у домашнего очага». Вод. в 1 д. М. П. Федорова. Содерж. заимств.; «Гони любовь хоть в дверь, она войдет в окно». Вод. в 1 д. Перед. с фр. П. С. Федорова.
- 2 октября 1870 — Бенефис А. Ф. Федотова: «Мужья и поклонники». Ком. в 4 д., 5 к. Д. В. Аверкиева.
- 9 октября 1870 — Бенефис К. П. Колосова: «Бешеные деньги». Ком. в 5 д. А. Н. Островского.
- 16 октября 1870 — Бенефис режиссёра А. Ф. Богданова: «На хлебах из милости». Ком. в 4 д. В. Александрова (В. А. Крылова). Заимств. из «Aux crochets d’un gendre» Т. Баррьера; «Птички певчие». (La Perichole). Комич. оперетта в 2 д. Ж. Оффенбаха. Либретто перед. с фр. В. А. Крылова; «Гарибальди». Шутка в 1 д. Пер. с нем. В. Иванова.
- 30 октября 1870 — Бенефис Е. Н. Васильевой: «Зимняя сказка». Ком. в 5 д., 11 к. В. Шекспира. Пер. Н. X. Кетчера.
- 6 ноября 1870 — Бенефис М. А. Решимова: «Не покорилась!». Ком. в 3 д., 4 к. Г. А. Сокольникова.
- 13 ноября 1870 — Бенефис Н. И. Музиля: «Что скажет свет!». Драма в 4 д. А. А. Климовского; «Все мы жаждем любви!». Оперетта-фарс в 4 д. Музыка составлена из ряда оперетт Э. А. Кламротом. Либретто перед. с фр. В. А. Крылова и М. П. Федорова.
- 19 ноября 1870 — Бенефис Н. А. Никулиной: «Ветерок» (Frou-Frou). Ком. в 5 д. А. Мельяка и Л. Галеви. Пер. с фр. К. Н. Цветкова и Н. Н. Енгалычева.
- 27 ноября 1870 — Бенефис С. П. Акимовой: «Блестящая партия». Драма в 4 д. В. А. Дьяченко; «Взбаламученное счастье». Ком. в 1 д. Перед. с фр. А. А. Яблочкиным; «Копилка, или Нет добра без худа». Шутка-ком.-вод. в 3 д. Перед. с фр. Н. Н. Енгалычевым.
- 4 декабря 1870 — Бенефис Е. О. Петрова: «Ричард Севедж, или Сын и мать». Драма в 5 д., 8 к. К. Гуцкова. Пер. с нем. П. Руд-ого; «Домашний шпион». Ком. в 2 д. М. Иванова.
- 11 декабря 1870 — Бенефис Г. Н. Федотовой: «Золотая роза» (Maison neuve). Ком. в 5 д. В. Сарду. Пер. с фр. М. Д. де Вальден и А. Кейзер (А. Ф. Гретман).
- 14 января 1871 — Бенефис Н. М. Медведевой: «Месть женщины» (Fernande). Ком. в 4 д. В. Сарду. Пер. с фр. Е. Н. Грековой. «Остров Тюлипатан». Ком. опера в 1 д. Ж. Оффенбаха. Либретто перед. с фр. С. Н. Худековым.
- 21 января 1871 — Бенефис Н. Е. Вильде: «Семья преступника». Драма в 5 д. П. Джакометти. Пер. с итальянок. А. Н. Островского; «Свадьба с препятствиями» (Меsdames de Montenpriche). Вод. в 3 д. Пер. с фр. Ф. М. Руднева.
- 28 января 1871 — Бенефис Н. С. Васильевой: «Ошибки молодости». Ком. в 5 д. П. П. Штеллера; «Сватовство майора». Сцены из купеческого быта в 1 д. А. П. (А. Павлова).
- 16 апреля 1871 — Бенефис дирижёра М. М. Эрлангера: «Московские когти». Картины столичной жизни в 4 д., 5 к. С. Н. Худекова и Г. Н. Жулева.
- 23 апреля 1871 — Бенефис Е. Ф. Левиной: «Позолота». Драма в 5 д., 6 к. Г. А. Сокольникова).
- 2 мая 1871 — Бенефис С. А. Черневского: «Белоручки». Ком. в 3 д. К. С. Шиловского. Сюжет заимств.

Сезон 1871/1872 г.
- 23 сентября 1871 — Бенефис К. П. Колосова: «В мутной воде». Ком. в 4 д., 6 к. А. А. Потехина.
- 7 октября 1871 — Бенефис Д. В. Живокини: «Не всё коту масленица». Картины московской жизни в 4 сц. А. Н. Островского; «Странное стечение обстоятельств». Ком. в 3 д. А. П. Редкина; «Обличили!!». Вод. в 1 д. М. П. Федорова. Заимств. с фр.
- 14 октября — Бенефис М. А. Дурново: «Либерал». Ком. в 5 д., 6 к. Д. Д. Минаева; «Модный лакей». Ком. в 1 д. Перед. М. П. Федорова.
- 5 ноября 1871 — Бенефис Н. С. Васильевой: «Приданое современной девушки». Ком. в 4 д. П. П. Штеллера; «С молотка!». Ком. с куплетами в 1 д. Муз. М. М. Эрлангера; «Свадьба при фонарях, или Дядюшкин клад». Комич. оперетта в 1 д. Ж. Оффенбаха. Пер. либретто Г. С-ва (Г. Сергеева) и Г. С. Вальяно.
- 19 ноября 1871 — Бенефис режиссёра А. Ф. Богданова: «По духовному завещанию». Ком. в 3 д. В. Александрова (В. А. Крылова); «Легкая кавалерия». Комич. опера в 2 д. Ф. Зуппе. Пер. либретто В. А. Крылова; «Когда мужчина плачет?». Ком. в 1 д. Заимств. с фр. «Un mari qui pleure».
- 26 ноября 1871 — Бенефис С. П. Акимовой: «Лес». Ком. в 5 д. А. Н. Островского; «Серебряная свадьба». Вод. в 1 д. Г. Витковского.
- 2 декабря 1871 — Бенефис Н. А. Никулиной: «Куколка». Ком. в 5 д. Н. Е. Вильде; «Три телеграммы». Шутка в 2 д. В. А. Дьяченко; «Барыня почивает». Ком. в 1 д. Перед. с фр. Н. Н. Енгалычевым.
- 9 декабря 1871 — Бенефис Г. Н. Федотовой: «Каширская старина». Драма в 5 д. Д. В. Аверкиева; «Неприятная история». Ком. в 1 д. с куплетами К. М. Ушакова. Заимств. с фр.
- 16 декабря 1871 — Бенефис Е. О. Петрова: «Медаль». Шуточные сцены в 1 д. Н. А. Лейкина.
- 21 декабря 1871 — Бенефис Л. А. Карской: «Чья правда?». Драма в 4 д. О. А. Голохвастовой; «Бельэтаж и подвал». Ком. в 2 д. А. Н. Плещеева. Перед. пьесы Ф. Понсара «Ce que plait aux femmes».
- 13 января 1872 — Бенефис Е. Н. Васильевой: «Месяц в деревне». Ком. в 5 д. И. С. Тургенева.
- 20 января 1872 — Бенефис Н. М. Медведевой: «Сверчок» (Die Grille). Ком. в 5 д., 7 к. Ш. Бирх-Пфейфер. Пер. с нем. М. Д. де Вальден и А. Кейзер (А. Ф. Гретман). Перед. романа Жорж Занд «La petite Fadette».
- 27 января 1872 — Бенефис Н. Е. Вильде: «Преступление и наказание» (Article). Драма в 5 д. А. Бэло. Перед. М. П. Федорова и А. Ф. Сазоновым.
- 3 февраля 1872 — Бенефис Н. И. Музиля: «Добрые люди с изнанки». Ком. в 3 д. П. А. Каратыгина. Перед. «Les faux bons hommes» Т. Баррьера и Э. Капендю; «С благонамеренной целью». Ком. в 1 д. Перед. пьесы «Les mensonges innocents» Л. Клервиля и О. Гастино; «Привыкать надо!». Шуточная сц. в 1 д. Н. А. Лейкина.
- 17 февраля 1872 — Бенефис Н. М. Никифорова: «Дело в трёх шляпах» (Les trois chapeaux). Вод. в 2 д. Л. Геннекена. Пер. с фр. П. А. Каратыгина.
- 5 мая 1872 — Бенефис дирижёра М. М. Эрлангера: «Ограбленная почта». Драма в 5 д., 7 к. Пер. с фр. Ф. А. Бурдина; «Двенадцать неспящих дев». Комич. оперетта в 1 д. с танцами М. М. Эрлангера. Перед. с фр. Н. Н. Енгалычевым.
- 3 июля 1872 — Бенефис С. А. Черневского: «Чайный цветок». Оперетта-фарс в 2 д. Ш. Леккока. Либретто В. А. Крылова.

Сезон 1872/1873 г.
- 21 сентября 1872 — Бенефис Ц. А. Райчевой: «Фигурантка». Шутка в 1 д. П. Е. Новикова.
- 5 октября 1872 — Бенефис Н. Л. Александрова[13]: «В погоню за Прекрасной Еленой». Фарс в 2 д. с пением В. А. Крылова. Музыка из оперетт.
- 26 октября 1872 — Бенефис Д. В. Живокини: «Комик XVII столетия». Ком. в стихах в 3 д. с эпилогом А. Н. Островского; «Одного поля ягода». Картина петербургской жизни в 2 отд. А. Трофимова (А. Т. Иванова); «Тайна моего дядюшки». Вод. в 1 д. Перед. с фр. П. С. Федорова.
- 3 ноября 1872 — Бенефис М. А. Дурново: «Передовые деятели». Картины современной жизни в 5 д. С. Н. Худекова; «Осторожнее с огнём». Драма этюд в 1 д. М. В. Карнеева. Сюжет заимств.
- 9 ноября 1872 — Бенефис Н. С. Васильевой: «Старый барин». Ком. в 5 д., 6 к. А. И. Пальма.
- 17 ноября 1872 — Бенефис режиссёра А. Ф. Богданова: «Поэзия любви». Ком. в 3 д. В. Александрова (В. А. Крылова); «Прежде смерти не умрешь». Ком. в 3 д. В. С. Курочкина и А. Ф. Сазонова. Заимств. с фр.
- 24 ноября 1872 — Бенефис М. А. Решимова: «Сын швеи» (Le fils naturel). Ком. в 4 д. с прологом А. Дюма-сына. Пер. с фр. И. А. Мещерского; «Чашка чаю». Ком. в 1 д. Перед. с фр. М. Д. де Вальден и А. Кейзер (А. Ф. Гретман.
- 1 декабря 1872 — Бенефис С. П. Акимовой: «Тетеревам не летать по деревам». Ком. в 4 д. Семена Райского (К. А. Тарновского). Перед. пьесы Э. Лабиша «Le voyage de monsieur Perrichon»; «Портрет». Шуточные сц. в 1 д. Н. А. Лейкина.
- 10 декабря 1872 — Бенефис Н. И. Музиля: «Не было ни гроша, да вдруг алтын». Ком. в 5 д. А. Н. Островского; «Судья в хлопотах». Фарс в 3 д. Р. Б. Шеридана. Пер. с англ. В. А. Чаева.
- 17 декабря 1872 — Бенефис Г. Н. Федотовой: «Темный и Шемяка». Тр. в 5 д. с прологом Д. В. Аверкиева.
- 27 декабря 1872 — Бенефис Н. А. Никулиной: «Ангел доброты и невинности». Ком. в 4 д. Перед. В. А. Крыловым А. Н. Плещеевым пьесы Ю. Розена «Ein Engel».
- 18 января 1873 — Бенефис Е. Н. Васильевой: «Тайна матери». Драма в 5 д. П. Джакометти. Пер. с итальянок. М. Д. де Вальден; «Карточка с Политехнической выставки». Ком. в 3 д. Пер. с фр. С. В. Танеевым.
- 29 января 1873 — Бенефис Н. Е. Вильде: «Убийство в улице Мира» (Le dram de la rue de la Paix). Драма в 6 д. А. Бэло. Пер. с фр. Е. Востоковой (Е. Е. Назаровой).
- 5 февраля 1873 — Бенефис Н. М. Медведевой: «Биржевая эпидемия». Ком. в 5 д. И. Наржимского. Пер. с польск. А. М. Свечина.
- 11 февраля 1873 — Бенефис Н. М. Никифорова: «Практический господин». Ком. в 4 д. В. А. Дьяченко.

Сезон 1873/1874 г.
- 11 сентября 1873 — Бенефис машиниста Тимофеева: «Марфа Посадница». Драма в 5 д. в стихах Н. П. Жандра.
- 27 сентября 1873 — Бенефис К. П. Колосова: «Скрытое преступление». Драма в 3 д. с эпилогом В. А. Дьяченко; «Она его ждёт». Шутка в 1 д. А. Мельяка и Л. Галеви. Перед. с фр. В. И. Родиславским; «Муж в дверь, а жена в Тверь». Ориг. ком. в 2 отд. А. В.
- 4 октября 1873 — Бенефис Н. А. Александрова: «По кривой дороге вперед не видать». Ком. в 3 д. В. Александрова (В. А. Крылова). Перед. фр. фарса «Le Reveillon»; «Роковое признание». Ком. в 1 д. Перед. с фр. В. А. Крылова.
- 11 октября 1873 — Бенефис X. И. Талановой: «Тонешь — топор сулишь, а вытащат—топорища жаль» (Pamela Giraud). Ком. в 5 д. О. де Бальзака. Пер. В. И. Родиславского; «Экономка». Шутка в 1 д. Перед. с фр. В. И. Родиславского.
- 18 октября 1873 — Бенефис Д. В. Живокини: «Черненькие и беленькие». Ком. в 5 д. И. Е. Чернышева; «Перепутались». Ком. в 1 д. Перед. М. П. Федорова.
- 25 октября 1873 — Бенефис М. А. Дурново: «Из мрака к свету». Драма в 4 д. Д. В. Аверкиева (фабула из романа У. Коллинза «Новая Магдалина»).
- 8 ноября 1873 — Бенефис Н. С. Васильевой: «Из моря житейского». Ком. в 3 д. Н. Н. Куликова; «Причудницы». (Les precieuses ridicules). Ком. в 1 д. Ж. -Б. Мольера. Пер. С. Е. Путяты; «Где мой зять? Дайте мне зятя!». Ком. в 3 д. с куплетами. Пер. с фр. Ф. М. Урусова.
- 15 ноября 1873 — Бенефис режиссёра А. Ф. Богданова: «Ваал». Драма в 4 д. А. Ф. Писемского.
- 22 ноября 1873 — Бенефис Н. И. Музиля: «Поздняя любовь». Сцены из жизни захолустья в 4 д. А. Н. Островского; «Мужья одолели». Ком.-вод. в 3 д. А. Н. Плещеева. Сюжет заимств. из «Celimare la bien-aime»; «На старости лет». Ком. в 1 д. Перед. М. П. Федорова.
- 29 ноября 1873 — Бенефис М. А. Решимова: «Любовь прощает все» (Madeleine Morel). Драма в 5 д. С. Мозенталя. Пер. с нем. Н. С. Васильевой; «Громовой отвод». Вод. в 1 д. Перед. с фр. Ф. И. Рюминым.
- 6 декабря 1873 — Бенефис Г. Н. Федотовой: «Блуждающие огни». Ком. в 5 д., 6 к. Л. Н. Антропова.
- 13 декабря 1873 — Бенефис С. П. Акимовой: «Каково веется — таково и мелется». Ком. в 2 д. Перед. С. Райским (К. А. Тарновским) пьесы «La marieuse» Л. Тибу и Ф. де Курси; «Запрещенный плод». Фарс-оперетта в 3 д. Либретто Мельвиля (А. Дюверье). Перед. с фр. М. П. Федоровым и А. Д. Чистяковым. Музыка составлена из оперетт Э. А. Кламротом; «Жена — совершенство». Ком. в 1 д. Пер. с нем. М. А. (М. И. Анисимова).
- 20 декабря 1873 — Бенефис Ц. А. Райчевой: «Жизнь после смерти». Драма в 5 д. И. Вейлен. Перед. с нем. В. А. Крылова и Н. Е. Вильде.
- 10 января 1874 — Бенефис Н. А. Никулиной: «Закинутые тенета». Ком. в 5 д. В. А. Дьяченко; «Кварт от дамы». Вод. в 1 д. Семена Райского (К. А. Тарновского). Сюжет заимств.; «Волшебная песенка». Комич. оперетта в 1 д. Ж. Оффенбаха. Пер. либретто с фр.
- 18 января 1874 — Бенефис Е. Н. Васильевой: «Пока». Ком. в 3 д. Перед. с фр. А. Н. Островским пьесы «En attendant»; «До поры до времени». Ком. в 2 д. М. Гартмана. Перед. с нем. Д. Г. (В. А. Крыловым и А. Н. Плещеевым); «Это мой маленький каприз!». Ком. в 1 д. В. А. Крылова. Сюжет заимств. из пьесы Ю. Розена.
- 25 января 1874 — Бенефис Н. Е. Вильде: «Кража невесты». Драматическое представление в 5 д., 8 к. Н. Кохановской (Н. С. Соханской). Музыка Ю. Г. Гербера.
- 12 апреля 1874 — Бенефис С. А. Черневского: «Раздел». Ком. в 3 д. А. Ф. Писемского; «Нервные люди». Ком. в 3 д. В. Сарду. Пер. с фр. М. Д. де Вальден.
- 3 мая 1874 — Бенефис дирижёра С. Я. Рябова: «Ипохондрик». Ком. в 4 д. А. Ф. Писемского (Вновь переделана автором для сцены); «Рыцарь без страха и упрека» (Le beau Dunois). Опера-буфф в 1 д. Ш. Лекока. Пер. либретто В. С. Курочкина.

Сезон 1874/1875 г.
- 5 сентября 1874 — Бенефис П. Я. Рябова: «Чужое имя». Ком. в 3 д. С. Райского (К. А. Тарновского). Перед. для русской сцены «Miss Multon» А. Бэло.
- 12 сентября 1874 — Бенефис Н. А. Александрова: «Дупель». Ком. в 5 д. Н. А. Чаева.
- 26 сентября 1874 — Бенефис X. И. Талановой: «Игра в любовь». Ком. в 4 д. Н. Н. Куликова; «Скандал в благородном семействе». Ком.-фарс в 3 д. Н. И. Куликовым. Сюжет заимств. из комедии «Der liebe Onkel».
- 3 октября 1874 — Бенефис К. П. Колосова: «Красавец» (Monsieur Alphonse). Ком. в 3 д. А. Дюма-сына. Пер. с фр. В. И. Родиславского и А. Н. Плещеева; «Старое старится — молодое растет» (Permettez madame). Ком. в 2 д. Перед. с фр. А. Н. Плещеева; «Дешево — да гнило, дорого — да мило» (La vie au bon marche). Вод. в 1 д. Пер. с фр. Н. П. Доброклонского.
- 17 октября 1874 — Бенефис Д. В. Живокини: «Невидимые слезы». Ком. в 3 д. С. Райского (К. А. Тарновского). Сюжет заимств.; «Простота — хуже воровства». Ком. в 3 д. Перед. с фр. А. М. (А. X. Мозером); «Задержите его!» (La dame au passe partout). Ком. в 1 д. Пер. с фр. Н. Н. Максимова.
- 24 октября 1874 — Бенефис М. А. Дурново: «Сумасшествие от любви» (Le locura de amor). Драма в 5 д. М. Томайо-и-Бауса. Пер. с исп. В. И. Родиславского и О. О. Новицкого.
- 8 ноября 1874 — Бенефис Н. С. Васильевой: «Загадочная женщина» (Le sphinx). Драма в 4 д. О. Фейе. Пер. с фр. Л. Н. Антропова.
- 14 ноября 1874 — Бенефис Ц. А. Райчевой: «Гимназистка». Ком. в 4 д. В. А. Дьяченко; «После свадьбы дочери рынка Анго» (La nuit de noce de la fille de m-me Angot). Оперетта-фарс в 1 д. Перед. с фр. В. А. Крыловым. Муз. набрана из мотивов «Дочери рынка Анго» Ш. Лекока.
- 21 ноября 1874 — Бенефис режиссёра А. Ф. Богданова: «Завоеванное счастье». Ком. в 3 д. В. Александрова (В. А. Крылова). Перед. ком. «La clef d’or»; «Не к ночи будь сказано» (Cartouche). Комич. опера в 2 д. Г. Гофмана. Перед. либретто В. А. Крыловым; «Молодые». Вод. в 1 д. Перед. В. И. Родиславским пьесы «Le secret de l’oncle Vincent».
- 28 ноября 1874 — Бенефис Н. И. Музиля: «Трудовой хлеб». Сцены из жизни захолустья в 4 д. А. Н. Островского; «Худой мир лучше доброй ссоры»; Сц. в 2 д. А. Н. Плещеева. Сюжет заимств.; «Картонная голова». Шутка-вод. в 1 д. Перед. с фр. Н. И. Куликовым.
- 6 декабря 1874 — Бенефис Г. Н. Федотовой: «Ветерок». Драма в 5 д. Перед. Г. В. Кугушевым и Н. Е. Вильде пьесы А. Мельяка и Л. Галеви «Frou-Frou».
- 15 декабря 1874 — Бенефис С. П. Акимовой: «Злоба дня». Драма в 4 д. Н. А. Потехина; «Клин клином вышибай». Фарс в 2 д. В. А. Крылова.
- 26 декабря 1874 — Бенефис Н. А. Никулиной: «Княгиня Ульяна Вяземская». Драма в 4 д. Д. В. Аверкиева; «С больной головы на здоровую». Ком. в 1 д. Пер. с фр.
- 9 января 1875 — Бенефис Е. Н. Васильевой: «Роман светской женщины». Драма в 3 д. П. Феррари. Пер. с итальянск. Э. К. Цукелли; «Король и поэт». Историческая картина в 1 д. Т. де Банвиля. Перед. для русской сцены Д. В. Аверкиевым; «Заговорило ретивое». Ориг. ком. в 1 д. в стихах П. И. Григорьева; «Налетел с ковшом на брагу». Картинка нравов в 1 д. А. Я. Галушкина.
- 16 января 1875 — Бенефис Н. Е. Вильде: «Мышеловки». Ком. в 5 д. А. И. Пальма; «Укротительница». Сцена из военно-походной жизни С. И. Турбина; «Букет и три шляпы, или Один с места, а другой на место». Ком. в 1 д. Пер. с фр. А. А. Майкова.
- 23 января 1875 — Бенефис Н. М. Медведевой: «Наследство мужа». Ориг. ком. в 5 д. Е. В. Пяткиной; «Как выигрывают двести тысяч». Ком. в 1 д. У.; «Ключ от кассы». Ком. в 1 д. Пер. с фр. А. Светланова (А. X. Мозера).
- 30 января 1875 — Бенефис К. Ф. Берга: «Просвещенное время». Драма в 4 д. А. Ф. Писемского; «Свадебный стол без молодых, или Старая любовь не ржавеет». Ориг. вод. в 1 д. П. А. Каратыгина.
- 28 апреля 1875 — Бенефис Е. Ф. Левиной: «Врачи». Фарс в 4 д. В. А. (В. А. Крылова). Сюжет заимств. с фр.

Сезон 1875/1876 г.
- 26 августа 1875 — Бенефис С. А. Черневского: «Не по хорошу мил, а по милу хорош». Ком. в 3 д. Перед. П. П. Мещерским «Les maris a systeme».
- 21 сентября 1875 — Бенефис Н. М. Никифорова: «Следы минутной ошибки» (La comtesse de Sommerive). Драма в 4 д. Т. Баррьера и Пребуа. Пер. с фр. Е. Н. Астальцевой; «Шустрая гувернантка». Ком. в 2 д. Перед. с нем. Г. Д. (В. А. Крылова).
- 26 сентября 1875 — Бенефис К. П. Колосова: «Щука и востра, а не съест ерша с хвоста» (Les heritiers Rabourdin). Ком. в 4 д. Э. Золя. Перед. В. И. Родиславским.
- 2 октября 1875 — Бенефис Н. А. Александрова: «Не хмель беда — похмелье». Ком. в 1 д. Перед. с фр. В. А. Крылова.
- 9 октября 1875 — Бенефис Д. В. Живокини: «Что посеешь, то и пожнешь» (La colpa vendica la colpa). Драма в 5 д. П. Джакометти Пер. с итальянск. М. П. Садовского.
- 23 октября 1875 — Бенефис X. И. Талановой: «Из-за денег». Ком. в 4 д. Н. Н. Куликова; «Вдовушка». Ком. в 3 д. Перед. С. А. (С. В. Аверкиевой) « La veuve» А. Мельяка и Л. Галеви.
- 30 октября 1875 — Бенефис М. В. Лентовского: «Гордиев узел». Ком. в 5 д., 6 к. П. А. Опочинина; «Тюрьма». (новое действие к оперетте «Перикола» Ж. Оффенбаха). Либретто А. Мельяка и Л. Галеви. Пер. Н. И. Куликова; «Спасен на краю пропасти, или Дружба пляшет, дружба скачет, дружба песенки поет». Интерм. в 2 к. с рассказами, пением, комич. куплетами и танцами.
- 6 ноября 1875 — Бенефис М. А. Решимова: «В осадном положении». Ком. в 4 д. В. Александрова (В. А. Крылова).
- 21 ноября 1875 — Бенефис режиссёра А. Ф. Богданова: «Мёртвая петля». Драма в 5 д. Н. А. Потехина.
- 30 ноября 1875 — Бенефис Н. И. Музиля: «Богатые невесты». Ком. в 4 д. А. Н. Островского; «Знай, сверчок, свой шесток». Ком. в 2 д. А. Н. Плещеева. Сюжет заимств.; «Сорвиголова» (Toto chez Tata). Ком. в 1 д. А. Мельякаи Л. Галеви. Перед. с фр. В. А. Крыловым.
- 16 декабря 1875 — Бенефис К. Ф. Берга: «Долг денежный и долг чести» (La maitresse legitime). Ком. в 2 д. Л. Давиль. Пер. с фр. О. О. Новицкого; «Что испек, то и кушай». Путаница в 3 д. Евст. Берендеева (К. А. Тарновского). Сюжет заимств. Музыка набрана и аранжирована Ф. Ф. Бюхнером.
- 26 декабря 1875 — Бенефис Н. А. Никулиной: «Волки и овцы». Ком. в 5 д. А. Н. Островского.
- 16 января 1876 — Бенефис Н. С. Васильевой: «Практичный люд» (La famille Benoiton). Ком. в 5 д. В. Сарду. Пер. с фр. И. А. Мещерского.
- 23 января 1876 — Бенефис Н. М. Медведевой: «Знай наших!». Ком. в 4 д. 6 к. Н. А. Чаева.
- 30 января 1876 — Бенефис Н. Е. Вильде: «Финансовый гений». Ком. в 4 д. А. Ф. Писемского; «Рад, не рад, открывай маскарад». Фарс-вод. в 1 д. Г. М. Коврова. Сюжет заимств.
- 8 февраля 1876 — Бенефис С. П. Акимовой: «Гений-хранитель». Ком.-шутка в 3 д. М. И. Анисимова; «Заварила кашу — расхлебывай». Фарс с пением в 2 д. В. А. Крылова. Сюжет заимств.; «Без собаки быть бы драке» (Ici, Medor). Шутка-вод. в 1 д. Перед. с фр. Н. И. Куликова.
- 7 марта 1876 — Бенефис М. Н. Ермоловой: «Овечий источник» (Местечко Фуэнте-Овехуна). Драма в 3 д., 12 к. Лопе де Вега. Пер. с исп. и приспособл. к сцене С. А. Юрьева.
- 25 апреля 1876 — Бенефис С. А. Черневского: «Забубённая головушка». Драма в 5 д. Ф. Д. Кареева; «Чему посмеешься, тому поработаешь». Вод. в 1 д. Е. П. Урусова. Перед. пьесы «Les maris me font toujours rire».

Сезон 1876/1877 г.
- 20 сентября 1876 — «Причудница». Ком. в 3 д., 6 к. Лопе де Вега. Пер. с исп. Н. М. Пятницкого: «Бедовый процесс». Ком. в 3 д. П. Голубина (П. И. Юркевича). Сюжет заимств.
- 26 сентября 1876 — Бенефис Н. М. Никифорова: «Разоренное гнездо». Ком. в стихах в 4 д. Д. Д. Минаева.
- 7 октября 1876 — Бенефис М. В. Лентовского: «Наташа, купеческая дочь, или Жених-разбойник». Драматическое представление в 2 д., 4 к. Е. И. Воронова. Сюжет заимств. из баллады Пушкина «Жених»; «Нужда скачет, нужда пляшет, нужда песенки поет». Ком. в 3 д. А. Н. Плещеева. Перед. пьесы Ю. Розена; «Парижская жизнь». (3-е д. оперетты-фарса Ж. Оффенбаха. Текст А. X. Мозера); «Спириты». Вод. в 1 д. И. Билибина (В. В. Билибина).
- 14 октября 1876 — Бенефис М. А. Дурново: «Герои биржи» (La bourse). Ком. в 5 д. Ф. Понсара. Пер. с фр. А. М. Дмитриева; «Легкое недоразумение». Ком. в 1 д. Сюжет заимств.
- 22 октября 1876 — Бенефис режиссёра А. Ф. Богданова: «Змей Горыныч». Драма в 4 д. В. Александрова (В. А. Крылова).
- 11 ноября 1876 — Бенефис Н. С. Васильевой: «Когда б он знал». Романс в 2 д. Е. Берендеева (К. А. Тарновского). Перед. пьесы «Un mari qui se derange»; «О, дружба, это ты!». Случай из холостой жизни в 2 к. Е. Берендеева и С. Райского (К. А. Тарновского).
- 18 ноября 1876 — Бенефис Н. И. Музиля: «Правда — хорошо, а счастье лучше». Ком. в 4 д. А. Н. Островского; «От преступления к преступлению». Ком.-шутка в 3 д. Г. Д. (В. А. Крылова и А. Н. Плещеева). Перед. ком. «Les pommes du voisin».
- 28 ноября 1876 — Бенефис С. П. Акимовой: «Богатырь века». Драма в 4 д. Н. А. Потехина; «Беда с любовными письмами». Ком. в 1 д. Н. И. Куликова. Сюжет заимств.; «Два медведя в одной берлоге не уживутся». Шутка в 1 д. Заимств. с фр. С. О. Бойкова.
- 6 декабря 1876 — Бенефис М. А. Решимова: «Вокруг огня не летай». Ком. в 4 д., 5 к. В. А. Александрова (В. А. Крылова). Перед. пьесы В. Сарду; «Осеннее солнышко» (L’ete de la Sait-Martin). Ком. в 1 д. А. Мельяка и Л. Галеви. Пер с фр. Н. Н. Максимова.
- 14 декабря 1876 — Бенефис К. Ф. Берга: «Дон Жуан». Ком. в 5 д. Ж.-Б. Мольера. Пер. В. И. Родиславского; «По платью встречают». Ком. в 1 д. Е. П. Урусова. Сюжет заимств.
- 26 декабря 1876 — Бенефис Н. А. Никулиной: «Карл Смелый». Ком. в 1 д. Н. И. Куликова. Сюжет заимств.; «Из огня да в полымя». Шутка в 1 д. Сюжет заимств.
- 18 января 1877 — Бенефис Е. Н. Васильевой: «Не так страшен черт, как его малюют!». Пословица в 4 д. К. А. Нарского (К. А. Тарновского). Перед. нем. пьесы «Grosstadtisch»; «Чёрная неблагодарность». Ком. в 1 д. В. А. Крылова. Сюжет заимств.
- 30 января 1877 — Бенефис Н. М. Медведевой: «Ученые барыни». Ком. в 5 д. в стихах Ж.-Б. Мольера. Пер. Д. Д. Минаева; «Охота за пациентами». Ком. в 1 д. Перед. с фр. А. Светлановым (А. X. Мозером). «Адвокаты на дворе!». Сцены петербургской жизни в 1 д. С. П. Векшина.
- 22 февраля 1877 — Бенефис Г. Н. Федотовой: «В ночь на рождество» (Назар Стодоля). В 3 д. Т. Г. Шевченко. Пер. и перед. для сцены Н. Б.
- 10 апреля 1877 — Бенефис М. Н. Ермоловой: «Лучший алькальд — король». Драма в 3 д., 12 к. Лопе де Вега. Пер. с исп. Н. М. Пятницкого; «Доктор по случаю» (Le homard). Ком. в 1 д. Пер. с фр. Ф. А. Бурдина

Сезон 1877/1878 г.
- 26 августа 1877 — Бенефис П. Я. Рябова: «Мёртвые души». Сцены в 5 к. Сост. из поэмы Н. В. Гоголя Красильниковым (П. Я. Рябовым).
- 18 сентября 1877 — Бенефис Н. М. Никифорова: «Дитя». Драма в 5 д. Перед. С. Райским (К. А. Тарновским).
- 26 сентября 1877 — Бенефис М. В. Лентовского; «Цыганский табор». Сцены из цыганского быта в 1 д. А. Н. Андреева. Музыка аранжирована П. П. Золотаренко.
- 9 октября 1877 — Бенефис С. А. Черневского: «В духе времени». Ком. в 4 д. В. Александрова (В. А. Крылова); «Прелестная незнакомка, или В первый и последний раз». Шутка в 1 д.; «На реке». Сцены из народного быта И. Ф. Горбунова.
- 23 октября 1877 — Бенефис X. И. Талановой: «Сутяги». Ком. в 3 д. Ж. Расина. Пер. в стихах Н. Л. Пушкарева; «Подросточек (Княжна Маня)». Ком. в 3 д. К. А. Тарновского. Сюжет заимств.; «Парижская масленица, или Что значат костюмы!». Ком.-вод. в 1 д. Перед. с фр. Н. П. Кичеевым.
- 28 октября 1877 — Бенефис М. А. Дурново: «Счастливый день». Сцены из уездного захолустья в 3 д. Н. Я. Соловьева.
- 8 ноября 1877 — Бенефис Н. И. Музиля: «Последняя жертва». Ком. в 5 д. А. Н. Островского; «Чудовище». Ком. в 2 д. В. Александрова (В. А. Крылова). Сюжет заимств.
- 14 ноября 1877 — Бенефис Н. С. Васильевой: «Фауст». Сцены из 1-й части трагедии в 5 переменах В. Гёте. Пер. М. П. Вронченко; «Б-а-ба». Ком. в 1 д. А. Мельяка. Пер. М. П. Федорова.
- 21 ноября 1877 — Бенефис С. П. Акимовой: «Откуда сыр-бор загорелся». Ком.-шутка в 4 д. В. Александрова (В. А. Крылова). Сюжет заимств. из «La boule» А. Мельяка и Л. Галеви; «Дядя Беккер подшутил» (Becker’s Geschichte). Оперетта в 1 д. А. Конради. Либретто Э. Якобсона. Перед. с нем. В. А. Крыловым.
- 27 ноября 1877 — Бенефис Н. А. Александрова: «Как поживешь, так и прослывешь» (La dame aux camelias). Драма в 5 д. А. Дюма-сына. Пер. с фр. В. И. Родиславского; «Бери, да помни меня!». Сцены из московской жизни в 2 д. Н. А. Кропачева.
- 6 декабря 1877 — Бенефис М. А. Решимова: «Пришла беда — растворяй ворота!». Пословица в 5 д. С. Райского (К. А. Тарновского). Содержание заимств.
- 18 декабря 1877 — Бенефис Н. М. Медведевой: «Выгодное предприятие». Ком. в 4 д. А. А. Потехина.
- 26 декабря 1877 — Бенефис Н. А. Никулиной: «Женитьба Белугина». Комедия в 5 действиях А. Н. Островского и Н. Я. Соловьева.
- 26 января 1878 — Бенефис В. А. Макшеева: «Дочь ростовщика». Драма в 4 д., 7 к. И. В. Шпажинского.
- 10 февраля 1878 — Бенефис К. Ф. Берга: «Без вины виноватые». Драма в 4 д., 5 к. Н. Н. Елизарова; «Звезда падучая». Ком.- шутка в 1 д. Г. Д. (В. А. Крылова). Фабула заимств.
- 19 марта 1878 — Бенефис Г. Н. Федотовой: «Фауст и Маргарита» Драма в 5 д., 7 к. В. Гёте. Перед. для сцены Н. Б.
- 2 апреля 1878 — Бенефис А. П. Ленского: «Король Ричард III» Драма в 5 д. В. Шекспира. Пер. А. В. Дружинина.

Сезон 1878/1879 г.
- 24 августа 1878 — Бенефис Д. В. Живокини: «Самозванцы». Ком. в 3 д. Н. И. Куликова и А. П. Шталя. Сюжет заимств.; «Студент и гризетка». Вод. в 1 д. Ф. Дюмануара и Л. Клервиля. Пер. с фр.
- 1 сентября 1878 — Бенефис П. Я. Рябова: «Маменькин сынок». Ком. в 3 д. Перед. П. А. Каратыгиным ком. «Вebe» Э. Нажака и Л. Геннекена.
- 17 сентября 1878 — Бенефис Н. М. Никифорова: «На волоске». Ком. в 3 д. Н. П. Урусова; «Между огней». Шутка в 2 д. Н. А. Воскресенского.
- 26 сентября 1878 — Бенефис Н. А. Александрова: «Генрих Гейне». Ком. в 3 д. К. А. Тарновского. Перед. «Junge Leiden»; «Супруги в западне» (Les dominos roses). Ком. в 3 д. А. Делакура и Л. Геннекена. Пер. с фр. П. А. Каратыгина.
- 6 октября 1878 — Бенефис М. А. Дурново: «Лакомый кусочек». Ком.-шутка в 3 д. В. Александрова (В. А. Крылова). Сюжет заимств. из «Nos allies»; «Хорошенькая жена». Ком. в 2 д. Перед. с фр. Е. П. Урусовым.
- 13 октября 1878 — Бенефис X. И. Талановой: «Посадник». Драматическое представление в 4 д., 5 к. в стихах и прозе А. К. Толстого.
- 27 октября 1878 — Бенефис А. П. Ленского: «Повадился кувшин по воду ходить…». Ком.-шутка в 4 к. А. Н. Плещеева. Сюжет заимств. из пьесы Э. Лабиша.
- 10 ноября 1878 — Бенефис Н. И. Музиля: «Бесприданница». Драма в 4 д. А. Н. Островского; «Маруся». Драма этюд в 1 д. Сюжет заимств. из «Le feu au couvent» Т. Баррьера; «Буль-буль, или Все невпопад». Шутка в 1 д. Перед. с фр. П. М. Шенком.
- 14 ноября 1878 — Бенефис М. П. Садовского: «Господин де Пурсоньяк». Ком. в 3 д. Ж.-Б. Мольера. Пер. Н. И. Музиля.
- 21 ноября 1878 — Бенефис С. П. Акимовой: «Майорша». Драма в 5 д. И. В. Шпажинского; «Поворот от ворот». Фарс в 2 д. с пением В. А. Крылова.
- 26 ноября 1878 — Бенефис О. А. Правдина: «В золоченой клетке». Ком. в 4 д. А. Трофимова (А. Т. Иванова).
- 6 декабря 1878 — Бенефис С. А. Черневского: «Горе-злосчастье». Драма в 5 д. В. Александрова (В. А. Крылова).
- 17 декабря 1878 — Бенефис К. Ф. Берга: «Ветренник, или Все невпопад» (L’etourdi, ou Les contre-temps). Ком. в 5 д. Ж.-Б. Мольера. Пер. В. И. Родиславского; «Очаровательный сон». Ком. в 3 д. Л. Н. Антропова. Перед. для сцены «Дядюшкиного сна» Ф. М. Достоевского.
- 26 декабря 1878 — Бенефис М. А. Решимова: «Тучки». Ком. в 3 д. К. А. Тарновского. Перед. пьесы «La joi de la maison»; «Две скорби». Драматические сцены Ф. Коппе. Пер. с фр. П. И. Вейнберга. «Бракоразводный процесс». Ком. в 3 д. Пер. Н. И. Куликова.
- 26 января 1879 — Бенефис Н. Е. Вильде: «Смерть Мессалины». Тр. в 5 д. Д. В. Аверкиева.
- 2 февраля 1879 — Бенефис Н. А. Никулиной: «На пороге к делу». Сцены в деревне в 3 д. Н. Я. Соловьева; «Добрый барин». Шутка в 1 д. А. Н. Островского. Заимств.
- 18 февраля 1879 — Бенефис М. В. Лентовского: «Виновные, но не судимые». Драма в 5 д. Бертольди (И. Н. Ге); «Цыганские песни в лицах». Оперетта в 2 д. В. А. Михалека. Либретто Н. И. Куликова.
- 25 февраля 1879 — Бенефис М. Н. Ермоловой: «Уриэль Акоста». Тр. в 5 д. К. Гуцкова. Пер. П. И. Вейнберга.
- 17 (29) марта 1879 — Евгений Онегин П. И. Чайковского. Самая первая постановка силами учащихся Московской консерватории.

Сезон 1879/1880 г.
- 26 сентября 1879 — Бенефис Н. А. Александрова: «Жизнь пережить, не поле перейти!». (Le roman d’un jeune homme pauvre). Драма в 5 д, 6 к. с прологом О. Фейе. Пер. с фр. Сем. Райского (К. А. Тарновского); «Угнетенная невинность». Ком.-шутка в 1 д. Перед. с нем. В. А. Крылова.
- 1 октября 1879 — Бенефис Н. М. Никифорова: «В доле с бесом» (La part du diable). Комич. опера в 3 д. Д. Обера. Либретто Э. Скриба. Перед. с фр. Г. А. Лишиным.
- 12 октября 1879 — Бенефис Д. В. Живокини: «Когда-то было в старину» (Маrie Tudor). Драма в 4 д. В. Гюго. Пер. О. О. Новицкого.
- 19 октября 1879 — Бенефис М. А. Дурново: «Кандидат в городские головы». Ком.-шутка в 3 д. В. А. Крылова. Сюжет заимств. из «Рapignol-candidat» Ж. Пети.
- 2 ноября 1879 — Бенефис Н. А. Никулиной: «Дикарка». Ком. в 4 д. А. Н. Островского и Н. Я. Соловьева.
- 14 ноября 1879 — Бенефис О. А. Правдина: «Так на свете все превратно». Ком.-шутка в 3 д. В. Александрова (В. А. Крылова). Сюжет заимств. из «La veuve» А. Мельяка и Л. Галеви.
- 25 ноября 1879 — Бенефис С. П. Акимовой: «Наш друг Неклюжев». Ком. в 5 д., 6 к. А. И. Пальма; «Дитя тайны» (Phenomene ou L’enfant du mystere). Фарс-вод. в 1 д. Перед. с фр. Н. А. Сабуровым.
- 30 ноября 1879 — Бенефис |Н. И. Музиля: «Сердце не камень». Ком. в 4 д. А. Н. Островского; «Разведемся». Сцены из обыденной жизни в 1 д. А. Трофимова (А. Т. Иванова); «Ёж по виду непригож, да нрав его хорош». Шутка в 1 д. Бертольди (И. Н. Ге). Сюжет заимств.
- 6 декабря 1879 — Бенефис С. А. Черневского: «Нищие духом». Драма в 4 д. Н. А. Потехина.
- 16 декабря 1879 — Бенефис Н. Е. Вильде: «Тетя Лиза». Ком. в 4 д. Г. Д. (В. А. Крылова и Н. Е. Вильде). Сюжет заимств. из пьесы П. Линдау «Tante Therese».
- 25 января — Бенефис Н. М. Медведевой: «Поздний расцвет». Драма в 5 д., 6 к. И. В. Шпажинского.
- 3 февраля — Бенефис К. Ф. Берга: «Второй брак». Драма в 4 д. И. Н. Ге.
- 9 марта — Бенефис М. В. Лентовского: «Русские романсы в лицах». 2-е отд. музыкальной мозаики Н. И. Куликова. Музыка аранжирована И. О. Рыбасовым.
- 23 марта — Бенефис И. Н. Грекова: «Очертя голову». Сцены провинциальной жизни в 4 д. А. И. Пальма; «Винт». Шутка в 1 д. Н. Е. Вильде. Сюжет заимств.
- 6 апреля — Бенефис суфлёра А. И. Курбатова: «Доктор новой школы». Комедия-шутка в 2 д. Перед. с фр. Н. П. Урусовым.

## 1880-е

#### 1880/1881
- 22 августа — Бенефис П. Я. Рябова: «Ванька-ключник». Драматический эскиз в 4 д. Л. Н. Антропова. Сюжет заимств. из народной небывальщины о Ваньке-ключнике и повести Д. В. Аверкиева.
- 8 сентября — Бенефис Н. М. Никифорова: «Фофан». Ком. в 3 д. И. В. Шпажинского.
- 19 сентября — Бенефис Д. В. Живокини: «Успех». Ком. в 4 д. В. В. (В. Н. Вильде). Сюжет заимств. из Ein Erfolg П. Линдау; «Откликнулось сердечко». Драматическая безделка в 1 д. Фабула заимств. из ком. Мюллера Sie hat sein Herz entdeckt.
- 26 сентября — Бенефис М. А. Дурново: «Дело Плеянова». Др. в 4 д. В. Александрова (В. А. Крылова). По пьесе В. Сарду Ferreol; «Постоялый двор». Сцена из народного быта И. Ф. Горбунова.
- 19 октября — «Борис Годунов». Тр. в 5 д., 14 к. с прологом (в прологе 2 к.) А. С. Пушкина.
- 6 ноября — Бенефис М. П. Садовского: «Светит, да не греет». Др. в 5 д. А. Н. Островского и Н. Я. Соловьева.
- 14 ноября — Бенефис Н. И. Музиля: «Невольницы». Ком. в 4 д. А. Н. Островского; «В камере судьи». Сцены из обыденной жизни (2 сцены) В. А. Слепцова. Перед. К. П. Шкариным.
- 21 ноября — Бенефис С. П. Акимовой: «Господа избиратели». Ком. в 5 д. А. И. Пальма.
- 30 ноября — Бенефис М. В. Ильинской: «Шалость» (Из альбома путешественника по Италии). Ком. в 3 д. В. Александрова (В. А. Крылова); «Огорчения — вместо обручения». Картины петербургской жизни в 1 д. А. Трофимова (А. Т. Иванова).
- 7 декабря — Бенефис С. А. Черневского: «В забытой усадьбе». Др. в 5 д. И. В. Шпажинского; «Под ясным небом Испании, или Кастильское слово». Оперетта-фарс в 2 д. Г. Невлянского (Г. А. Лишина). Либретто В. Манина (В. А. Артемьева).
- 12 декабря — Бенефис К. Ф. Берга: «Одним грехом более». Др. в 4 д. А. Д. Лаврова. «Виновна — но заслуживает снисхождения». Ком.-шутка в 2 д. М. В. Карнеева. Сюжет заимств. из Les femmes terribles; «Сама себя раба бьёт, коли нечисто жнёт». Ком.-шутка в 1 д. И. П. Зазулина.
- 26 декабря — Бенефис Н. М. Медведевой: «Блажь». Ком. в 4 д. А. Н. Островского, П. М. Невежина.
- 16 января — Бенефис М. А. Решимова: «Вакантное место». Ком. в 4 д., 5 к. А. А. Потехина; «Искорка». Ком. в 1 д. Э. Пальерона. Перед. А. Н. Плещеевым.
- 28 января — Бенефис Н. А. Никулиной: «В крови горит огонь желанья!». Ком. с куплетами в 2 к. Перед. К. Нарским (К. А. Тарновским) пьесы The Fickle Husbands. Музыка аранжирована С. И. Какориным.
- 2 февраля — Бенефис Н. Е. Вильде: «Блудливы — как кошки, трусливы — как зайцы». Шутка в 3 д. А. Дюрю, А. Шиво и Эрни. Пер. с фр. М. П. Садовского.

#### 1881/1882
- 20 сентября — Бенефис Д. В. Живокини: «Прославились!». Ком. в 4 д. Н. Я. Соловьева; «Жена напрокат». Вод. в 1 д. Сюжет заимств.
- 27 сентябтя — Бенефис П. Я. Рябова: «Домовой шалит». Ком.- шутка в 2 д. В. Александрова (В. А. Крылова). Сюжет заимств.
- 1 октября — Бенефис С. В. Яблочкиной: «Листья шелестят». Др. в 5 д. А. И. Сумбатова;
- 15 октября — Бенефис А. П. Ленского: «Ромео и Джульетта». Др. в 5 д. 11 к. В. Шекспира. Пер. Н. П. Грекова
- 25 октября — Бенефис Н. Е. Вильде: «Богдан Хмельницкий». Историческая драма в 5 д., 11 к. с прологом в стихах и прозе Н. В. Маклакова.
- 30 октября — Бенефис О. А. Правдина: «Арахнея, или Где паук, там и мухи». Комедия в 5 д. Н. Е. Вильде.
- 5 ноября — Бенефис М. А. Дурново: «Город упраздняется». Ком. в 4 д. В. А. Крылова и К. К. Случевского; «Охота смертная, да участь горькая». Ком.- шутка в 1 д. Перед. пьесы La Dedicace Ж. Пети и И. Раймона.
- 25 ноября — Бенефис М. Н. Ермоловой: «Корсиканка» (Gulnara la Corsa). Др. в 4 д. в стихах Л. Гуальтиери. Пер. с итальянск. М. П. Садовского.
- 6 декабря — Бенефис М. В. Лентовского: «Правые и виноватые». Сцены из деревенской жизни в 4 д., 5 к. А. Трофимова (А. Т. Иванова); «Майская ночь, или Утопленница». Ком. в 3 д., 4 к. с пением, хорами и малороссийскими плясками В. Александрова (В. А. Крылова). Сюжет заимств. из повести Н. В. Гоголя.
- 13 декабря — Бенефис М. А. Решимова: «На законном основании». Ком. в 3 д. К. А. Тарновского; «Меньшая братия». Сц. в 2 д. Пер. с фр. С. А. Милова.
- 20 декабря — Бенефис Н. И. Музиля: «Таланты и поклонники». Ком. в 4 д. А. Н. Островского; «Перелётные птицы». Школьные проделки провинциальных актёров в 2 д. с пением М. В. Лентовского. Музыка составлена и аранжирована П. П. Золотаренко.
- 27 декабря — Бенефис Н. А. Никулиной: «Помешанная». Драматич. сцена в 4 д. Н. Д. Павлова. Сюжет заимств. из рассказа В. П. Буренина.
- 4 апреля — Бенефиc помощника режиссёра А. М. Кондратьева: «Отжитое время». Др. в 5 д., 6 к. А. В. Сухово-Кобылина.
- 16 апреля — «Путеводная звезда» (Из мира кулис). Драматический этюд в 4 д. Холмина (Вл. А. Александрова).

#### 1882/1883
- 9 сентября — «Где любовь, там и напасть». Др. в 5 д. И. В. Шпажинского.
- 5 октября — «Шиповник». Сц. в 3 д. Влад. Иванова (Вл. И. Немировича-Данченко).
- 11 ноября — «Золотые сердца». Ком. в 5 д. В. Н. Назарьева.
- 21 ноября — Бенефис Д. В. Живокини: «Старое по-новому». Ком. в 4 д. П. М. Невежина и А. Н. Островского.
- 17 декабря — «Наши американцы». Ком. в 4 д., 5 к. Вл. И. Немировича-Данченко.
- 26 декабря — Бенефис П. Я. Рябова: «Красавец-мужчина». Ком. в 4 д. А. Н. Островского.
- 16 января — Бенефис С. А. Черневского: «Надя Муранова» («Не ко двору»). Ком. в 5 д. В. А. Крылова; «Сердечная канитель». Ком. в 1 д. М. В. Карнеева. Фабула заимств.
- 13 февраля — Бенефис Н. М. Медведевой: «Медовый месяц». Др. в 5 д. Н. Я. Соловьева. «Козочка». Драматический эскиз в 1 д. А. Трофимова (А. Т. Иванова).
- 20 февраля — Бенефис Н. И. Музиля: «Ликвидация». Ком. в 1 д. Э. Э. Матерна.
- 25 апреля — «Современный люд». Пьеса в 5 д., 6 к. А. Алексеева (А. А. Бренко).
- 5 мая — «Наши пятницы». Ком.-шутка в 3 д. А. Б.

#### 1883/1884
- 6 сентября — «Счастливый брак». Ком. в 4 д. М. Н. Владыкина.
- 16 сентября — «Ликвидация». Ком. в 4 д. Н. Я. Соловьева.
- 22 сентября — «Поветрие». Шутка в 1 д. Ф. А. Бурдина и Н. Д. Павлова.
- 10 октября — «Около денег». Др. в 5 д. В. А. Крылова. Перед. из романа А. А. Потехина.
- 31 октября — «Севильский цирюльник». Комедия в 4 д. Бомарше. Пер. М. П. Садовского. «Бабье дело». Шутка в 1 д., 2 к. А. Н. Канаева.
- 4 ноября — «Если женщина решила, так поставит на своём». Ком. в 1 д. И. М. Булацеля.
- 15 ноября — «Медея». Др. в 4 д., 5 к. А. С. Суворина и В. П. Буренина.
- 18 ноября — «Школа гостеприимства». Шутка в 2 д. А. Н. Канаева.
- 29 ноября — «Жениха! Жениха!». Фарс А. Н. Канаева.
- 7 декабря — «Старые счёты». Ком. в 5 д. П. Д. Боборыкина; «По гнёздышку и птичка». Ком. в 1 д. И. М. Булацеля.
- 21 декабря — «Пчела и трутни». Картины в 3 д. А. Трофимова (А. Т. Иванова); «Любочка». Шутка в 1 д. А. Мельяка и Л. Галеви. Пер. с фр. А. Н. Плещеева.
- 15 января — Бенефис Н. А. Никулиной: «Без вины виноватые». Комедия в 4 д. А. Н. Островского; «Супружеское счастье». Ком. в 3 д. Н. Северина (Н. И. Мердер).
- 29 января — Бенефис М. Н. Ермоловой: «Орлеанская дева». Тр. в 4 д., 9 к. Ф. Шиллера. Пер. В. А. Жуковского.
- 5 февраля — Бенефис С. П. Акимовой: «Мечтатели». Ком. в 4 д. Н. Д. Павлова. Перед. его пьесы «Мытари и фарисеи»; «По привычке». Ком. в 1 д. А. М. Невского; «На всероссийскую выставку». Ком.-шутка в 3 д. В. И-ского (Ильменского — В. Г. Боголепова) и А. К-ва.
- 16 апреля — «В родственных объятиях». Семейная быль в 4 д. В. С. Лихачёва.

#### 1884/1885
- 31 августа — «Братья Ранцау». Комедия в 4 д. Э. Эркмана и А. Шатриана. Пер. В. А. Крылова; «В пансионе». Ком. в 2 д. А. Привольского (Л. Ф. Васильева).
- 19 сентября — «Доктор Мошков». Пьеса в 4 д. П. Д. Боборыкина.
- 8 октября — «Чародейка». Трагедия в 5 д. И. В. Шпажинского.
- 18 октября — «На зыбкой почве». Комедия в 4 д. П. М. Невежина.
- 31 октября — «По ложным следам». Ком. в 4 д. Мозера. Пер. Э. Э. Матерна.
- 6 ноября — «Призраки счастья». Ком. в 4 д. В. А. Крылова (и И. А. Всеволожского).
- 21 ноября — Бенефис Н. Е. Вильде: «Тёмный бор». Др. в 4 д. Вл. И. Немировича-Данченко; «От искры разгорелось». Ком. в 3 д. Г. Ш. (А. П. Шталя). Перед. с нем.
- 29 ноября — «Муж знаменитости». Ком. в 4 д. А. И. Сумбатова.
- 6 декабря — Бенефис О. А. Правдина: «Надо разводиться». Ком. в 3 д. В. А. Крылова. Перед. ком. Divorcons.
- 7 января — Бенефис В. А. Макшеева: «Рубль». Ком. в 4 д. А. Ф. Федотова.
- 16 января — Бенефис Г. Н. Федотовой: «Не от мира сего». Сц. в 3 д. А. Н. Островского; «Случай выручил». Сц. в 3 д. Н. Я. Соловьева.
- 3 апреля — «Мессалина». Др. в 4 д., 5 к. В. П. Буренина. Перед. пьесы П. Косса.
- 19 апреля — «Два таланта». Др. в 5 д. О. А. Шапир.
- 29 апреля — «Комитет попечения о бедных». Ком. в 3 д. Королева (О. П. Григоровича).

#### 1885/1886
- 16 сентября — «Через край». Комедия в 3 д. В. А. Тихонова.
- 30 сентября — «Побеждённый Рим». Трагедия в 5 д. А. Пароди. Пер. с фр. в стихах А. Ф. Федотова.
- 14 октября — «Птенчик упорхнул». Комедия в 1 д. В. Д. К. (Коссинского).
- 28 октября — «В поместье Повадаевой». Комедия в 4 д. Н. Е. Вильде.
- 6 ноября — «Простая история». Драма в 5 д. И. В. Шпажинского; «Ночь после бала». Комедия в 1 д. Пер. с фр. Н. Н. Максимова.
- 21 ноября — Бенефис Ф. П. Горева: «Волк». Ком в 4 д. А. Ф. Федотова.
- 1 декабря — Бенефис О. О. Садовской: «Душа — потёмки». Сц. в 3 д. М. П. Садовского.
- 30 декабря — «Баловень». Ком. в 3 д. В. А. Крылова.
- 6 января — Бенефис А. И. Южина: «Друзья детства». Драма в 5 д. П. М. Невежина.
- 19 января — Бенефис К. Н. Рыбакова: «Воевода». Сц. в 5 д. А. Н. Островского.
- 29 января — «Разрыв». Ком. в 4 д. Н. Я. Соловьева.
- 14 февраля — Бенефис М. Н. Ермоловой: «Мария Стюарт». Трагедия в 5 д. Ф. Шиллера. Пер. А. А. Шишкова.

#### 1886/1887
- 24 сентября — «Клеймо». Драма в 4 д. П. Д. Боборыкина.
- 13 октября — «Сам себе враг». Драма в 5 д. И. В. Шпажинского.
- 26 октября — Бенефис И. Н. Грекова: «Арказановы». Ком. в 5 д. А. И. Сумбатова; «Горящие письма». Ком. в 1 д. П. П. Гнедича.
- 30 октября — «Ночь на даче». Комедия-шутка в 2 д. А. П. Шталя.
- 18 ноября — «Семья». Ком. в 4 д. В. А. Крылова.
- 21 ноября — «Медведь сосватал». Ком. в 1 д. В. А. Крылова.
- 12 декабря — «Звезда Севильи». Драма в 5 д. Лопе де Вега. Пер. С. А. Юрьева.
- 26 декабря — Бенефис Н. А. Никулиной: «Самородок». Ком. в 4 д. (И. Н. Ге и И. А. Салова; «Жена Сократа». Комедия в 1 д. Т. де Банвиля. Пер. А. Д. Мысовской.
- 26 января — «В деревне». Драма в 5 д. А. Ф. Федотова.
- 13 апреля — «Соловушка». Сцена в 3 д. И. В. Шпажинского; «Из нынешних». Ком. в 2 д. Пер. с фр. А. Н. Плещеева.
- 15 мая — «С той стороны». Ком. в 1 д. В. А. Крылова.

#### 1887/1888
- 4 сентября — «Козырь». Ком. в 4 д. В. А. Тихонова.
- 11 сентября — «Из суеты житейской». Комедия в 4 д. Н. Е. Вильде.
- 13 октября — «Вторая молодость». Драма в 4 д. П. М. Невежина.
- 27 октября — «Счастливец». Ком в 4 д. Вл. И. Немировича-Данченко; «Секретное предписание». Ком. в 1 д. В. А. Крылова.
- 15 ноября — Бенефис С. А. Черневского: «Княгиня Курагина». Др. в 5 д. И. В. Шпажинского.
- 29 ноября — Бенефис Н. М. Медведевой: «С бою». Ком. в 4 д. П. Д. Боборыкина; «На военном положении». Шутка в 1 д. А. Трофимова (А. Т. Иванова).
- 27 декабря — Бенефис помощника режиссёра А. М. Кондратьева: «Зимняя сказка». Ком. в 5 д. В. Шекспира. Пер. А. Л. Соколовского.
- 17 января — Бенефис П. Я. Рябова: «Хрущёвские помещики». Ком. в 4 д. А. Ф. Федотова.
- 7 февраля — Бенефис М. Н. Ермоловой: «Эгмонт». Трагедия в 5 д. Гёте, Иоганн Вольфганг фон В. Гёте. Пер. В. А. Крылова и П. И. Вейнберга.
- 23 февраля — Бенефис А. П. Ленского: «Отелло». Трагедия в 5 д. В. Шекспира. Пер. П. И. Вейнберга.
- 3 марта, утро — «В потёмках». Ком. в 1 д. Перед. с фр. П. И. Бабиным.
- 29 апреля — «Дочь короля Рене». Др. в 1 д. Г. Герца. Перед. с датск. В. Р. Зотовым.

#### 1888/1889
- 5 сентября — «Искупление». Драма в 4 д. Вл. А. Александрова.
- 19 сентября — «Друг Фритц». Комеди в 3 д. Э. Эркмана и А. Шатриана. Пер. Э. Э. Матерна.
- 21 сентября — «В плену». Ком. в 3 д. Н. Осипова (Н. О. Ракшанина). Сюжет заимств.
- 6 октября — «Цепи». Драма в 4 д. А. И. Сумбатова.
- 11 октября — «Случайно случившийся случай». Фарс в 1 д. Г. Н. Грессера.
- 24 октября — «В старые годы». Др. в 5 д. И. В. Шпажинского.
- 15 ноября — «Правительница Софья». Историч. др. в 5 д., 9 к. В. А. Крылова и П. Н. Полевого.
- 7 декабря — «Последняя воля». Ком. в 4 д. Вл. И. Немировича-Данченко.
- 27 декабря — Бенефис Н. Е. Вильде: «В Шильонском замке». Тр. в 5 д. А. Ф. Федотова.
- 29 декабря — «Бедовая вдовушка». Ком.-шутка в 1 д. И. П. Зазулина.
- 16 января — Бенефис Н. А. Никулиной: «Татьяна Репина». Ком. в 4 д. А. С. Суворина; «Чрезвычайное происшествие». Ком. в 2 д. Н. Я. Соловьева.
- 30 января — Бенефис М. П. Садовского: «Теофано». Тр. в 4 д. Д. В. Аверкиева; «Русский и немец». Шутка в 2 д. А. Трофимова (А. Т. Иванова).
- 13 апреля — «Шпионы». Эпизод из шведской войны в 1 д. И. В. Шпажинского; «Благотворительные дамы». Сц. в 4 д. Д. А. Мансфельда[* 3] (по А. Ларронжу).
- 21 апреля — «Под властью сердца». Др. в 4 д., 5 к. И. Н. Лодыженского.
- 27 сентября — «В селе Знаменском». Пьеса в 4 д. Вл. А. Александрова; «Час в неделю». Ком.- шутка в 1 д. М. А. Милорадовича.
- 11 октября — «Разлад». Др. в 4 д. В. А. Крылова.
- 26 октября — «Водоворот». Др. в 5 д. И. В. Шпажинского.
- 15 ноября — Бенефис Ф. П. Горева: «Эрнани». Др. в 5 д. в стихах В. Гюго. Пер. С. С. Татищева.
- 28 ноября — Бенефис В. А. Макшеева: «За наследство». Драма в 3 д. Л. Кано-и-Мазас. Пер. Е. Н. Астальцевой; «Господа защитники». Шутка в 2 д. В. А. Крылова.
- 12 декабря — Бенефис О. А. Правдина: «Божья коровка». Ком. в 4 д. П. Д. Боборыкина.
- 27 декабря 1889 — «Виктор Павлович Пичужкин». Сц. в 4 д. А. Ф. Федотова.
- 15 января — Бенефис Г. Н. Федотовой: «Макбет». Тр. в 5 д. У. Шекспира. Перевод С. А. Юрьева.
- 30 января — Бенефис М. Н. Ермоловой: «Федра». Трагедия в 5 д. Ж. Расина. Пер. М. П. Садовского; «Семь бед —один ответ» Комедия-шутка в 1 д. Ф. Хел. Перед. Н. Ф. Арбениным.
- 9 апреля — «Севильский обольститель» Др. в 4 д., 5 к. А. Н. Бежецкого (А. Н. Маслова).
- 16 апреля — «Озимь». Др. в 4 д. А. А. Лугового (А. А. Тихонова).
- 24 апреля — «Фотограф-любитель». Шутка в 1 д. Э. Э. Матерна.

## 1890-е

#### 1890/1891
- 21 августа — «Ловушка». Ком. в 1 д. Н. Осипова (Н. О. Ракшанина).
- 6 сентября — «Сестры Саморуковы». Драматический этюд в 3 д. (И. А. Всеволожского).
- 21 сентября — «Старая сказка». Ком. в 4 д. П. П. Гнедича.
- 3 октября — «Симфония». Пьеса в 5 д. М. И. Чайковского.
- 10 октября — «Утро с сюрпризами». Дачные сцены в 1 д. С. М. Нестерова.
- 18 октября — «Смерть Агриппины». Др. в 5 д. В. П. Буренина.
- 30 октября — «Новое дело». Ком. в 4 д. Вл. И. Немировича-Данченко.
- 1 ноября — «Приданое принимают». Ком. в 1 д. М. В. Ларионова.
- 7 ноября — «В следующий раз» (La scene a faire). Сц. монолог в 1 д. Э. Грене-Данкура. Пер. с фр. Ф. А. Куманина.
- 13 ноября — Бенефис О. О. Садовской: «Пария». Др. в 1 д. М. Бэра. Пер. в стихах Н. Ф. Арбенина; «Девичий переполох». Комедия в 4 д. из времен XVII ст. В. А. Крылова.
- 27 ноября — Бенефис Н. И. Музиля: «Виндзорские проказницы». Комедия в 5 д. Шекспира. Перевод, приспособление для сцены, А. Л. Соколовского.
- 11 декабря — Бенефис К. Н. Рыбакова: «Под гнётом утраты». Др. этюд в 1 д. Г. Д. (В. А. Крылова). Мотив заимств.; «Вольная волюшка». Драма из времён Ивана Грозного в 5 д., 6 к. И. В. Шпажинского.
- 26 декабря — «Царь Иоанн IV». Хроника в 5 д., 9 к. с прологом А. И. Сумбатова.
- 18 января — Бенефис И. П. Уманец-Райской: «Ранняя осень». Др. в 4 д. Е. П. Карпова.
- 22 января — Гастроли М. Г. Савиной: «Женя». Этюд с натуры в 1 д. П. П. Гнедича.
- 28 января — «Дети отцов своих». Комедия в 4 д. А. Ф. Федотова.
- 5 февраля — «Трудная доля». Драма в 5 д., 6 к. С. А. Еникеевой. «По кровавым следам». Фарс в 1 д. Г. Н. Грессера.
- 20 февраля — Бенефис А. И. Южина: «Рюи Блаз». Драма в 5 д. В. Гюго. Пер. Д. Д. Минаева; «Предложение». Шутка в 1 д. А. П. Чехова.

#### 1891/1892
- 6 сентября — «Жизнь Илимова». Будничная драма в 5 д. В. С. Лихачева.
- 20 сентября — «Осколки минувшего». Комедия в 5 д., 6 к. И. Н. Ге. Перед. из повести Вс. Крестовского «В ожидании лучшего»; «Перед камином». Комедия в 1 д. Н. В. Карелина (Н. В. Дризена). Сюжет заимств.
- 30 сентября — «В неравной борьбе». Др. в 4 д. Вл. А. Александрова; «Жоржинька». Ком.-шутка в 2 д. Чека (Ф. А. Куманина).
- 8 октября — «Шато-Икем». Ком. в 1 д. Перед. с фр. Н. Севериным (Н. И. Мердер).
- 14 октября — Бенефис С. В. Яблочкиной: «Гамлет, принц датский» Трагедия в 5 д., 14 к. Шекспира с сокращениями согласно требований сцены. Пер. П. П. Гнедича.
- 25 октября — «Душа-человек». Комедия в 4 д. И. В. Шпажинского.
- 5 ноября — «Аргунин (Отрава жизни)». Комедия в 4 д. В. А. Крылова.
- 15 ноября — «Компаньоны». Комедия в 4 д. П. М. Невежина.
- 29 ноября — Бенефис С. А. Черневского: «Имогена» («Цимбелин»). Др. в 5 д. В. Шекспира. Пер. С. А. Юрьева; «Шашки». Шутка в 1 д. Н. Криницкого (Н. И. Тимковского).
- 12 декабря — Бенефис Н. В. Рыкаловой: «Плоды просвещения». Ком. в 4 д. Л. Н. Толстого.
- 14 января — Бенефис Г. Н. Федотовой: «Северные богатыри». Др. в 4 д. Г. Ибсена. Пер. Н. Мирович (3. С. Ивановой); «Женский вопрос». Фарс в 2 д. Л. Фульды. Пер. с нем. Н. Ф. Арбенина.
- 24 января — Бенефис Н. А. Никулиной: «Тёща» (Serge Panine). Др. в 5 д. Ж. Онэ. Пер. К. А. Тарновского и Э. Э. Матерна.
- 5 февраля — Бенефис М. Н. Ермоловой: «Сафо». Трагедия в 5 д. Ф. Грильпарцера. Пер., приспособл. для русской сцены Н. Ф. Арбенина; «Встреча». Картинки в 1 д. П. П. Гнедича.
- 10 апреля — «Наваждение». Ком. в 3 д. Н. Криницкого (Н. И. Тимковского) и А. Воронежского (А. А. Кудрявцева).
- 14 апреля — «Порыв». Драма в 4 д. Н. О. Ракшанина.

#### 1892/1893
- 16 августа — «Свои люди — сочтёмся». Комедия в 4 д. А. Н. Островского.
- 24 августа — «Скупой». Комедия в 5 д. в прозе Ж.-Б. Мольера. Пер. с фр. С. Т. Аксакова.
- 11 сентября — «За право и правду». Бытовая др. в 5 д. начала XVI столетия П. Н. Полевого. Новые декорации А. Ф. Гельцера (1-е д.— поемный луг, 5-е д.— церковная ограда около городской стены).
- 21 сентября, понедельник — «Перекати-поле». Картины современной жизни в 4 д. П. П. Гнедича; «Бедовая бабушка». Вод. в 1 д. А. Н. Баженова.
- 2 октября — «Жертва». Драма в 5 д. И. В. Шпажинского; «Летняя картинка». В 1 д. Т. Л. Щепкиной-Куперник.
- 16 октября — Бенефис А. П. Ленского: «Граф де Ризоор». (Раtrie!). Драма в 5 д., 7 к. В. Сарду. Пер. с фр. Н. Ф. Арбенина. Новая декорация А. Ф. Гельцера (3-е д., 2-я к. — ратуша).
- 4 ноября — «В родном углу». Ком. в 4 д. П. М. Невежина.
- 9 ноября — «Гусь лапчатый». Др. в 5 д. И. А. Салова.
- 13 ноября — Бенефис О. А. Правдина: «Дмитрий Самозванец и Василий Шуйский». Др. хроника в 5 д., 12 сц. А. Н. Островского.
- 27 ноября — «Без предрассудков». Ком в 4 д. В. А. Крылова. Перед. из ком. А. Дюма-сына Les idees de madame Aubray.
- 14 декабря — «Мария Шотландская». Др. в 5 д., 5 к. Б. Бьернсона. Пер. с датск. П. Г. Ганзена. Музыка, принадлежащая к драме, Р. Нурдрока. Новые декорации А. Ф. Гельцера (1-е д.— зал, 2-е д.— комната Нокса).
- 15 января — Бенефис Ф. П. Горева: «Якобиты». Драма в 5 д. в стихах Ф. Коппе. Пер. с фр. А. А. Слепцова. Музыка, принадлежащая к драме, А. Ф. Арендса, новые декорации А. Ф. Гельцера (1-е д. — перед сельским кладбищем, 2-е д.— лагерь и 4-е д.— комната на ферме); «Ирэн». Ком. в 1 д. Т. Л. Щепкиной-Куперник.
- 27 января — Бенефис М. П. Садовского: «Волки и овцы». Комедия в 5 действиях А. Н. Островского.
- 7 апреля — «Жрица искусства» «Свободная художница»). Ком. в 4 д. Е. П. Карпова.
- 14 апреля — «Сосед и соседка». Вод. в 1 д. Пер. с фр. П. Н. Баташева. Музыка Ю. Г. Гербера.
- 21 апреля — «Изломанные люди». Пьеса в 4 д. Вл. А. Александрова.

#### 1893/1894
- 20 августа — «Брак». Комедия в 3 д. П. П. Гнедича. Перед. из ком. П. Вольфа Les maris de leurs filles.
- 30 августа — «Собака садовника» (El perro del hortelano). Ком. в 3 д., 5 к. Лопе де Вега. Пер. А. Бежецкого (А. Н. Маслова).
- 3 сентября — «Угнетённая невинность». Ком.- шутка в 1 д. Перед. с нем. В. А. Крыловым.
- 6 сентября — «В такую ночь!». Комедия в 3 д. М. Н. Бухарина.
- 12 сентября — «Граф-литограф, или Честолюбивая штопальщица». Вод. в 1 д. Перед. с фр. Д. Т. Ленским.
- 17 сентября — «Серёжа». Вод. в 1 д. Перед. с нем.; «Предрассудки». Ком. в 4 д. М. И. Чайковского.
- 1 октября — «Спорный вопрос». Драма в 4 д. Вл. А. Александрова.
- 11 октября — «Венецейский истукан». Картины московской жизни XVII века в 4 д. П. П. Гнедича. Декорации А. Ф. Гельцера. «Добрый барин». Шутка в 1 д. А. Н. Островского. Сюжет заимств.
- 15 октября — «Вечность в мгновении». Драма этюд в 1 д. Т. Л. Щепкиной-Куперник.
- 22 октября — «Расплата» («Эгоисты»). Драма в 4 д. Е. П. Гославского. «Из-за мышонка» (La sourisiere). Ком. в 1 д. А. Розо. Перед. Л. К. М. (Л. К. Людвиговым).
- 2 ноября — «Накануне золотой свадьбы». Шутка в 1 д. Г. Н. Грессера; «Ночи безумные!.». Др. картины в 3 д. А. В. Деденева; «Дочь короля Рене». Лирическая др. в 1 д. в стихах Г. Герца. Пер. с нем. В. Р. Зотова (На сайте Малого театра: В. Р. Золотова[14]).
- 12 ноября — Бенефис Е. К. Лешковской: «Бешеные деньги». Ком. в 5 д. А. Н. Островского. Декорация А. Ф. Гельцера (1-е д.— сад); «Это мой маленький каприз». Ком. в 1 д. Сюжет заимств.
- 26 ноября — «Сельская честь». Сцены из итальянской народной жизни в 1 д. Дж. Верга. Пер. с итальянск. А. А. Веселовской.
- 29 ноября — «Кручина». Др. в 5 д. И. В. Шпажинского; «Я играю большую роль!». Шутка в 1 д. Д. В. Гарина-Виндинга.
- 13 декабря — «На тот свет». Комедия-шутка в 1 д. Г. Н. Грессера; «Жизнь». Пьеса в 4 д. И. Н. Потапенко.
- 27 декабря — «Аррия и Мессалина». Трагедия в 5 д., 6 к. в стихах А. Вильбрандта. Пер. П. К. Бронникова.
- 14 января — «У страха глаза велики». Шутка в 1 д. Н. Криницкого (Н. И. Тимковского); «Сестра Нина». Др. в 4 д. П. М. Невежина.
- 28 января — Бенефис А. И. Южина: «Дон Карлос, инфант испанский». Тр. в 5 д., 12 к. Ф. Шиллера. Пер. с нем. И. Н. Грекова. Декорации К. Ф. Вальца (3-е д.) и А. Ф. Гельцера; «Жених нарасхват». Шуточн. вод. в 1 д. Перед. с фр. Д. Т. Ленским.
- 8 февраля — Бенефис Г. Н. Федотовой: «В детской». Картинка в 1 д. Т. Л. Щепкиной-Куперник; «Василиса Мелентьева». Др. в 5 д. в стихах А. Н. Островского и С. А. Гедеонова. Декорации П. А. Исакова; «Съехались, перепутались и разъехались». Вод.- фарс в 1 д. И. М. Никулина (муж актрисы Л. Н. Никулиной-Косицкой).
- 18 февраля — Бенефис М. Н. Ермоловой: «Равеннский боец». Тр. в 5 актах Ф. Гальма (Ф. Мюнх-Беллингаузена)). Пер. В. К-го (Вс. Крестовского) [П. Д. Хвощинской-Зайончковской?>. Музыка, принадлежащая к трагедии, А. Ф. Арендса. Декорации А. Ф. Гельцера; «Картинка с натуры». Пьеса в 1 д. С. И. Турбина.
- 24 апреля — «Первая муха». Ком. в 3 д. В. Л. Величко.

#### 1894/1895
- 19 августа — «Сиятельный зять» (Le gendre de M. Poirier). Ком. в 4 д. Э. Ожье и Ж. Сандо. Пер. с фр. А. Д. Мясоедова.
- 19 сентября — «Рай земной». Ком. в 5 д. Е. П. Карпова.
- 21 сентября — «В разлуке». Ком. в 4 д. Е. П. Гославского. Декорации А. Ф. Гельцера; «Бэби». Ком в 3 д. Н. Северина (Н. И. Мердер).
- 7 октября — «Непогрешимый». Ком. в 5 д., 6 к. П. М. Невежина; «Если женщина решила, то поставит на своём!». Ком. в 1 д. И. М. Булацеля.
- 17 октября — «Капризница». Ком. в 1 д. П. А. Фролова.
- 19 октября — «У своих». Ком. в 5 д. П. Д. Боборыкина. Новая декорация А. Ф. Гельцера (4-е д.).
- 1 января — «Стряпчий под столом». Вод. в 2 д. Пер. с фр. Д. Т. Ленского.
- 2 января — Бенефис К. Н. Рыбакова: «Золото». Ком. в 4 д. Вл. И. Немировича-Данченко; «Школа мужей». Ком. в 3 д. в стихах Ж.-Б. Мольера. Перед. с фр. А. А. Григорьева.
- 8 января, утро — «На пороге к делу». Сцены в деревне в 3 д. Н. Я. Соловьёва. [Пост. реж. А. П. Ленского; «Веер». Ком. в 3 д. К. Гольдони. Пер. с итальянок. Н. М. Спасского. [Пост. реж. А. П. Ленского
- 8 января — «Парики». Шуточная оперетта в 4 к. Перед. с фр. К. А. Тарновским и Ф. М. Рудневым. Музыка из опер, балетов, водевилей и романсов набрана и составлена А. К. Колосовым; некоторые номера П. П. Булахова.
- 13 января — Бенефис М. П. Садовского (за 25-летнюю службу): «Спириты». Вод. в 1 д. И. Билибина (В. В. Билибина).
- 15 января, утро — «Трудовой хлеб». Сцены из жизни захолустья в 4 д. А. Н. Островского. Пост. реж. А. П. Ленского.
- 22 января — Бенефис В. А. Макшеева: «Горькая судьбина». Др. в 4 д. А. Ф. Писемского; «Поветрие». Ком.-шутка в 3 д. Н. Н. Вильде.
- 29 января — «Она жизнь поняла…» Др. этюд в 1 д. Leo Felis Л. Г. Гельмана.
- 3 февраля — Бенефис Н. И. Музиля: «Невольницы». Ком. в 4 д. А. Н. Островского; «Общество поощрения скуки». Ком. в 3 д. В. Александрова В. А. Крылова. Переделана из ком. Э. Пальерона Le monde ou l’on s’ennuie.
- 11 апреля — Бенефис О. О. Садовской: «Последняя жертва». Ком. в 5 д. А. Н. Островского; «Пансионерка». Ком. в 1 д. Пер. с фр. К. А. Тарновского и Ф. М. Руднева.
- 16 апреля — «Душегубы». Шутка в 1 д. В. В.
- 17 апреля — «Лопухи». Ком. в 4 д. П. П. Гнедича; «Уездный Шекспир». Ком. в 1 д. И. Я. Гурлянда.
- 21 апреля — «Анна Кервиле». Ком. в 1 д. Э.-В. Легуве. Пер. с фр. С. К. (С. А. Кеттлер).

#### 1895/1896
- 22 августа — «Жених из долгового отделения». Ком. в 1 д. И. Е. Чернышева.
- 25 августа — «Мираж». Ком. в 5 д. А. А. Вербицкой.
- 15 сентября — «Родина» (Heimat). Др. в 4 д. Г. Зудермана. Пер. с нем. Ф. А. Куманина; «Газета напутала». Шутка в 1 д. И. М. Булацеля.
- 17 сентября — «Не война и не мир». Оригинальная ком.-шутка в 3 д. С. Т.
- 2 октября — «Два лагеря». Ком. в 4 д. Н. И. Тимковского; «Лолотта». Ком. в 1 д. А. Мельяка и Л. Галеви. Пер. с фр. Т. К. (Т. Л. Щепкиной-Куперник?).
- 17 октября — «Дворянское гнездо». Др. в 4 д., 6 к. (По И. С. Тургеневу) П. И. Вейнберга; «Месть амура». Лир. сказка в 1 д. Т. Л. Щепкиной-Куперник.
- 31 октября — Бенефис реэиссёра С. А. Черневского: «Старый закал». Др. в 5 д. А. И. Сумбатова. Новые декорации К. Ф. Вальца (2-е и 3-е д.— крепость в горах на Кавказе) и А. Е. Баранова (5-е д.— ущелье в горах на Кавказе).
- 15 ноября — «Честь». Ком. в 4 д. Г. Зудермана. Пер. с нем. В. А. Крылова.
- 19 ноября — «Кубок». Тр. в 2 д., 4 к. А. Тениссона. Пер. с англ. Н. Мирович (3. С. Ивановой.
- 29 ноября — Бенефис Н. А. Никулиной: «Власть тьмы, или Коготок увяз, всей птичке пропасть». Др. в 5 д., 7 к. Л. Н. Толстого. Новые декорации К. Ф. Вальца.
- 10 декабря, утро — «Пучина». Сцены из московской жизни в 4 к. А. Н. Островского. Пост. реж. А. П. Ленского.
- 12 декабря — Бенефис Ф. П. Горева: «Король Лир». Трагедия в 5 д., 12 к. У. Шекспира. Пер. с англ. А. В. Дружинина. Новая декорация И. Ф. Савицкого (5-е д. 1-я к.— внутренность палатки); «При должности». Сцены в 1 д. П. М. Невежина.
- 13 декабря — «Любовное зелье, или Цирюльник-стихотворец». Опера-вод. в 1 д.
- 17 декабря, утро — «Гроза». Др. в 5 д. А. Н. Островского. Пост. реж. А. П. Ленского.
- 18 декабря — «Гувернантка». Ком.-шутка в 1 д. Н. И. Тимковского.
- 27 декабря — Бенефис артистов и артистов драматической труппы 2-го разряда: «Тёмная сила». Др. в 5 д. И. В. Шпажинского.
- 28 декабря — «Книга III, глава 1». Ком. в 1 д. Пер. с фр.
- 21 января, утро — «Женитьба». Ком. в 2 д., 3 к. Н. В. Гоголя. Пост. реж. А. П. Ленского?; «Ночное». Летняя сцена из русского быта в 1 д. М. А. Стаховича. Пост. реж. А. П. Ленского.
- 31 марта — «Нахлебник». Ком. И. С. Тургенева (1-е д.).
- 4 апреля — «Это моя дочь». Вод. в 1 д. Пер. с фр. Ф. М. Руднева.
- 17 апреля — «Он в отставке». Сц. в 1 д. А. С. Суворина.
- 21 апреля, утро — «Воевода» («Сон на Волге»). Сцены из народной жизни XVII века в 5 д. с прологом А. Н. Островского. Пост. реж. А. П. Ленского.
- 2 мая — «Чашка чаю». Ком. в 1 д. Пер. с фр. М. Д. де Вальден и А. Кейзер (А. Ф. Гретман).
- 3 мая — «Жена Сократа». Ком. в 1 д. в стихах Т. де Банвиля. Пер. с фр. А. Д. Мысовской.
- 7 мая — «Акростих». Пьеса в 1 д. Аэнве (А. Н. Витмера).

#### 1896/1897
- 27 августа — «По разным дорогам». Ком. в 5 д. Аэнве (А. Н. Витмера).
- 12 сентября — «Бесчестные» (Disonesti). Др. в 3 д. Дж. Роветты. Пер. с итальянск. А. А. Веселовской.
- 29 сентября, утро — «Каширская старина». Др. в 5 д., 8 к. Д. В. Аверкиева (фабула взята из народного предания). Пост. реж. А. П. Ленского.
- 30 сентября — «Своя рука — владыка». Др. в 4 д. П. Д. Боборыкина.
- 11 октября — «Грех попутал». Др. в 5 д. И. В. Шпажинского. Декорации А. Ф. Гельцера.
- 23 октября — «Выше судьбы». Др. в 4 д. П. М. Невежина.
- 27 октября, утро — «Недоросль». Ком. в 5 д. Д. И. Фонвизина. Пост. реж. А. П. Ленского; «За чем пойдешь, то и найдешь» («Женитьба Бальзаминова»). Картины московской жизни А. Н. Островского. Пост. реж. А. П. Ленского.
- 3 ноября, утро — «На всякого мудреца довольно простоты». Ком. в 5 д. А. Н. Островского. Пост. реж. А. П. Ленского.
- 5 ноября — Бенефис О. А. Правдина: «Поздняя любовь». Сцены из жизни захолустья в 4 д. А. Н. Островского; «Приличия». Ком.-шутка в 1 д. В. В. Билибина; «Лекарь поневоле». Ком. в 3 д. Ж.-Б. Мольера. Пер. с фр. и В. И. Родиславского.
- 8 ноября — «Госпожа-служанка». Вод. в 1 д. Пер. с фр. Ф. А. Бурдина.
- 18 ноября — «Кремонский скрипач». Ком. в 1 д. в стихах Ф. Коппе. Пер. с фр. А. М. Невского; «Кому весело живётся?». Ком. в 3 д. В. А. Крылова.
- 6 декабря — «Осенний вечер в деревне». Вод. в 1 д. Н. И. Куликова.
- 12 декабря — Бенефис А. П. Ленского: «Цена жизни». Др. в 4 д. Вл. И. Немировича-Данченко; «Господа театралы». Оригинальная ком. в 1 д. Ив. Щеглова (И. Л. Леонтьева); «Я именинник». Оригинальная картина в 1 д. Оникса (Н. И. Ольховского).
- 22 декабря — «В новой семье». Др. в 4 д. Вл. А. Александрова.
- 7 января — Бенефис Е. К. Лешковской: «Волшебные звуки». Этюд в 1 д. в стихах А. Р. Генца; «Подорожник». Ком. в 4 д. Е. П. Гославского; «Настроил, расстроил и устроил». Оригинальный вод. в 1 д.
- 17 января — «Наездница». Вод. в 1 д. Э. Поля. Пер. с нем. Л. Н. Ленской.
- 29 января — Бенефис К. Н. Рыбакова: «Не пойман — не вор». Пословица в 1 д. А. С. Суворина; «Кумир». Ком. в 4 д. Н. А. Борисова; «Жорж Данден, или Муж же и виноват!!!». Ком. в 3 д. Ж.-Б. Мольера. Пер. с фр. И. А. Мещерского.
- 9 февраля — «Гастролёрша». Шутка в 1 д. Ив. Щеглова (И. Л. Леонтьева).
- 13 февраля — Бенефис А. И. Южина: «Король Ричард III». Драма в 5 д. У. Шекспира. Пер. с англ. А. В. Дружинина. С прибавлением (вместо пролога) сцены из III части хроники «Король Генрих VI». Др. У. Шекспира. Пер. с англ. А. Л. Соколовского. Музыка на сцене А. Ф. Арендса.
- 16 апреля — «Приступом». Сцены в 2 д. И. В. Шпажинского.
- 24 апреля — «Призраки горя». Сцены в 1 д. В. И. Мятлева.
- 25 апреля — «В северной глуши». Др. в 4 д., 5 к. Л. Г. Жданова (Л. Г. Гельмана); «Развод». Ком.-шутка в 1 д. Н. Н. Вильде.
- 12 мая — «Любовь поэта». Ком. в 2 д. А. Корнелиуса. Пер. с нем. Е. Н. Клетновой; «Угасшая искра». Др. сцены в 1 д. О. Н. Чюминой.

#### 1897/1898
- 17 августа — «Правда — хорошо, а счастье лучше». Ком. в 4 д. А. Н. Островского.
- 1 сентября — «Вава». Ком. в 4 д. С. А. Кеттлер и В. А. Крылова.
- 2 сентября — «Отверженный». Др. в 3 д., 7 к. О. К. Нотовичаа (по роману В. Гюго Les miserables).
- 12 сентября — «Пашенька». Пьеса в 4 д., 5 к. Н. Л. Персияниновой (Н. Л. Рябовой).
- 26 сентября — «Защитник». Др. в 4 д., 5 к. Н. И. Тимковского.
- 6 октября — «Питомка». Ком. в 5 д. И. В. Шпажинского.
- 13 октября — «Неверная». Ком. в 3 д. Р. Бракко. Пер. В. К. Мюле (Васильев).
- 15 октября — «Мотя». Вод. в 1 д. Перед. с фр. К. А. Тарновского.
- 17 октября — «Семейство Волгиных». Пьеса в 5 д. А. А. Вербицкой.
- 19 октября, утро — «Простушка и воспитанная». Вод. в 1 д. Д. Т. Ленского. Пост. реж. А. П. Ленского.
- 19 октября — «Где мой зять? Дайте мне зятя!». Ком. в 3 д. с куплетами. Пер. с фр. Ф. М. Урусова. Музыка Ю. Г. Гербера.
- 29 октября — Бенефис В. А. Макшеева: «Джентльмен». Ком. в 5 д. А. И. Сумбатова. Декорации А. Ф. Гельцера; «Любочка». Шутка в 1 д. А. Н. Плещеева. Перед. пьесы А. Мельяка и Л. Галеви Ingenue.
- 2 ноября, утро — «Горячее сердце». Ком. в 5 д. А. Н. Островского. Пост. реж. А. П. Ленского.
- 11 ноября — «Борцы». Ком. в 4 д., 5 к. М. И. Чайковского.
- 16 ноября, утро — «Бесприданница». Др. в 4 д. А. Н. Островского. Пост. реж. А. П. Ленского.
- 21 ноября — «Кто любит мир…» (Mieux vaut douceur…). Ком. в 1 д. Э. Пальерона. Пер. с фр. А. М. Невского; «Кто любит ссору!» (…Et violence). Ком. в 1 д. Э. Пальерона. Пер. с фр. А. М. Невского.
- ? ноября — Бенефис М. П. Садовского: «Старый друг лучше новых двух». Картины московской жизни в 3 д. А. Н. Островского; «Зимняя сказка». Ком. в 5 д., 11 к. У. Шекспира. Пер. с англ. А. Л. Соколовского. Декорации А. Ф. Гельцера (написаны к спектаклю 1887 г.): 1-е д. 1-я к. — зал во дворце короля Леонта, 1-е д. 2-я к. — комната королевы, 2-е д. 3-я к. — дикая местность, 3-е д. 1-я к. — площадь в городе, 3-е д. 2-я к. — облака, 5-е д. 2-я к.— терраса замка, 5-е д. 3-я к. — роскошный сад.
- 8 декабря — «Путём слова». Ком. в 5 д. Е. М. Воскресенской; «Воробышек». Ком. в 1 д. К. С. Баранцевича.
- 26 декабря — «Полоцкое разоренье». Др. сцены в 4 д. А. В. Амфитеатрова. Музыка к пьесе Н. Р. Кочетова. Новые декорации А. Ф. Гельцера (1-е д. 1-я к. — гридня, 1-е д. 2-я к. — лес, 2-е д. — пожарище, 3-е д. — роща при тереме, 4-е д. — опочивальня Рогнеды).
- 27 декабря, утро — «На бойком месте». Ком. в 3 д. А. Н. Островского. Пост. реж. А. П. Ленского.
- 28 декабря, утро — «Бедность не порок». Ком. в 3 д. А. Н. Островского. Пост. реж. А. П. Ленского.
- 16 января — Бенефис Н. И. Музиля: «Комик XVII столетия». Ком. в 3 д. с эпилогом в стихах А. Н. Островского; «Разрушенный дом». Др. очерк в 2 д. В. А. Крылова; «Причудницы» (Les precieuses ridicules). Ком. в 1 д. Ж.-Б. Мольера. Пер. с фр. С. Е. Путяты.
- 28 января — Бенефис М. Н. Ермоловой: «Тёща» (Serge Panine). Др. в 5 д. Ж. Онэ. Пер. с фр. К. А. Тарновского и Э. Э. Матерна; «За обедом». Шутка в 1 д. Н. И. Тимковского.
- 12 февраля, утро — «Счастливый день». Сцены из уездного захолустья в 3 д. Н. Я. Соловьева и А. Н. Островского. Пост. реж. А. П. Ленского.
- 10 апреля — «И в руках было, да сплыло». Ком. в 3 д. И. А. Купчинского.
- 13 апреля — «На закате дней» (L’age difficile). Ком. в 3 д. Ж. Леметра. Перед. для русской сцены с фр. Я. Ф. Сахар.
- 28 апреля — «Ночной пикник» («На огонёк»). Летняя сценка в 1 д. Л. Г. Жданова (Л. Г. Гельмана).

#### 1898/1899
- 2 сентября — «Фроман младший и Рислер старший». Пьеса в 5 д. А. Доде и А. Бело. Пер. с фр. Э. Э. Матерна.
- 3 сентября*[* 4] — «Ревизор». Ком. в 5 д. (с добавочными сценами) Н. В. Гоголя. Пост. реж. А. П. Ленского.
- 4 сентября*, пятница — «Откуда сыр-бор загорелся». Ком.-шутка в 4 д. В. Александрова (В. А. Крылова). Сюжет заимств. из пьесы А. Мельяка и Л. Галеви La boule. Пост. реж. А. М. Кондратьева.
- 8 сентября* — «Лес». Ком. в 5 д. А. Н. Островского. Пост. реж. А. П. Ленского.
- 10 сентября* — «Термидор». Др. в 4 д., 5 к. В. Сарду. Пер. с фр. Пост. реж. А. М. Кондратьева.
- 15 сентября — «Муравейник». Ком. в 4 д. С. И. Сазоновой (Смирновой).
- 18 сентября — «Ночь после бала». Ком. в 1 д. Пер. с фр. Н. Н. Максимова.
- ? сентября* — «Дитя» (The Child). Др. в 5 д. Пер. с англ. С. Райского (К. А. Тарновского). Пост. реж. А. М. Кондратьева.
- ? сентября* — «Бой бабочек» Ком. в 4 д. Г. Зудермана. Пер. с нем. Ф. А. Куманина. Пост. реж. А. П. Ленского.
- 2 октября — «Треволнения». Шутка в 1 д. В. В. Билибина; «Волшебная сказка». Пьеса в 4 д. И. Н. Потапенко.
- 5 октября* — «От преступленья к преступленью». Ком. в 3 д. В. А. Крылова. Пост. реж. А. М. Кондратьева; «Три искушения» (Les trois peches du diable). Фантастический и волшебный вод. в 1 д. Пер. с фр. И. А. Аничкова.
- 15 октября*, четверг — «Проделки Нерины». Ком. в 1 д. в стихах Т. де Банвиля. Пер. с фр. Т. Л. Щепкиной-Куперник.
- 19 октября* — «Друзья детства». Др. в 5 д. П. М. Невежина.
- 21 октября — «Мирская вдова». Др. из крестьянской жизни в 4 д. Е. П. Карпова.
- 27 октября* — «Таланты и поклонники». Ком. в 4 д. А. Н. Островского. Пост. реж. А. П. Ленского.
- 29 октября* — «Идеальная жена». Ком. в 3 д. М. Прага. Пер. Н. А. Лухмановой. Пост. реж. А. М. Кондратьева.
- 1 ноября — «Медведь». Шутка в 1 д. А. П. Чехова.
- 2 ноября* — «Без вины виноватые». Ком. в 4 д. А. Н. Островского. Пост. реж. А. П. Ленского.
- 5 ноября — Бенефис А. П. Ленского. «Счастье в уголке». Ком. в 3 д. Г. Зудермана. Пер. с нем. Л. Н. Ленской; «Тяжёлые дни». Сцены из московской жизни в 3 действиях А. Н. Островского.
- 19 ноября — «Две судьбы». Пьеса в 5 д., 6 к. И. В. Шпажинского. Новая декорация А. Ф. Гельцера (1-е д.).
- 24 ноября* — «Василиса Мелентьева». Др. в 5 д. в стихах А. Н. Островского и С. А. Гедеонова. Пост. реж. А. П. Ленского.
- 30 ноября* — «Блестящая карьера». Ком. в 4 д. Т. фон Трота. Пер. с нем. Л. Г. [Л. А. Гельмерсена]. Пост. реж. А. М. Кондратьева.
- 8 декабря — Бенефис О. О. Садовской: «Ядро». Ком. в 5 д. М. Нордау. Пер. с нем. Л. Я. Фрауэнфельдер (Л. Я. Зейдель); «Прохожий». Ком. в 1 д. в стихах Ф. Коппе. Пер. с фр. А. Федотова; «Тайна женщины». Вод. в 1 д. Пер. с фр.
- 16 декабря* — «Женская чепуха». Шутка в 1 д. Ив. Щеглова (И. Л. Леонтьева).
- 17 декабря* — «Вий». Др. сказка в 3 д., 6 к. из рассказа Н. В. Гоголя. Переделана для сцены Е. А. Шабельской. Новые декорации Ф. А. Лавдовского (1-е д. 1-я к.), П. П. Сергеева (1-е д. 2-я к., 3-е д. 5-я к.), И. Н. Феоктистова (1-е д. 2-я к., 2-е д. 3-я к.), И. Ф. Савицкого (2-е д. 4-я к.), К. Ф. Вальца (3-е д. 6-я к.). Машины В. С. Хмелевского. Танцы поставлены Н. Ф. Манохиным. Пост. реж. А. М. Кондратьева.
- 27 декабря*, утро — «Севильский цирюльник». Ком. в 4 д. Бомарше. Пер. с фр. М. П. Садовского. Пост. реж. А. П. Ленского.
- 27 декабря — «Разгром» («В 12-м году»). В 4 частях П. П. Гнедича. Новые декорации А. Ф. Гельцера.
- 26 января — «На премию». Ком. в 1 д.
- 9 февраля — Бенефис Е. К. Лешковской: «Усмирение строптивой». Ком. в 5 д., 10 к. У. Шекспира. Пер. с англ. П. П. Гнедича; «Вьюга». Ком. в 1 д. Н. Н. Вильде.
- 11 февраля* — «Эми Робзар». Др. в 5 д. В. Гюго. Пер. с фр. М. Н. Ремезова. Новые декорации П. П. Сергеева и И. Н. Феоктистова (4-е д.) и И. Ф. Савицкого (5-е д.). Машины В. С. Хмелевского. Пост. реж. А. М. Кондратьева.
- 16 февраля* — «Свадьба Фигаро». Ком. в 5 д. Бомарше. Пер. с фр. Пост. реж. А. П. Ленского.
- 22 февраля — Бенефис Н. А. Никулиной: «Ноктюрн». Др. эскиз О. К. Нотовича; «Прелестная незнакомка, или В первый и последний раз». Шутка в 1 д. В. А. Крылова; «Ложь». Ком. в 4 д. Е. Зеланд [Е. А. Дубельт].
- 26 апреля — Спектакль в память А. С. Пушкина: «Скупой рыцарь» (3 сцены); «Русалка» (сцена первая); «Каменный гость» (4 сцены). Декорации П. Ф. Лебедева; «Корчма на литовской границе». Сцена из тр. «Борис Годунов»; Апофеоз: возле бюста А. С. Пушкина расположены группы действующих лиц из его произведений. Артистами, хором и оркестром была исполнена «Слава».

#### 1899/1900
- 31 августа* — «Козьма Захарьич Минин-Сухорук». Др. хроника в 5 д. с эпилогом в стихах А. Н. Островского. Новые декорации Ф. А. Лавдовского (1-е д., 1 и 2-я к. 2-е д.) и И. Ф. Савицкого (2-я к. 3-е д. и 5-е д.). Пост. реж. А. П. Ленского.
- 1 сентября — «Эгмонт». тр. в 4 д., 11 к. И. В. Гёте. Пер. с нем. В. А. Крылова и П. И. Вейнберга. Музыка Л. Бетховена.
- 2 сентября — «Вильгельм Геншель». Др. в 5 д. Г. Гауптмана. Пер. с нем. Н. Ф. Арбенина. Декорации П. Ф. Лебедева.
- 2 сентября* — «Забава» («Без любви»). Др. в 3 д. А. Шницлера. Пер. с нем. В. М. Саблина. Пост. реж. А. М. Кондратьева.
- 17 сентября — «Таланты и поклонники». Ком. в 4 д. А. Н. Островского.
- 20 сентября* — «Пощёчина». Ком. в 1 д. Пер. с фр. К. А. Тарновского.
- 21 сентября — «Завтрак у предводителя». Ком. в 1 д. И. С. Тургенева.
- 23 сентября* — «Глухая стена». Др. в 5 д. О. А. Шапир. Пост. реж. А. М. Кондратьева.
- 24 сентября — «Старые счёты». Ком. в 5 д. П. Д. Боборыкина.
- 27 сентября* — «На реке». Сцены из народного быта в 1 д. И. Ф. Горбунова.
- 5 октября* — «Сон в летнюю ночь». Ком. в 5 д. У. Шекспира. Пер. с англ. Н. М. Сатина. Музыка Ф. Мендельсона-Бартольди. Танцы поставлены М. П. Станиславской и В. Д. Тихомировым. Новые декорации И. Н. Феоктистова (5-е д.) и Ф. А. Лавдовского (2-е д.). Машины В. С. Хмелевского. Пост. реж. А. П. Ленского.
- 11 октября — «Идиот». Др. в 5 д. В. А. Крылова и С. Сутугина (О. Г. Этингера) по роману Ф. М. Достоевского.
- 14 октября* — «Донна Диана». Ком. в 3 д., 4 к. А. Морето. Пер. В. Александрова. Новые декорации И. Н. Феоктистова (1-я к. 2 д.). Пост. реж. А. М. Кондратьева.
- 1 ноября* — «Девичий переполох». Ком. в 4 д. В. А. Крылова. Декорации А. Ф. Гельцера (1-е д. — сад, 3-е д. — внутренность мельницы). Машины В. С. Хмелевского. Пост. реж. А. М. Кондратьева.
- 5 ноября — Бенефис К. Н. Рыбакова: «Неудачный день» Ком. в 1 д. Т. Баррьера. Пер. с фр. Э. Э. Матерна; «Закат». Очерки в 4 д. А. И. Сумбатова.
- 18 ноября* — «Друг Фритц». Ком. в 3 д. Э. Эркмана и А. Шатриана, Пер. Э. Э. Матерна. Пост. реж. А. М. Кондратьева.
- 25 ноября — Бенефис В. А. Макшеева: «Свадьба Кречинского». Ком. в 3 д. А. В. Сухово-Кобылина; «Провинциалка». Ком. в 1 д. И. С. Тургенева; «Вечер в Сорренто». Сц. И. С. Тургенева.
- 26 ноября* — «Хрущевские помещики». Ком. в 4 д. А. Ф. Федотова. Пост. реж. А. П. Ленского.
- 7 декабря* — «Игроки». Ком. в 1 д. Н. В. Гоголя. Пост. реж. А. П. Ленского.
- 9 декабря — «Завещание». Ком. в 4 д. П. П. Гнедича.
- 16 декабря* — «Виц-мундир». Водевиль в 1 д. П. А. Каратыгина.
- 30 декабря — Бенефис Г. Н. Федотовой: «Не от мира сего». Семейные сцены в 3 д. А. Н. Островского; «В приюте муз и граций». Комедия в 3 д. А. В. Стерн (А. А. Венкстерн).
- 9 января — «Награда». Ком. в 1 д. Н. И. Тимковского.
- 10 января* — «Браслет». Ком. в 1 д. В. И. Волконской.
- 24 января* — «Простая совесть». Др. в 5 д., 6 к. Д. Л. Лесевицкого (Д. Л. Вучичевич). Пост. реж. А. М. Кондратьева.
- 25 января — Бенефис М. Н. Ермоловой: «Месяц в деревне». Ком. в 5 д. И. С. Тургенева.
- 15 февраля — Бенефис А. И. Южина: «Прощальный ужин». Ком. в 1 д. А. Шницлера. Пер. с нем. Л. Я. Фрауенфельдер (Л. Я. Зейдель); «Кин». Ком. в 5 д., 6 к. А. Дюма-отца. Перевод с фр. П. И. Вейнберга.
- 17 апреля — Гастроли Т. Сальвини: «Отелло». Трагедия в 5 д. Шекспира. Пер. с англ. П. И. Вейнберга.
- 21 апреля — Гастроли Т. Сальвини: «Семья преступника» (La morte civile). Драма в 5 д. П. Джакометти. Пер. с итальянск. А. Н. Островского.

## 1900-е

#### 1900/1901
- 31 августа* — «Великодушные». Др. в 3 д. А. Шницлера. Пер. с нем. Э. Э. Матерна. Пост. реж. А. М. Кондратьева.
- 8 сентября* — «Снегурочка». Весенняя сказка в 4 д. с прологом А. Н. Островского. Музыка П. И. Чайковского. Танцы поставлены Н. Ф. Манохиным. Новые декорации И. М. Смирнова (пролог и 4-е д.), Ф. А. Лавдовского (1-е и 2-е д.), П. П. Сергеева (3-е д.). Машины В. С. Хмелевского. Пост. реж. А. П. Ленского.
- 21 сентября* — «Вечная любовь». Др. в 3 д. Г. Фабера. Пер. с нем. В. М. Саблина. Пост. реж. А. М. Кондратьева; «Женя». Этюд с натуры в 1 д. П. П. Гнедича.
- 9 октября — «Накипь». Ком. в 4 актах П. Д. Боборыкина. Пост. очередного реж. О. А. Правдина.
- 18 октября — «Ромео и Джульетта». Тр. в 5 д., 21 к. У. Шекспира. Пер. А. Л. Соколовского. Новые декорации Ф. А. Лавдовского (сад), И. Ф. Савицкого (остальные картины). Перемены декораций на поворотной сцене К. Ф. Вальца. Пост. реж. А. П. Ленского.
- 23 октября* — «Победа». Ком. в 4 д. Э. Бауернфельда. Пер. с нем. Пост. реж. А. М. Кондратьева.
- 9 ноября — Бенефис О. А. Правдина: «Отжитое время». Др. в 5 д., 6 к. А. В. Сухово-Кобылина. Пост. очередного реж. А. И. Южина.
- 14 ноября* — «Соломенная шляпка». Ком.-вод. в 5 д. Э. Лабиша и Марк-Мишеля. Пер. с фр. П. С. Федорова. Пост. реж. А. М. Кондратьева.
- 30 ноября — Бенефис Е. К. Лешковской: «Трёхцветная фиалка» (Viola tricolor). Ком. в 1 д. П. П. Гнедича (мотив заимств.); «Выгодное предприятие». ком. в 4 д. А. А. Потехина. Пост. очередного реж. А. А. Федотова.
- 11 декабря* — «Около денег». Др. в 4 д., 5 к. В. А. Крылова (обработка для сцены романа А. А. Потехина). Пост. реж. А. П. Ленского.
- 21 декабря — «Бурелом». Пьеса в 5 д. А. М. Фёдорова. Пост. очередного реж. К. Н. Рыбакова.
- 18 января — Бенефис М. П. Садовского: «Шутники». Ком. в 4 д. А. Н. Островского. Пост. очередного реж. Н. И. Музиля; «Бурное утро». Ком. в 1 д. Пер. с фр. В. М. Ш-ской.
- 18 января* — «Луч». Сцены в 2 д. И. В. Шпажинского. Пост. реж. А. М. Кондратьева.
- 22 января* — «Сиятельный зять». Ком. в 4 д. Э. Ожье и Ж. Сандо. Пер. с фр. А. Д. Мясоедова. Пост. реж. А. М. Кондратьева
- 31 января — «Опавшие листья». Ком. в 4 д. Дж. Джакоза. Пер. с итальянск. Е. В. Кашперовой. Пост. очередного реж. А. И. Южина.
- 4 февраля — «Турухтанская область». Шутка в 1 д. Н. Н. Вильде.
- 5 февраля* — «Школьные товарищи». Ком. в 4 д. Л. Фульды. Пер. с нем. Л. А. Гельмерсена. Пост. реж. А. М. Кондратьева.
- 9 апреля, понедельник — Гастроли Т. Сальвини: «Ингомар» («Сын лесов»). Др. поэма в 5 д. Ф. Гальма (Ф. Мюнх-Беллингаузена). Пер. Е. В. Кашперовой.

#### 1901/1902
- 31 августа — «Заместительницы». Пьеса в 3 актах Э. Брие. Пер. с фр. А. М. Невского.
- 3 сентября*, понедельник — «Современная молодёжь». Ком. в 4 д., 5 к. О. Эрнста. Пер. с нем. Е. З. Юкельсон. Пост. реж. А. М. Кондратьева.
- 10 сентября*, понедельник — «Разрыв-трава». Фантастическая сказка в 5 д. Е. П. Гославского. Музыка А. Н. Шефера. Новые декорации И. Ф. Савицкого (1-е д.— дворцовый сад царя Хамка), И. М. Смирнова (2-е и 5-е д.— двор царя Зензевея), П. П. Сергеева (3-е д.— лес), К. Ф. Вальца (4-е д.— речная заводь). Машины В. С. Хмелевского. Пост. реж. А. П. Ленского.
- 20 сентября*, четверг — «Воспитатель Флаксман». Ком. в 3 д. О. Эрнста. Пер. с нем. Э. Э. Матерна. Пост. реж. А. М. Кондратьева.
- 29 сентября, суббота — в пользу семьи покойного главного режиссёра С. А. Черневского: «Нефтяной фонтан». Ком. в 5 д. В. Л. Величко и М. Г. Маро. Новые декорации Ф. А. Лавдовского (3-е д.— площадка в Кисловодске у галереи нарзана и 4-е д.— у «Стеклянной струи» в Кисловодском парке). Пост. очередного реж. А. И. Южина.
- 18 октября*, четверг — «Горькая судьбина». Др. в 4 д. А. Ф. Писемского. Пост. реж. А. П. Ленского.
- 18 октября, четверг — Бенефис Н. И. Музиля: «Светит, да не греет». Ком. в 5 д. А. Н. Островского и Н. Я. Соловьева. Пост. очередного реж. М. П. Садовского; «Странное стечение обстоятельств». Ком. в 3 д. А. Р-на [А. П. Редкина].
- 29 октября*, понедельник — «В глуши». Пьеса в 3 д. М. Дрейера. Пер. А. А. Веселовской. Пост. реж. А. М. Кондратьева.
- 1 ноября, четверг — Бенефис К. Н. Рыбакова: «Ирининская община». Ком. в 4 д. А. И. Сумбатова. Пост. очередного реж. Г. Н. Федотовой (при ближайшем участии А. А. Федотова).
- 22 ноября, четверг — Бенефис О. О. Садовской: В честь 50-летия литературной деятельности А. А. Потехина. «Отрезанный ломоть». Ком. в 4 д., 5 к. А. А. Потехина. Пост. очередного реж. О. А. Правдина; «Свекровь и тёща». Сцены из военно-походной жизни в 2 д. С. И. Турбина.
- 27 ноября*, вторник — «Огни Ивановой ночи». Др. в 4 д. Г. Зудермана. Пер. с нем. В. М. Саблина. Пост. реж. А. М. Кондратьева.
- 15 декабря, суббота — Бенефис артистов 2-го разряда: «Погоня за наслаждением». Др. в 5 д. Э. А. Бутти. Пер. с итальянск. Б. Б. Корсова. Пост. очередного реж. А. А. Федотова.
- 27 декабря, четверг — Бенефис Н. А. Никулиной: «В ответе». Пьеса в 4 д. П. Д. Боборыкина. Пост. очередного реж. А. И. Южина; «Благотворительница». Сц. в 1 д. Н. Л. Персияниновой (Н. Л. Рябовой); «Один из честных». Ком. в 1 д. Р. Бракко. Пер. Н. Д. Михаловской.
- 14 января*, понедельник — «Напасть». Др. в 4 д. И. С. Платона.
- 28 января, понедельник — Бенефис Г. Н. Федотовой: «Кориолан». Тр. в 5 д., 11 к. У. Шекспира. Пер. с англ. А. В. Дружинина. Новые декорации Ф. А. Лавдовского. Пост. реж. А. П. Ленского.
- 21 февраля, четверг — Спектакль в память Н. В. Гоголя: «Утро делового человека». Сцены в 1 д. Н. В. Гоголя. «Отрывок». Сцены в 1 д. Н. В. Гоголя. «Разговор двух дам» Сцены из поэмы Н. В. Гоголя «Мёртвые души»; «Лакейская». Сцены в 1 д. Н. В. Гоголя; «Тяжба». Ком. в 1 д. Н. В. Гоголя; «Апофеоз». Пост. реж. А. П. Ленского и А. М. Кондратьева.

#### 1902/1903
- 30 августа, пятница — «Горе от ума». Ком. в 4 д. А. С. Грибоедова. Пост. очередного реж. А. И. Южина.
- 2 сентября, понедельник — «Школа злословия». Ком. в 5 д., 11 к. Р.-Б. Шеридана. Пер. с англ. А. Погожевой. Декорации А. Висконти. Пост. реж. А. П. Ленского
- 6 сентября*, пятница — «Мёртвые души». Сцены в 7 к. Переработка из поэмы Н. В. Гоголя А. А. Потехина и В. А. Крылова. Декорации А. Е. Цетельмана. Пост. реж. А. П. Ленского.
- 10 сентября*, вторник — «Жажда жизни». Др. в 3 д. А. Федорова. Пер. с нем. И. Б. Мандельштама. Пост. реж. А. М. Кондратьева; «Которая из двух». Ком. в 1 д. в стихах Н. И. Куликова. Сюжет заимств.
- 12 сентября, четверг — «Сердце не камень». Ком. в 4 д. А. Н. Островского. Декорации Ф. А. Лавдовского (2-е д.) и В. С. Внукова (3-е д.). Пост. очередного реж. А. А. Федотова.
- 23 сентября*, понедельник — «Старый закал». Др. в 5 д. А. И. Сумбатова. Пост. реж. А. М. Кондратьева.
- 30 сентября, понедельник — «Женская логика» «Мисс Гоббс»). Ком. в 4 д. Дж. К. Джерома. Пер. с англ. Н. Жаринцовой. Декорации В. С. Внукова. Пост. очередного реж. А. А. Федотова.
- 30 сентября*, понедельник — «Рубль». Ком. в 4 д. А. Ф. Федотова. Пост. реж. А. П. Ленского.
- 16 октября*, среда — «Встреча». Картинка в 1 д. П. П. Гнедича.
- 21 октября, понедельник — «Сильные и слабые». Пьеса в 4 актах Н. И. Тимковского. Пост. очередного реж. О. А. Правдина.
- 22 октября*, вторник — «Виндзорские проказницы». Ком. в 5 д., 7 к. У. Шекспира. Пер. с англ., приспособленный для сцены, А. Л. Соколовского. Пост. реж. А. П. Ленского.
- 11 ноября, понедельник — «Да здравствует жизнь!». Др. в 5 д. Г. Зудермана. Пер. с нем. А. А. Заблоцкой. Декорации В. С. Внукова и А. Висконти. Пост. очередного реж. Г. Н. Федотовой (при ближайшем участии А. А. Федотова).
- 15 ноября*, пятница — «Буйный ветер» (Wildfeuer). Др. в стих. в 5 д. Ф. Гальма (Ф. Мюнх-Беллингаузена). Пер. с нем. Т. Л. Щепкиной-Куперник. Новая декорация 1-го д. В. С. Внукова. Пост. реж. А. М. Кондратьева.
- 2 декабря, понедельник — «Вопрос». Ком. в 4 д., 5 к. А. С. Суворина. Пост. очередного реж. К. Н. Рыбакова.
- 4 января, суббота — Бенефис артистов 2-го разряда: «Король Генрих VIII». Др. хроника в 5 актах, 10 к. с прологом В. Шекспира. Пер. с англ. П. И. Вейнберга. Декорации В. С. Внукова, Ф. А. Лавдовского и Б. О. Гейкблюма. Музыка на сцене А. Ю. Симона. Пост. очередного реж. А. И. Южина.
- 14 января, вторник — В память 50-летия первого представления произведений А. Н. Островского. Перед началом спектакля речь М. П. Садовского. «Не в свои сани не садись». Ком. в 3 д., 4 к. А. Н. Островского. Пост. реж. А. М. Кондратьева; «Апофеоз». М. Н. Ермолова прочла стихотворение Л. Г. Мундштейна (Lolo) «Островскому». Возле бюста драматурга расположились персонажи из его пьес. Возложение венков, хор пел «Слава». Декорация апофеоза исполнена А. Висконти по рисункам А. П. Ленского.
- 23 января*, четверг — «Не так живи, как хочется». Народная др. в 3 д., 4 к. А. Н. Островского.

#### 1903/1904
- 1 сентября, понедельник — «Ревизор». Ком. в 5 д. Н. В. Гоголя. Пост. очередного реж. М. П. Садовского.
- 5 сентября, пятница — «Не было ни гроша, да вдруг алтын». Ком. в 4 д. А. Н. Островского. Новые декорации В. С. Внукова. Пост. очередного реж. А. А. Федотова.
- 9 сентября*, вторник — «Майорша». Др. в 5 д. И. В. Шпажинского. Новая декорация Ф. А. Лавдовского (5-ед.). Пост. реж. А. М. Кондратьева.
- 22 сентября, понедельник — «Сын Жибуайе». Ком. в 5 д. Э. Ожье. Пер. с фр. Б. Б. Корсова. Пост. очередного реж. А. А. Федотова.
- 29 сентября*, понедельник — «Благодетели человечества». Др. в 3 д. Ф. Филиппи. Пер. Е. З. Юкельсон. Пост. реж. А. М. Кондратьева.
- 13 октября, понедельник — «Дело жизни». Сцены в 5 д. Н. И. Тимковского. Пост. очередного реж. О. А. Правдина.
- 14 октября*, вторник — «Женитьба Белугина». Ком. в 5 д. А. Н. Островского и Н. Я. Соловьева.
- 15 октября*, среда — «Пустоцвет». Ком. в 4 д. Н. Л. Персияниновой (Н. Л. Рябовой). Пост. реж. А. М. Кондратьева.
- 30 октября, четверг — «Высшая школа». Пьеса в 4 д. И. Н. Потапенко. Пост. очередного реж. А. И. Южина.
- 3 ноября*, понедельник — «Банкрот». Ком. в 4 д., 5 к. Б. Бьернсона. Пер. Н. Ф. Арбенина. Пост. очередного реж. И. С. Платона.
- 6 ноября*, четверг — «У ёлки». Ком.-шутка в 1 д. Е. П. Владимировой (Виндинг).
- 19 ноября, среда — «Измена». Др. легенда из прошлого Грузии в 5 д. А. И. Сумбатова. Новые костюмы и декорации по рисункам К. А. Коровина. Пост. очередного реж. А. И. Южина.
- 1 декабря*, понедельник — «Даровой пассажир». Ком. в 3 д. О. Блюменталя и Г. Кадельбурга. Пер. с нем. В. О. Шмидт. Новые декорации Ф. А. Лавдовского. Машины В. С. Хмелевского. Пост. очередного реж. И. Н. Худолеева.
- 4 декабря, четверг — Бенефис О. А. Правдина: «Новый скит». Пьеса в 4 д. П. П. Гнедича. Пост. очередного реж. Н. И. Музиля.
- 14 января, среда — «Сен-Марс». Тр. в 5 д., 11 к. с прологом П. И. Капниста. Новые декорации Ф. А. Лавдовского (пролог, 1-е д., 2-я к., 5-е д.), А. Висконти (1-я к. 2-е д., 1-я к. 4-е д.) и Б. О. Гейкблюма (2-я к. 2-е д., 1-я к., 3-е д.). Пост. очередного реж. А. К. Ильинского.
- 1 апреля, четверг — «Победа». Сцены в 5 к. В. О. Трахтенберга.
- 9 апреля*, пятница — «Грамматика» (La Grammaire). Ком. в 2 д. Э. Лабиша. Пер. с фр. Е. Н. Грековой; «Заколдованный принц, или Переселение душ». Ком. в 3 д. Перед. с нем. Н. И. Куликова.
- 11 апреля, воскресенье — «Бесприданница». Др. в 4 д. А. Н. Островского.

#### 1904/1905
- 6 сентября, понедельник — «Первая ласточка». Др. в 4 д. В. А. Рышкова. Пост. реж. А. М. Кондратьева.
- 27 сентября, понедельник — «Красная мантия» (Robe rouge). Пьеса в 4 д. Э. Брие. Пер. с фр. А. А. Федотова. Пост. очередного реж. А. К. Ильинского.
- 28 сентября*, вторник — «В старом Гейдельберге». Ком. в 5 д. В. Мейер-Ферстера. Пер. с нем. Э. Э. Матерна и А. П. Воротникова. Пост. реж. А. М. Кондратьева.
- 11 октября, понедельник — «Одинокой тропой». Др. в 5 д. А. Шницлера. Пер. с нем. А. Тэзи [А. Я. Ротенштерна] и П. Звездич [[[Ротенштерн, Петр Исаевич|П. И. Ротенштерна]]]. Пост. очередного реж. А. А. Федотова.
- 1 ноября, понедельник — «Упразднители». Ком. в 4 актах П. Д. Боборыкина. Пост. очередного реж. А. И. Южина.
- 3 ноября*, среда — «Поток». Драма в 3 д. М. Гальбе. Пер. с нем. Э. Э. Матерна и А. П. Воротникова. Пост. очередного реж. С. В. Носова.
- 19 ноября, пятница — «Джон Габриель Боркман». Др. в 4 д. Г. Ибсена. Пер. с датск. А. В. и П. Г. Ганзен. Новые декорации В. С. Внукова (2-е д.), К. А. Коровина и Н. А. Клодта (панорама 4-го д.). Пост. очередного реж. О. А. Правдина.
- 23 ноября, вторник — «Рабы». Пьеса в 4 д. И. С. Платона. Пост. очередного реж. И. С. Платона.
- 2 декабря, четверг — Бенефис О. О. Садовской за 25-летнюю службу: «Юбилей». Шутка в 1 д. А. П. Чехова.
- 4 января*, вторник — «Воевода» («Сон на Волге»). Сцены из народной жизни XVII века в 5 д. с прологом А. Н. Островского.
- 9 января, воскресенье — Прощальный бенефис А. П. Щепкиной: «Ольгин день». Ком. в 3 д. А. Бежецкого (А. Н. Маслова). Пост. очередного реж. А. И. Южина.
- 29 января*, суббота — В пользу семей лиц, находившихся в Порт-Артуре во время его осады: «Надо разводиться». Ком. в 3 д. Перед. В. А. Крыловым ком. В. Сарду «Divorcons».
- 31 января*, понедельник — «В сельце Отрадном». Хроника трех поколений в 3 д. С. С. Мамонтова. Новые декорации по рисункам К. А. Коровина работы Г. И. Голова и Б. О. Гейкблюма. Пост. реж. А. М. Кондратьева.
- 3 февраля, четверг — «Поросль». Пьеса в 5 д. Р. М. Хин. Декорации Ф. А. Лавдовского (1-е, 2-е и 3-е д.). Пост. очередного реж. А. А. Федотова.

#### 1905/1906
- 5 сентября, понедельник — «На всякого мудреца довольно простоты». Ком. в 5 д., 6 к. А. Н. Островского. Пост. очередного реж. И. С. Платона.
- 12 сентября, понедельник — «Мастер». Ком. в 3 д. Г. Бара. Пер. с нем. А. А. Заблоцкой. Пост. реж. А. М. Кондратьева.
- 15 сентября, четверг. Новый театр — «Фантазёр» (Тraumulus). Трагич. ком. в 5 д. А. Хольца и О. Иершке. Пер. с нем. Э. Э. Матерна и А. П. Воротникова. Новая декорация 1-го д. Ф. А. Лавдовского. Пост. очередного реж. И. А. Рыжова.
- 30 сентября*, пятница — «Отец». Др. в 3 д. А. Стриндберга. Пер. со шведск. А. В. и П. Г. Ганзен. Пост. очередного реж. Ф. П. Горева.
- 3 октября, понедельник — «Авдотьина жизнь». Др. в 4 д. С. А. Найденова. Декорации Ф. А. Лавдовского. Пост. очередного реж. И. С. Платона.
- 27 октября*, четверг — «Чужое добро впрок не идет». Др. в 4 д., 5 к. А. А. Потехина. Пост. реж. А. М. Кондратьева.
- 31 октября, понедельник — «Буря». Др. в 4 д., 8 к. У. Шекспира. Пер. с англ. Н. М. Сатина. Музыка А. С. Аренского. Декорации К. А. Коровина и Н. А. Клодта. Машинная часть К. Ф. Вальца. Пост. очередного реж. А. П. Ленского.
- 22 ноября, вторник — Бенефис К. Н. Рыбакова: «Невод». Ком. в 5 д. А. И. Сумбатова. Пост. очередного реж. А. И. Южина.
- 24 ноября*, четверг — «Сказка Мариулы». Пьеса в 4 д. И. С. Платона. Пост. очередного реж. И. С. Платона.
- 10 января, вторник — «Молодёжь». Ком. в 4 д. М. Дрейера. Пер. с нем. В. О. Шмидт. Пост. очередного реж. А. А. Федотова.
- 11 января*, среда — «Для счастья». Др. в 3 д. С. Пшибышевского. Пер. А. М. и С. П. Ремизовых. Декорация 3-го д. А. Е. Цетельмана. Пост. очередного реж. Н. М. Падарина.
- 26 января, четверг — В связи с 25-летием литературной деятельности П. М. Невежина: «На зыбкой почве». Ком. в 4 д. П. М. Невежина. Пост. реж. А. М. Кондратьева.
- 2 февраля*, четверг — «Коридорная система». Ком. в 4 д. Е. П. Владимировой (Виндинг). Декорация 3-го д. А. Е. Цетельмана. Пост. очередного реж. И. С. Платона.

#### 1906/1907
- 4 сентября, понедельник — «Горячее сердце». Ком. в 5 д., 6 к. А. Н. Островского. Пост. очередного реж. И. С. Платона.
- 9 сентября*, суббота — «Праздник жизни» (Das Blumenboot). Др. в 4 д. Г. Зудермана. Пер. с нем. А. А. Заблоцкой. Пост. очередного реж. С. В. Айдарова.
- 30 сентября, суббота — Бенефис артистов 2-го разряда: «Борьба за престол». Др. в 5 д., 9 к. Г. Ибсена. Пер. А. В. и П. Г. Ганзен. Декорации А. Висконти (1-е д. 1-я к.— кладбище в Бергене, 4-е д.— покой в Осло). Б. О. Гейкблюма (1-е д. 2-я к.— покой во дворце королевском, 2-е д.— пиршественная палата в Бергене, 3-е д. 2-я к.— покой в Осло и 5-е д. 1-я к.— покой в Нидаросе, 3-я к.— монастырский двор), П. Я. Овчинникова (3-е д. 1-я к.— покой в подворье в Осло) и Ф. А. Лавдовского (5-е д. 2-я к.— сосновый бор). Костюмы по рисункам К. А. Коровина. Пост. очередного реж. А. А. Федотова.
- 3 октября*, вторник — «Золотое руно». Др. в 3 д. С. Пшибышевского. Пер. с польск. С. Д. Романовского-Романько и М. А. Вейконе. Декорации работы А. Е. Цетельмана. Пост. очередного реж. И. С. Платона.
- 25 октября*, среда — «Фриц Гейтман». Др. в 4 д. М. Дрейера. Пер. с нем. А. М. Невского. Пост. очередного реж. И. С. Платона.
- 16 ноября, четверг — «Вечерняя заря» (Zapfenstreich). Др. в 4 д. Ф. А. Бейерлейна. Пер. с нем. О. А. Правдина. Пост. очередного реж. О. А. Правдина.
- 30 ноября, четверг — «Зима». Пьеса в 4 д. П. П. Гнедича. Декорации П. Б. Ламбина (3-е и 4-е д.). Пост. очередного реж. И. С. Платона.
- 2 декабря*, суббота — «Никудышники и солидные люди». Сценки в 4 д. М. К. Северной. Пост. очередного реж. И. Н. Худолеева.
- 26 декабря, вторник — «Звезда» (Der Star). Пьеса в 4 д. Г. Бара. Пер. с нем. П. П. Немвродова. Пост. реж. А. М. Кондратьева.
- 11 января*, четверг — «Адвокат Стенсгор». Ком. в 5 д. Г. Ибсена. Пер. А. В. и П. Г. Ганзен. Пост. очередного реж. И. С. Платона.
- 7 февраля, среда — «Над жизнью» Пьеса в 4 д. Н. Г. Шкляра. Декорации А. Е. Цетельмана. Пост. очередного реж. А. П. Ленского; «Железка». Сценка в 1 д. Н. Л. Персияниновой (Н. Л. Рябовой). Пост. реж. А. М. Кондратьева.
- 9 февраля*, пятница — «Факел в тайнике» (La fiaccola sotto il maggio). Тр. в 4 д. Г. д’Аннунцио. Пер. с итальянск. А. П. Воротникова. Декорации Ф. А. Лавдовского. Костюмы по рисункам В. Я. Бушиной. Пост. очередного реж. И. С. Платона.

#### 1907/1908
- 5 сентября, среда — «Много шума из ничего». Ком. в 5 д., 17 к. В. Шекспира. Пер. с англ. А. И. Кронеберга. Декорации В. К. Коленды. Скульптурные украшения В. А. Поповой. Костюмы по рисункам В. Я. Бушиной. Пост. реж. Н. А. Попова.
- 15 сентября, суббота — «Хозяйка в доме». Ком. в 4 д. А. Пинеро. Пер. с англ. З. А. Венгеровой и В. Л. Бинштока. Декорации А. Е. Цетельмана. Пост. реж. А. А. Федотова.
- 12 октября, пятница — Бенефис вторых артистов: «Коринфское чудо». Тр. в 4 д. А. И. Косоротова. Декорации М. К. Плачек. Музыка И. А. Саца. Костюмы по рисункам В. Я. Бушиной. Пост. реж. Н. А. Попова.
- 19 октября, пятница — «Дельцы». Др. в 4 д., 6 к. И. И. Колышко (перед. из его романа «Волки и овцы»). Декорации Ф. А. Лавдовского (4-е д. 1-я и 2-я к.). Пост. реж. И. С. Платона.
- 15 ноября, четверг — «Доходное место». Ком. в 5 д. А. Н. Островского. Декорации А. Е. Цетельмана (1-е и 5-е д.) по макету Н. А. Попова. Пост. реж. Н. А. Попова.
- 5 декабря, среда — «Джентльмен». Ком. в 5 д. А. И. Сумбатова. Декорации А. Висконти (2-е, 3-е и 5-е д.).
- 24 январ, четверг — Бенефис А. И. Южина. За 25-летнюю службу: «Отелло, венецианский мавр». Тр. в 5 д. У. Шекспира. Пер. с англ. П. И. Вейнберга. Новые декорации Ф. А. Лавдовского, А. Висконти, Б. О. Гейкблюма и А. Е. Цетельмана. Пост. реж. Н. А. Попова.
- 4 марта, вторник — «Без вины виноватые». Ком. в 4 д. А. Н. Островского. Пост. реж. А. П. Ленского.
- 27 марта, четверг — «Просители». Провинциальные сцены М. Е. Салтыкова-Щедрина. Декорация П. Т. Гуняшева по макету Н. А. Попова. Реж. Н. А. Попов; «На покое». Сцены в 3 д. А. И. Куприна и А. И. Свирского. Декорации А. Е. Цетельмана по макетам И. С. Платона. Пост. реж. И. С. Платона.

#### 1908/1909
- 1 сентября, понедельник — «Франческа да Римини». Тр. в 5 д. Г. д’Аннунцио. Пер. с итальянск. размерами подлинника В. Я. Брюсова и Вяч. И. Иванова. Декорации Ф. А. Лавдовского (1-е и 2-е д.), Б. О. Гейкблюма (3-е, 4-е и 5-е д.). Костюмы по рисункам В. Я. Бушиной. Пост. реж. А. П. Ленского.
- 6 сентября, суббота — «Бедность не порок». Ком. в 3 д. А. Н. Островского. Пост. реж. И. С. Платона; «Отрывок». Сцены в 1 д. Н. В. Гоголя. Пост. реж. И. С. Платона.
- 18 сентября, четверг — «Сёстры из Бишофсберга». Пьеса в 5 д. Г. Гауптмана. Пер. с нем. Э. М. Бескина. Пост. реж. Н. А. Попова.
- 25 сентября, четверг — «Последняя жертва». Ком. А. Н. Островского (1-е, 2-е, 4-е и 5-е д.)
- 16 октября, четверг — «Казённая квартира». Ком. в 4 д. В. А. Рышкова. Пост. реж. И. С. Платона.
- 3 ноября, понедельник — Бенефис артистов 2-го разряда: «В борьбе за мужчину». Тетралогия К. Фибиг. Пер. с нем. Е. фон Минквиц (Крестьянка, др. в 1 д.; Рабочий дом, в 1 д.; Портниха, ком. в 1 д.; Мать, народная пьеса в 1 д.). Пост. реж. А. А. Федотова.
- 27 декабря, суббота, утро — «Поздняя любовь». Сцены из жизни захолустья в 4 д. А. Н. Островского.
- 27 декабря, суббота — «Холопы». Пять картин из семейной хроники Плавутиных-Плавунцовых П. П. Гнедича. Новые декорации А. Висконти (1-я и 3-я к.), П. Т. Гуняшева (2-я к.), А. Е. Цетельмана (4-я к.) и Б. О. Гейкблюма (5-я к.). Пост. реж. Н. А. Попова.
- 24 января, суббота — «Сполохи» («Жизнь достанет»). Пьеса в 4 д. В. А. Тихонова. Декорация 3-го д. Ф. А. Лавдовского. Пост. реж. И. С. Платона.
- 3 февраля, вторник — «Белая ворона». Ком. в 5 д. Е. Н. Чирикова. Новые декорации П. Т. Гуняшева (1-е и 4-е д.) и Б. О. Гейкблюма (2-е, 3-е и 5-е д.). Пост. реж. Н. А. Попова.
- 12 марта, четверг — «Вожди». Пять эпизодов из жизни, А. И. Сумбатова. Декорации Б. О. Гейкблюма (1-е и 2-е д.), А. Висконти (3-е и 5-е д.) и П. Т. Гуняшева (4-е д.). Пост. реж. Н. А. Попова.
- 20 марта, пятница — В память 100-летия со дня рождения Н. В. Гоголя: «Литературно-музыкальный вечер в трех отделениях»: 1) Актёры Малого и Большого театров располагались вокруг бюста Гоголя; было заслушано «Слово» А. И. Южина, исполнена «Слава», показаны живые картины — «Гоголь на Днепре», «Гоголь и Иванов», прочитаны тексты произведений Гоголя актёрами В. Ф. Лебедевым (из «Шинели»), С. В. Яблочкиной: (из «Майской ночи»), М. Ф. Лениным (из «Страшной мести»), Н. М. Падариным («Коляска»), М. Н. Ермоловой («Жизнь» из «Арабесок»); 2) Поставлено 1-е д. оперы М. П. Мусоргского «Женитьба»; 3) Показаны живые картины — «Гоголь в кругу литераторов», «Гоголь и Щепкин в Малом театре»; прочитаны отрывки из «Мёртвых душ» — Чичиков у Манилова (читал И. Ф. Красовский), у Коробочки (О. О. Садовская), у Ноздрева (Н. К. Яковлев), у Собакевича (Н. М. Падарин), приезд к Бетрищеву (О. А. Правдин), бал у губернатора (А. И. Южин).
- 9 апреля, четверг — «Женитьба». Совершенно невероятное событие в 2 д., 3 к. Н. В. Гоголя. Пост. реж. И. С. Платона; «Утро делового человека». Сцены в 1 д. Н. В. Гоголя. Пост. реж. И. С. Платона.
- 26 апреля, воскресенье — По случаю открытия памятника Н. В. Гоголю в Москве: «Ревизор». Ком. в 5 д. Н. В. Гоголя. Декорации А. Е. Цетельмана (1-е, 3-е, 4-е и 5-е д.) и П. Т. Гуняшева (2-е д.). Пост. реж. И. С. Платона.
- 28 апреля, вторник — По случаю открытия памятника Н. В. Гоголю в Москве. Вступительное слово А. Н. Веселовского; «Театральный разъезд после представления новой комедии» Н. В. Гоголя. Пост. реж. С. В. Айдарова; Живая картина «Гоголь среди своих созданий». Декорации и постановка по рисункам К. А. Коровина. Участвовали актёры драматической и балетной трупп. Пост. реж. И. С. Платона, реж. балетной труппы П. В. Кандаурова и балетмейстера А. А. Горского.

#### 1909/1910
- 31 августа, понедельник — «Дмитрий Самозванец и Василий Шуйский». Др. хроника в 2 частях, 12 сц. А. Н. Островского. Новые декорации Б. О. Гейкблюма (1-я, 3-я, 5-я и 6-я к. 1-й части и 1-я, 2-я, 3-я, 5-я и 6-я к. 2-й части) и Ф. А. Лавдовского (2-я и 4-я к. 1-й части и 4-я к. 2-й части). Пост. реж. И. С. Платона и С. В. Айдарова.
- 3 сентября, четверг — «Идеальный муж». Пьеса в 4 д. О. Уайльда. Пер. с англ. М. Ф. Ликиардопуло. Новые декорации 2-го и 4-го д. Б. О. Гейкблюма, 3-го д. П. Т. Гуняшева. Пост. очередного реж. И. Н. Худолеева.
- 28 сентября, понедельник — «Жёны». Пьеса в 4 д. Д. Я. Айзмана. Декорации 1-го и 4-го д. П. Т. Гуняшева. Пост. очередного реж. Н. М. Падарина.
- 14 октября, среда — «Цезарь и Клеопатра». Истор. ком. в 5 д., 9 к. Б. Шоу. Пер. с англ. Н. Е. Эфроса. Новые декорации Б. О. Гейкблюма (1-я к. 1-е д., 1-я и 2-я к. 2-е д., 1-я к. 4-е д.), остальные декорации Ф. А. Лавдовского. Костюмы по рисункам К. А. Коровина. Пост. реж. И. С. Платона.
- 18 октября, воскресенье — «Литература». Ком. в 1 д. А. Шницлера. Пер. И. Н. Худолеева.
- 29 октября, четверг — «Бедная невеста». Ком. в 5 д. А. Н. Островского. Декорация П. Т. Гуняшева. Пост. реж. С. В. Айдарова.
- 5 ноября, четверг — «Привидения». Семейная др. в 3 д. Г. Ибсена. Пер. с датск. А. В. и П. Г. Ганзен. Декорации художника А. Я. Головина. Пост. реж. И. С. Платона.
- 30 ноября, понедельник — «Царь природы». Ком. в 4 д. Е. Н. Чирикова. Декорации 1-го и 2-го д. А. Е. Цетельмана, 3-го и 4-го д. П. Т. Гуняшева. Пост. реж. И. С. Платона.
- 13 января, среда — «В старые годы». Др. в 5 д. И. В. Шпажинского. Декорации 2-го д. А. Е. Цетельмана, 3-го, 4-го и 5-го д. П. Т. Гуняшева. Пост. очередного реж. Н. М. Падарина.
- 18 января, понедельник —"Болотные огни". Пьеса в 4 д. П. П. Гнедича. Декорации 1-го и 4-го д. Ф. А. Лавдовского, 2-го и 3-го д. Б. О. Гейкблюма. Пост. реж. С. В. Айдарова.
- 11 февраля, четверг — «Старый обряд». Др. в 4 д. А. Н. Будищева. Декорация 3-го д. П. Т. Гуняшева. Пост. очередного реж. Е. А. Лепковского.
- 18 февраля, четверг — «Безумный день, или Женитьба Фигаро». Ком. в 5 д. Бомарше. Пер. с фр. П. И. С. Платона и И. Н. Худолеева. Декорации по эскизам К. А. Коровина работы Г. И. Голова. Костюмы по эскизам К. А. Коровина. В 4-м д. танец «Севилиана» в постановке А. А. Горского. Музыка составлена А. Ф. Арендсом. Пост. реж. И. С. Платона.
- 18 марта, четверг — «Путаница, или 1840 год». Шутка в 1 д. с прологом Ю. Д. Беляева. Декорации П. Т. Гуняшева. Пост. очередного реж. Е. А. Лепковского.
- 30 марта, вторник — «Очаг». Ком. в 3 д. О. Мирбо. Пер. З. А. Венгеровой и В. Л. Бинштока. Пост. реж. С. В. Айдарова.

## 1910-е

#### 1910/1911
- 1 сентября, среда — «Грех да беда на кого не живёт». Др. в 4 д., 7 к. А. Н. Островского. Декорации 1-й и 2-й к. 1-го д. П. Т. Гуняшева, 2-го д., 1-й к. 4-го д. А. Е. Цетельмана. Пост. очередного реж. Н. К. Яковлева.
- 16 сентября, четверг — «Мария Стюарт». Тр. в 5 д. Ф. Шиллера. Пер. с нем. А. А. Шишкова. Декорации по эскизам К. А. Коровина работы Г. И. Голова. Костюмы по рисункам К. А. Коровина и В. В. Дьячкова. Пост. реж. И. С. Платона.
- 2 октября, суббота — «Любовь — всё» (Amor — omnia). Пьеса в 3 д. Я. Седерберга. Пер. А. В. и П. Г. Ганзен. Декорации П. Т. Гуняшева. Пост. реж. С. В. Айдарова; «Мнимый больной». Ком. в 3 д. Ж.-Б. Мольера. Пер. с фр. П. И. Вейнберга. Декорации А. Е. Цетельмана. Пост. реж. С. В. Айдарова.
- 11 октября, понедельник — По случаю 50-летия литератрйной деятельности П. Д. Боборыкина: «Клеймо». Др. в 4 д. П. Д. Боборыкина. Пост. реж. И. С. Платона.
- 3 ноября, среда — Бенефис артистов 2-го разряда: «Перед зарёю». Картины старых дней в 4 д. П. П. Гнедича. Декорации 1-го и 4-го д. А. Висконти, 2-го и 3-го д. Б. О. Гейкблюма. Пост. реж. С. В. Айдарова.
- 11 ноября, четверг — «Жулик». Пьеса в 5 д. И. Н. Потапенко. Декорации 5-го д. Ф. А. Лавдовского. Пост. реж. И. С. Платона.
- 7 декабря, вторник — «Светлая личность». Ком. из современной жизни в 4 д. Е. П. Карпова. Новые декорации 2-го и 3-го д. Б. О. Гейкблюма. Пост. реж. И. С. Платона.
- 16 декабря, четверг — «Поле брани». Пьеса в 4 д. И. И. Колышко. Декорации 1-го, 2-го, 4-го д. П. Т. Гуняшева, 3-го д. А. Е. Цетельмана. Пост. реж. С. В. Айдарова.
- 18 января, вторник — «Когда цветёт молодое вино». Ком. в 3 д. Б. Бьернсона. Пер. с норв. А. В. и П. Г. Ганзен. Новые декорации Ф. А. Лавдовского. Пост. реж. С. В. Айдарова; «Жеманницы». Ком. в 1 д. Ж.-Б. Мольера. Пер. П. П. Гнедича. Пост. реж. С. В. Айдарова.
- 27 января, четверг — «Гроза». Др. в 5 д. А. Н. Островского. Новые декорации 1-го и 5-го д. Н. Н. Комаровского, 2-го и 1-й к. 3-го д. В. С. Внукова, 2-й к. 3-го д. П. Т. Гуняшева, 4-го д. Б. О. Гейкблюма. Пост. очередного реж. Н. М. Падарина.
- 19 февраля, суббота — Спектакль по случаю 150-летия Крестьянской реформы 1861 года. Отделение драматическое: 1-е д. «Горькой судьбины» А. Ф. Писемского; 1-я сцена в отрывках из 3-го д. «Воеводы» А. Н. Островского; 1 -я сц. 4-го д. «Отрезанный ломоть» А. А. Потехина. Отделение литературное: Отрывок из рассказа «Смерть» И. С. Тургенева читал Н. М. Падарин; отрывок из романа «Война и мир» Л. Н. Толстого читал А. И. Южин; «Разговор на большой дороге» И. С. Тургенева, роли читали В. Ф. Лебедев, А. В. Васенин, Н. К. Яковлев, С. А. Головин. Отделение поэзии: «Уединение» А. С. Пушкина читал М. Ф. Ленин; «На новый год» И. С. Аксакова — В. Н. Пашенная; «Народный праздник» и «Эти бедные селенья» Ф. И. Тютчева — А. А. Яблочкина; «Свобода» Н. А. Некрасова — Н. А. Смирнова; «Беглый» Я. П. Полонского — А. И. Южин; «Картинка» А. Н. Майкова — М. Н. Ермолова. Живая картина на сюжет стихотворения Майкова «Картинка». Апофеоз. «На рождение великого князя Александра Николаевича», послание В. А. Жуковского прочла М. Н. Ермолова.
- 28 февраля 1911, понедельник — «Каштелянский мёд». Ком. в 5 д. Ю. И. Крашевского. Пер. В. Б. (В. К. Божовского). Декорации П. Т. Гуняшева. Пост. реж. И. С. Платона.
- 7 марта, понедельник — «Кукольный дом». Др. в 3 д. Г. Ибсена. Пер. А. В. и П. Г. Ганзен. Пост. очередного реж. И. Н. Худолеева.
- 25 апреля, понедельник — «Горе от ума». Ком. в 4 д. А. С. Грибоедова. Новые декорации художника Л. М. Браиловского. Костюмы по рисункам Л. М. Браиловского. Пост. очередного реж. Е. А. Лепковского.

#### 1911/1912
- 10 сентября, суббота — «Бесприданница». Др. в 4 д. А. Н. Островского. Декорации П. Т. Гуняшева. Пост. реж. И. С. Платона.
- 5 октября, среда — «Грань». Пьеса в 5 д. Н. И. Тимковского. Декорации Б. О. Гейкблюма. Пост. реж. И. С. Платона.
- 12 октября, среда — «Наследники». Пьеса в 4 д. Р. М. Хин. Декорации 1-го д. Б. О. Гейкблюма. Пост. реж. С. В. Айдарова.
- 28 октября, пятница — «Плоды просвещения». Ком. в 4 д. Л. Н. Толстого. Новые декорации по эскизам Л. М. Браиловского работы П. П. Сергеева (1-е и 4-е д.), А. Висконти (2-е д.), Б. О. Гейкблюма (3-е д.). Пост. реж. И. С. Платона.
- 17 ноября, четверг — «Израиль». Пьеса в 3 д. А. Бернстейна. Пер. Н. П. Корелиной. Декорации Ф. А. Лавдовского. Пост. реж. С. В. Айдарова.
- 23 ноября, среда — «Прохожие». Ком. в 4 д. В. А. Рышкова. Декорации Б. О. Гейкблюма. Пост. реж. И. С. Платона.
- 12 декабря, понедельник — Юбилейный спектакль по случаю 50-летия службы заслуженной артистки императорских театров Н. А. Никулиной: «Большие и маленькие». Ком. в 4 д., 5 к. Н. Л. Персияниновой [Н. Л. Рябовой]. Декорации Б. О. Гейкблюма. Пост. реж. С. В. Айдарова.
- 22 декабря, четверг — «Школа мужей». Ком. в 3 д. Ж.-Б. Мольера. Пер. с фр. А. А. Григорьева. Декорации Ф. А. Лавдовского. Пост. очередного реж. О. А. Правдина.
- 3 января, вторник — «Пир жизни». Др. в 4 д. С. Пшибышевского. Пер. с польск. К. Б. (К. В. Бравича). Декорации по эскизам художника С. А. Виноградова работы Н. А. Клодта (1-е и 4-е д.), В. С. Внукова (2-е д.) и С. И. Петрова (3-е д.). Пост. реж. С. К. Броневского.
- 24 января, вторник — «Накануне». Возможный случай в 1 д. А. Н. Плещеева. Пост. реж. И. С. Платона.
- 25 января, среда — «На полпути». Пьеса в 4 д. А. Пинеро. Пер. с англ. Б. Ф. Лебедева. Декорации Б. О. Гейкблюма. Пост. реж. С. К. Броневского.
- 15 февраля, среда — «Герцогиня Падуанская». Др. в 5 д. в стихах О. Уайльда. Пер. с англ. В. Я. Брюсова. Новые декорации художника Л. М. Браиловского. Костюмы по рисункам Л. М. Браиловского. Пост. реж. С. В. Айдарова.
- 5 марта, понедельник — «Убеждения г-жи Обрэ». Ком. в 4 д. А. Дюма-сына. Пер. с фр. О. Д. К. [О. Д. Корсаковой]. Декорации Б. О. Гейкблюма. Пост. очередного реж. И. Н. Худолеева.
- 2 апреля, понедельник «Бесчестье» (Der Helfer). Пьеса в 4 д. Ф. Филиппи. Пер. А. А. Заблоцкой. Декорации Б. О. Гейкблюма. Пост. реж. С. В. Айдарова.

#### 1912/1913
- 26 августа, воскресенье, Большой театр — Спектакль по случаю 100-летнего юбилея Отечественной войны. Оркестр Большого театра исполнил «Торжественную увертюру 1812 г.» П. И. Чайковского; «Двенадцатый год». Истор. хроника в 11 к. А. И. Бахметьева. Музыка аранжирована Н. К. Шульцевым. Новые декорации по эскизам К. А. Коровина работы Г. И. Голова. Костюмы по рисункам К. А. Коровина и В. В. Дьячкова. Пост. реж. С. В. Айдароваи И. С. Платона. «Апофеоз». Пост. реж. С. В. Айдарова и И. С. Платона.
- 10 сентября 1912, понедельник — «Как вам будет угодно». Ком. в 5 д., 11 к. В. Шекспира. Пер. с англ. П. И. Вейнберга. Новые декорации по эскизам Н. В. Досекина работы Б. О. Гейкблюма (1-я, 2-я, 4-я к.) и Ф. А. Лавдовского (3-я, 5—11-я к.). Костюмы по рисункам К. А. Коровина и В. В. Дьячкова. Пост. очередного реж. Е. А. Лепковского.
- 15 сентября, суббота — «Таланты и поклонники». Ком. в 4 д. А. Н. Островского. Новые декорации Б. О. Гейкблюма. Пост. реж. И. С. Платона.
- 8 октября, понедельник — «Обширная страна». Трагикомедия в 5 актах А. Шницлера. Пер. Е. [А. Лениной] и Орлова. Декорации Б. О. Гейкблюма. Пост. реж. С. В. Айдарова.
- 18 октября, четверг — «Ассамблея». Ком. в 4 д., 5 к. П. П. Гнедича. Новые декорации художника Л. М. Браиловского. Мебель, бутафория, костюмы по рисункам Л. М. Браиловского. В 4-м д. «Менуэт» и «Экосез» пост. И. Е. Сидоровым. Пост. реж. И. С. Платона.
- 5 ноября, понедельник — «Роман тёти Ани». Пьеса в 4 д. С. А. Найденова. Новые декорации А. Висконти. Пост. очередного реж. Е. А. Лепковского.
- 15 ноября, четверг — Бенефис артистов 2-го разряда: «История одного брака». Пьеса в 4 д. Вл. А. Александрова. Пост. реж. С. В. Айдарова.
- 10 декабря, понедельник — «Дама из Торжка». Ком. в 4 д. Ю. Д. Беляева. Новые декорации Б. О. Гейкблюма. Пост. реж. И. С. Платона.
- 18 декабря, вторник — «Профессор Сторицын» («Нетленное»). Др. в 4 д. Л. Н. Андреева. Пост. очередного реж. Е. А. Лепковского.
- 21 января, понедельник — «Побеждённый Рим». Тр. в 5 д. в стихах А. Пароди. Пер. с фр. А. Ф. Федотова. Новые декорации работы художника Л. М. Браиловского. Костюмы по рисункам Л. М. Браиловского. Пост. реж. Е. А. Лепковского.
- 7 февраля, четверг — «Дебют Венеры». Ком. в 4 д. Э. Гойера. Пер. А. В. и П. Г. Ганзен. Пост. реж. С. В. Айдарова.
- 21 февраля, четверг — Спектакль по случаю 300-летия дома Романовых. Гимн. «Келья в Чудовом монастыре». Из тр. А. С. Пушкина «Борис Годунов». Пост. реж. С. В. Айдарова; «Грановитая палата». Сц. из др. хроники А. Н. Островского; «Дмитрий Самозванец и Василий Шуйский». Пост. реж. И. С. Платона. 1-я сц. 2-го д. из др. хроники А. Н. Островского «Козьма Захарьич Минин-Сухорук». Новые декорации Б. О. Гейкблюма. Пост. реж. Е. А. Лепковского. «1613 год. Избрание на царство царя Михаила Феодоровича Романова». Сказание в лицах в 3 к. Н. А. Чаева. Новые декорации 1-й и 2-й к. Ф. А. Лавдовского, 3-й к. Б. О. Гейкблюма. Пост. реж. С. В. Айдарова (1-я к.), Е. А. Лепковского (2-я к.), И. С. Платона (3-я к.).
- 11 марта, понедельник — «Цена жизни». Др. в 4 д. Вл. И. Немировича-Данченко. Пост. реж. И. С. Платона.
- 25 марта, понедельник — «Идеальная жена». Ком. в 3 д. М. Прага. Пер. Н. А. Лухмановой. Пост. реж. Е. А. Лепковского.

#### 1913/1914
- 6 сентября, пятница — «Правда — хорошо, а счастье лучше». Ком. в 4 д. А. Н. Островского. Пост. реж. Е. А. Лепковского.
- 30 сентября, понедельник — «Насильники» («Лентяй»). Ком. в 5 д., 6 к. А. Н. Толстого. Новые декорации художника Л. М. Браиловского (1-е и 3-е д.), Б. О. Гейкблюма (2-е, 4-е и 5-е д.). Пост. реж. С. В. Айдарова.
- 12 октября, суббота — «Две правды». Пьеса в 3 д. В. О. Шмидт. Пост. реж. Е. А. Лепковского; «Один из честных». Ком. в 1 д. Р. Бракко. Пер. Н. Д. Михаловской. Пост. реж. Е. А. Лепковского.
- 26 октября, суббота — «Проигранная ставка». Др. в 4 д. А. Алпатьина [А. М. Лопатина]. Пост. реж. С. В. Айдарова.
- 6 ноября, среда — В память артиста М. С. Щепкина по случаю 125-летия со дня рождения: 3-й акт из «Горя от ума» А. С. Грибоедова. Декорации Л. М. Браиловского. Костюмы по рисункам Л. М. Браиловского. Пост. реж. Е. А. Лепковского; «Школа мужей». Ком. в 3 д. Ж.-Б. Мольера. Пер. с фр. А. А. Григорьева. Декорации Ф. А. Лавдовского. Пост. очередного реж. О. А. Правдина; 3-й акт «Ревизора» Н. В. Гоголя. Пост. реж. И. С. Платона. Апофеоз: «Щепкин и созданные им образы». Щепкин, созерцающий созданные им образы (И. Ф. Красовский); Щепкин в роли Городничего (В. В. Александровский); Щепкин в роли Фамусова (В. А. Сашин); Щепкин в роли Матроса (И. Д. Лавин); Щепкин в роли Чупруна (Д. Э. Гундуров); Щепкин в роли Сганареля (В. И. Хлебников). Щепкин среди труппы Малого театра. Стих А. П. Шевырева прочел А. И. Южин; стих Lolo [Л. Г. Мунштейна] памяти М. С. Щепкина прочла М. Н. Ермолова. Музыка М. М. Багриновского. Новые декорации апофеоза Л. М. Браиловского. Бюст М. С. Щепкина работы скульптора А. А. Ленского. Пост. апофеоза реж. Ф. Ф. Комиссаржевского.
- 7 ноября, четверг — «Лекарь поневоле». Ком. в 3 д. Ж.-Б. Мольера. Пер. с фр. В. И. Родиславского. Новые декорации Л. М. Браиловского. Костюмы по рисункам Л. М. Браиловского. Музыка из произведений Ж.-Б. Люлли аранжирована Н. К. Шульцевым. Пост. реж. Ф. Ф. Комиссаржевского.
- 18 ноября, понедельник — «Порыв». Пьеса в 3 д. Г. Кистемекера. Пер. с фр. С. В. Лысцовой. Новые декорации 1-го и 3-го д. А. Е. Цетельмана, 2-го д. Б. О. Гейкблюма. Пост. реж. И. С. Платона.
- 29 ноября, пятница — Бенефис артистов 2-го разряда: «Тень». Пьеса в 4 д. Н. И. Тимковского. Пост. реж. С. В. Айдарова.
- 16 декабря, понедельник — «Огненное кольцо». Др. в 5 д. С. Л. Полякова. Новые декорации 1-го и 2-го д. А. Е. Цетельмана. 3-го, 4-го и 5-го д. Б. О. Гейкблюма. Пост. реж. Ф. Ф. Комиссаржевского (24 сп.). «Во имя строгой морали». Ком. в 1 д. О. Э. Гартлебена. Пер. с нем. В. О. Шмидт.
- 3 января, пятница — «Змейка». Ком. в 4 д. В. А. Рышкова. Пост. реж. Е. А. Лепковского.
- 21 января, вторник — «Макбет». Тр. в 5 д., 13 к. У. Шекспира. Пер. с англ. С. А. Юрьева. Новые декорации по эскизам К. А. Коровина работы Н. А. Клодта (1-я, 2-я, 9-я, 10-я и 13-я к.), П. Я. Овчинникова (3-я к.), М. Н. Яковлева (4-я к.) и Г. И. Голова (5—8-я к., 11-я и 12-я к.). Костюмы и бутафория по рисункам К. А. Коровина и В. В. Дьячкова. Муз. соч. А. Ф. Арендса и Н. К. Шульцева. Пост. реж. И. С. Платона.
- 29 января, среда — «Соучастники». Др. в 2 д. П. Д. Боборыкина. Пост. реж. Е. А. Лепковского. «Эпизоды Отечественной войны»: Соч. С. С. Мамонтова. 1. «Каменный остров» (в 1 д.). Новые декорации по эскизу Г. И. Голова работы Б. О. Гейкблюма. 2. «Завоеватели» (в 1 д.). Музыкальные номера А. И. Юрасовского. 3. «Неприятель» (в 1 д.). Пост. реж. Е. А. Лепковского.
- 6 февраля, четверг — Юбилейный спектакль по случаю 25-летия службы артистки императорских театров А. А. Яблочкиной: «Василиса Мелентьева». Др. в 5 д. А. Н. Островского и С. А. Гедеонова. Новые декорации работы Ф. А. Лавдовского (1-я сц. 1-е д. и 2-е д.) и Б. О. Гейкблюма (3-е и 5-е д.). Пост. реж. С. В. Айдарова.
- 5 марта, среда — «Торговый дом». Пьеса в 4 д. И. Д. Сургучева. Пост. реж. И. С. Платона.
- 9 апреля, среда — «Принцесса Сильвия». Ком. в 4 д. Е. фон Арним. Пер. с англ. Б. Ф. Лебедева. Пост. реж. Е. А. Лепковского.

#### 1914/1915
- 30 августа, суббота — «Ветеран и новобранец». Др. случай из 1854 г. в 1 д. А. Ф. Писемского; «Козьма Захарьич Минин-Сухорук». Др. хроника А. Н. Островского (2-е, 3-е и 4-е д.). Пост. реж. И. С. Платона.
- 6 сентября, суббота — «Свои собаки грызутся, чужая не приставай!». Картины московской жизни А. Н. Островского. «За чем пойдёшь, то и найдёшь» («Женитьба Бальзаминова»). Картины московской жизни А. Н. Островского. Пост. реж. Н. К. Яковлева.
- 12 сентября, пятница — «Старый закал». Др. в 5 д. А. И. Сумбатова. Пост. реж. И. С. Платона.
- 24 сентября, среда — «Граф де Ризоор» (Рatrie!). Др. в 5 д., 7 к. В. Сарду. Пер. с фр. Н. Ф. Арбенина. Пост. реж. Е. А. Лепковского.
- 13 октября, понедельник — «Первые шаги». Ком. в 4 д. В. А. Рышкова. Пост. реж. С. В. Айдарова.
- 27 октября, понедельник — «Красная звезда». Пьеса в 4 актах И. Я. Павловского. Пост. реж. Е. А. Лепковского.
- 21 ноября, пятница — Спектакль в пользу убежища комитета Всеросскийского Земского союза помощи больным и раненым воинам: «Соломенная шляпка». Ком.-вод. в 5 д. Э. Лабиша и Марк-Мишеля. Пер. с фр. П. С. Федорова. Пост. реж. И. С. Платона.
- 25 ноября, вторник — «Дом». Трагич. ком. в 4 д. В. Г. Тардова. Пост. реж. И. С. Платона.
- 29 ноября, суббота — «Старый друг лучше новых двух». Картины московской жизни в 3 д. А. Н. Островского. Пост. реж. И. С. Платона.
- 4 декабря, четверг — Бенефис артистов 2-го разряда: «Светочи». Др. в 3 д. А. Батайля. Пер. с фр. Э. Э. Матерна и В. Л. Бинштока. Пост. реж. С. В. Айдарова.
- 14 января, среда — «Треугольник». Миниатюра в 1 д. А. Сутро. Пер. с англ. А. В. и П. Г. Ганзен. Пост. реж. Е. А. Лепковского; «Добродетель и — добродетель». Ком. в 4 д. А. Сутро. Пер. с англ. А. В. и П. Г. Ганзен. Пост. реж. Е. А. Лепковского.
- 21 января, среда — «Сестры Кедровы». Пьеса в 4 д. Н. А. Григорьева-Истомина. Пост. реж. И. С. Платона.
- 2 марта, понедельник — «Трудовой хлеб». Сцены из жизни захолустья в 4 д. А. Н. Островского. Пост. реж. С. В. Айдарова.
- 31 марта, вторник — «В царстве скуки» (Le mond ou l’on s’ennui). Ком. в 3 д. Э. Пальерона. Пер. с фр. А. М. Дмитриева и Н. П. Кичеева. Пост. реж. Е. А. Лепковского.

#### 1915/1916
- 12 сентября, суббота — «На бойком месте». Ком. в 3 д. А. Н. Островского. Пост. реж. С. В. Айдарова.
- 12 октября, понедельник — «Самоуправцы». Тр. в 5 д. А. Ф. Писемского. Новые декорации, костюмы и бутафория по эскизам Л. М. Браиловского Пост. реж. И. С. Платона.
- 19 октября, понедельник — «Беглянка» («Мать»). Ком. в 4 д. А. Пикар. Пер. с фр. Л. А. Добровой и М. Н. Зелениной. Новые декорации Б. О. Воронова. Пост. реж. Е. А. Лепковского.
- 23 ноября, понедельник — «Воевода» («Сон на Волге»). Сцены из народной жизни XVII века в 5 д. с прологом А. Н. Островского (вторая редакция). Новые декорации С. И. Петрова. Пост. реж. И. С. Платона.
- 25 ноября, среда — «Дружеское поручение». Сцена в 1 д. Н. А. Григорьева-Истомина. Пост. реж. Е. А. Лепковского.
- 1 декабря, вторник — Бенефис артистов 2-го разряда: «Стакан воды». Ком. в 5 д. Э. Скриба. Пер. с фр. Н. О. Р [утковской] и И. С. П[латона]. Новые декорации, костюмы и бутафория по эскизам Л. М. Браиловского. Пост. реж. С. В. Айдарова.
- 11 января, понедельник — «Чародейка, нижегородское предание». Тр. в 5 д. И. В. Шпажинского. Новые декорации 1—3-го и 5-го д. С. И. Петрова. Пост. реж. Е. А. Лепковского.
- 4 февраля, четверг — «Работница». Др. в 4 д. С. А. Найденова [С. А. Алексеева]. Новые декорации по эскизам Б. О Воронова. Пост. реж. С. В. Айдарова; «Розалинда». Пьеса в 2 д. Дж. М. Барри. Пер. с англ. 3. А. Венгеровой. Новые декорации А. А. Грязина. Пост. реж. В. В. Максимова.
- 2 марта, среда — «Шарманка сатаны», Пьеса в 4 д. Н. А. Тэффи. Новые декорации С. И. Петрова. Пост. реж. И. С. Платона.
- 21 марта, понедельник — «Счастье». Пьеса в 3 д. К. Брамсон. Авторизованный пер. А. В. и П. Г. Ганзен.Новые декорации по эскизам Б. О. Воронова. Пост. реж. С. В. Айдарова.
- 28 марта, понедельник — «Вторая молодость». Др. в 4 д. П. М. Невежина. Пост. реж. Е. А. Лепковского

#### 1916/1917
- 12 сентября, понедельник — «Волки и овцы». Ком. в 5 д. А. Н. Островского. Новые декорации 1-го, 4-го и 5-го д. по эскизам С. И. Петрова. Пост. реж. Н. К. Яковлева.
- 21 сентября, среда — «Семья Пучковых и собака». Ком.-вод. в 6 к. Н. А. Григорьева-Истомина. Пост. реж. С. Н. Фохта.
- 11 октября, вторник — «Венецианский купец». Ком. в 5 д., 8 к. У. Шекспира. Пер. с англ. П. И. Вейнберга. Новые декорации и бутафория по эскизам Л. М. Браиловского. Пост. реж. И. С. Платона.
- 24 октября, понедельник — «Благодать». Ком. в 4 д. Л. Н. Урванцова. Пост. реж. Н. К. Яковлева.
- 10 ноября, четверг — «Гедда Габлер». Др. в 4 д. Г. Ибсена. Пер. А. В. и П. Г. Ганзен. Новые декорации по эскизам С. И. Петрова. Пост. реж. Е. А. Лепковского.
- 27 ноября, воскресенье — Бенефис артистов 2-го разряда: «Светлый путь». Др. в 4 д. С. Д. Разумовского. Новые декорации Б. О. Воронова (1-е, 2-е и 4-е д.) и Ф. А. Лавдовского (3-е д.). Пост. реж. С. В. Айдарова.
- 15 декабря, четверг — «Ночной туман». Ком. в 5 д. А. И. Сумбатова. Новые декорации Ф. А. Лавдовского (1-е и 3-е д.), С. И. Петрова (2-е, 4-е и 5-е д.). Пост. реж. И. С. Платона.
- 16 января, понедельник — «Ракета». Ком. в 4 д. А. Н. Толстого. Новые декорации 1-го, 2-го и 3-го д. Б. О. Воронова. Пост. реж. Е. А. Лепковского.
- 28 января, суббота, Большой театр — В пользу общежития для юных добровольцев — участников войны: «Проба интермедии». Интермедия в 1 д. А. С. Грибоедова.
- 27 февраля, понедельник — «Романтики». В 4 д. Д. С. Мережковского. Новые декорации по эскизам С. И. Петрова. Пост. реж. С. В. Айдарова.
- 13 марта, понедельник — Торжественный спектакль. Сбор поступает в распоряжение Московского Совета рабочих депутатов: «Горе от ума», 3-е д.; «Ревизор», 4-е д.; «Доходное место», 5-д.; Апофеоз — «Освобождённая Россия». Постановка К. А. Коровина. М. Н. Ермолова исполнила стих А. Н. Плещеева «Вперед! без страха и сомненья…»; М. Ф. Ленин исполнил стих Н. П. Огарева «Герцену»; В. В. Максимов исполнил стих Н. Н. Вильде («Вперёд»); А. А. Яблочкина исполнила отрывки из оды «Вольность» и «К Чаадаеву» А. С. Пушкина.
- 21 сентября — «Шутники». Картины московской жизни в 4 д. А. Н. Островского. Пост. Н. К. Яковлева. Худ. В. А. Симов.
- 21 сентября — «Завтрак у предводителя». Комедия в 1 д. И. С. Тургенева. Пост. С. Н. Фохта. Декорации — подбор.